# Manesse Bibliothek der Weltliteratur

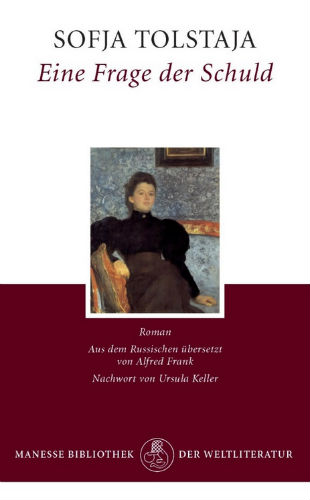
Ein Band der Manesse Bibliothek der Weltliteratur in typischer Ausstattung: Sofja Tolstaja: „Eine Frage der Schuld“ (2008)

Die Manesse Bibliothek der Weltliteratur ist eine von Walther Meier (1898–1982) ins Leben gerufene deutschsprachige Buchreihe des Manesse Verlags mit Werken der Weltliteratur. Ursprünglich befand sich der Verlagssitz in Zürich und die Reihe bildete dessen Flaggschiff. Heute gehört Manesse zur Penguin Random House Verlagsgruppe. Die Bände der seit 1944 erscheinenden Reihe sind als Hardcover im Duodezformat größtenteils luxuriös ausgestattet, „mit Feinleinen, Goldprägung, Dünndruckpapier, Fadenheftung und Lesebändchen“; sie waren jeweils auch in einer handgebundenen Lederausgabe lieferbar.
Seit Oktober 2017 erscheinen die neuen Bände in einer zeitgemäßen Gestaltung. Die Reihe nennt sich seit der Neugestaltung nur noch Manesse Bibliothek.
Alle Bände sind mit einem Nachwort eines Schriftstellers, Literaturkritikers oder Literaturwissenschaftlers der Gegenwart versehen. Die Reihe enthält neben Werken einzelner Autoren auch nach verschiedensten Themen zusammengefasste Anthologien. Die unregelmäßig in loser Folge erscheinende Reihe umfasst inzwischen über siebenhundert Titel. Die folgende Bandübersicht ist nach Erscheinungsjahr sortiert:
1944 | 1945 | 1946 | 1947 | 1948 | 1949 | 1950 | 1951 | 1952 | 1953 | 1954 | 1955 | 1956 | 1957 | 1958 | 1959 | 1960 | 1961 | 1962 | 1963 | 1964 | 1965 | 1966 | 1967 | 1968 | 1969 | 1970 | 1971 | 1972 | 1973 | 1974 | 1975 | 1976 | 1977 | 1978 | 1979 | 1980 | 1981 | 1982 | 1983 | 1984 | 1985 | 1986 | 1987 | 1988 | 1989 | 1990 | 1991 | 1992 | 1993 | 1994 | 1995 | 1996 | 1997 | 1998 | 1999 | 2000 | 2001 | 2002 | 2003 | 2004 | 2005 | 2006 | 2007 | 2008 | 2009 | 2010 | 2011 | 2012 | 2013 | 2014 | 2015 | 2016 | 2017 | Manesse Bibliothek

## Bandübersicht

### 1944
- Goethe im Gespräch. Alle wesentlichen Gespräche einschließlich derjenigen mit Eckermann. Auswahl und Nachwort von Eduard Korrodi.
- Herman Melville: Moby Dick. Roman. Aus dem Amerikanischen übersetzt von Fritz Güttinger.
- Alexej K. Tolstoi: Fürst Serebriany. Roman aus der Zeit Iwans IV. Herausgegeben und eingeleitet von Ludwig Berndl. Aus dem Russischen übersetzt von Dora Berndl-Friedmann.

### 1945
- Charlotte Brontë: Jane Eyre. Roman. Aus dem Englischen übersetzt von Paola Meister-Calvino. Nachwort von Mary Hottinger.
- Henry Fielding: Tom Jones. Geschichte eines Findlings. Roman. Nach der Übersetzung von Johann Joachim Christoph Bode, bearbeitet von Fritz Güttinger. Mit 10 Illustrationen nach Stichen von Moreau. Nachwort von Fritz Güttinger.
- Franz von Assisi: Legenden und Laude. Herausgegeben, eingeleitet und aus dem Italienischen und Lateinischen übersetzt von Otto Karrer. Mit 10 Illustrationen nach Fresken von Giotto.
- Friedrich Hebbel: Eine Autobiographie nach Tagebüchern und Briefen. Eingeleitet und erläutert von Willibald Klinke.
- Hermann Hesse: Narziß und Goldmund. Erzählung.
- Eduard Mörike: Gedichte und Erzählungen. Herausgegeben und mit einem Nachwort von Werner Zemp. Inhalt: Gedichte / Lucie Gelmeroth / Aus Der Schatz / Die Hand der Jezerte / Aus Das Stuttgarter Hutzelmännlein / Mozart auf der Reise nach Prag / Aus Maler Nolten.

### 1946
- Theodor Fontane: Effi Briest. Roman. Nachwort von Max Rychner.
- Grimms Kinder- und Hausmärchen. Vollständige, textgetreue Ausgabe. Herausgegeben und mit einem Nachwort von Carl Helbling. Mit 140 Holzschnitten von Ludwig Richter und Moritz von Schwind. 2 Bände. Bd. 1: mit 59 Illustrationen, Bd. 2: mit 81 Illustrationen.
- Hermann Hesse: Der Steppenwolf. Roman.
- Italienische Novellen aus acht Jahrhunderten. Herausgegeben und mit einem Vorwort von Giuseppe Zoppi. 2 Bände.
  - Bd. 1: Inhalt: Aus dem Novellino: Der griechische Weise, Welches ist das Lieblichste?, Der Kaiser und sein Falke, Der Kaiser und die zwei Weisen, Der müde Erzähler, Tod des Narziß, Königliche Antwort, Ein Pferd verlangt Gerechtigkeit, Die gute Witwe, Tristan und Isolde, Die drei Ringe, Ein höchst romantischer Tod, Eine schöne Liebesgeschichte / Jacopo Passavanti Die Erscheinung des Kohlenbrenners / Giovanni Boccaccio Ser Ciappelletto, Andreuccio von Perugia, Gibt es ehrbare Frauen?, Das Recht der Natur, Die betrogene Eifersüchtige, Liebe und Tod, Federigo degli Alberighi und der schöne Falke, Haben Kraniche nur ein Bein?, Bruder Cipolla, Zwei Männer im Haus, Grausamer Streich gegen Calandrino, Ein weiterer Streich gegen Calandrino, Orient und Occident / Ser Giovanni Fiorentino Ein gelehriger Schüler / Franco Sacchetti Der kluge Müller, Von einem Wolf, den man am Schwanze faßte, Die zwei tüchtigen Abgesandten, Die drei Blinden, Der in die Enge getriebene Astrologe, Weshalb läuten die Glocken? / San Bernardino da Siena Ein gutes Mittel / Gentile Sermini Ein vorzüglicher Diener / Masuccio Salernitano Die List eines Verliebten, Mariotto und Giannozza / Ungenannter Verfasser Verwandelt! / Unbekannter Wie ergattert man ein Plätzchen am Feuer? / Luigi da Porto Romeo und Julia / Niccolò Machiavelli Belfagor / Agnolo Firenzuola Niccolos Abenteuer, Das Schneekind / Anton Francesco Dom Eine Liebesgeschichte Karls des Großen.
  - Bd. 2: Inhalt: Anton Francesco Grazzini Schlau und glücklich, Der arme Mützenmacher / Giovan Francesco Straparola Heute abend, Wunder über Wunder, Die größten Faulpelze der Welt / Matteo Bandello Lieber Tod als Schande, Das sinnvolle Bildnis, Die Herzogin von Amalfi, Die heimliche Liebe einer Witwe / Giovanni Battista Giraldi-Cintio Der bestrafte Geizhals, Der Mohr und Disdemona, Die schöne Nigella, Ein strenger Richter, ein zartes Mädchen / Girolamo Brusoni Frühzeitige Liebe / Giovan Battista Basile Vardiello, Belluccia / Giovanni Sagredo Der schlaue Hirte, Tot oder lebend? / Lorenzo Magalotti Die Katzen des Herrn Ansaldo / Gasparo Gozzi Kunstkenner, Die vertauschten Frauen, Der launische Ehemann / Carlo Gozzi Heimkehr / Francesco Soave Wo ist das Glück? / Giovanni Verga Cavalleria rusticana, Gramignas Geliebte, Was der König ist, Hab und Gut / Luigi Pirandello Die erste Nacht, Dicke Freunde, Zerstreutheit, Das Patent, Requiem aeternam dona eis domine, Der Rabe von Mizzaro, Schatten des Gewissens, Ciàula entdeckt den Mond, Der Tonkrug, Das schwarze Zicklein.
- Anton Tschechow: Meisternovellen. Aus dem Russischen übersetzt von Rebecca Candreia. Herausgegeben und mit einem Nachwort von Iwan Schmeljow. Inhalt: Krankenzimmer Nr. 6 / Die Dame mit dem Hündchen / Eine traurige Geschichte / Der Student / In der Schlucht / In der Osternacht / Die Schalmei / Die Steppe / Missius.

### 1947
- Antike Erzähler. Von Herodot bis Longos. Herausgegeben und mit einem Vorwort von Franz Stoessl. Mit 50 Illustrationen nach antiken Vasenbildern. Inhalt: Herodot Gyges und das Weib des Kandaules, Arion und die Delphine, Schicksal des Kroisos, Kyros und Kroisos, Wunderbare Rettung und Kindheit des Kyros, Der Tod des Kyros, Der Flötenspieler und die Fische, Helena in Ägypten, Der Schatz des Rhampsinit, Das Leid des Psammenit, Der Ring des Polykrates, Periander von Korinth und sein Sohn, Das Ende des falschen Smerdis, Dareios wird König der Perser, Die Gattin des Intaphernes, Die Eroberung von Babylon, Persische Gesandtschaft in Makedonien, Der Perserkönig Xerxes betrachtet seine Flotte, Xerxes und das Weib seines Bruders Masistes / Petron Die Witwe von Ephesus / Aelian Der Tyrann Phalaris und das Freundespaar, Verschwörung gegen den Perserkönig Darius, Der Schuh der Rhodopis, Der Tyrann, Der Knabe und der Delphin, Der Bär, die Löwen und der Holzhauer, Die Rettung des Gilgamos, Der verliebte Wettkampfsieger, Die Geschichte von einem dankbaren Adler / Pseudo-Aeschines Der falsche Gott als Bräutigam / Lukian Lucius oder der Esel / Apuleius Amor und Psyche, Der Leichenwächter, Räubergeschichten, Das verkaufte Faß, Die vergessenen Schuhe, Der Esel als Rächer, Eine Potiphargeschichte / Lukian Wahre Geschichte / Xenophon von Ephesos Anthia und Habrokomes / Longos von Lesbos Daphnis und Chloe.
- Charlotte Brontë: Villette. Roman. Aus dem Englischen übersetzt und bearbeitet von Paola Meister-Calvino. Nachwort von Mary Hottinger.
- Matthias Claudius: Der Wandsbecker Bote. Herausgegeben und mit einem Nachwort von Werner Weber.
- Joseph Conrad: Meistererzählungen. Aus dem Englischen übersetzt von Ernst W. Freissler und E. McCalman. Nachwort von Fritz Güttinger. Inhalt: Jugend / Herz der Finsternis / Freya von den Sieben Inseln.
- Charles Dickens: Große Erwartungen. Roman. Aus dem Englischen übersetzt von Siegfried Lang.
- Jens Peter Jacobsen: Frau Marie Grubbe. Intérieurs aus dem 17. Jahrhundert. Roman. Aus dem Dänischen übersetzt von Mathilde Mann.
- Jens Peter Jacobsen: Niels Lyhne. Roman. Aus dem Dänischen übersetzt von Anka Matthiesen.
- Jens Peter Jacobsen: Novellen und Gedichte. Aus dem Dänischen übersetzt von Mathilde Mann und Erich von Mendelssohn. Nachwort von Felix M. Wiesner. Inhalt: Mogens / Ein Schuß in den Nebel / Zwei Welten / Hier sollten Rosen blühen / Die Pest in Bergamo / Frau Fönss. Dazu die lyrischen Sammlungen Hervert Sperring und Ein Kaktus erblüht sowie einzelne Gedichte und Prosastücke.
- Georg Christoph Lichtenberg: Aphorismen. Ausgewählt und eingeleitet von Max Rychner.
- Thomas Mann: Meistererzählungen. Inhalt: Tristan / Tonio Kröger / Der Tod in Venedig / Mario und der Zauberer.
- Michelangelo: Lebensberichte / Gedichte / Briefe. Herausgegeben und aus dem Italienischen übersetzt von Hannelise Hinderberger. Mit 10 Illustrationen.
- Adalbert Stifter: Briefe. Auswahl und Nachwort von Hans Schumacher.
- Iwan Turgenjew: Aufzeichnungen eines Jägers. Erzählungen. Aus dem Russischen übersetzt von Dora Berndl-Friedmann. Nachwort von Ludwig Berndl. Inhalt: Unterm Sternenhimmel / Jermolaj und die Müllerin / Himbeerwasser / Der Kreisarzt / Aus vergangenen Tagen / Kassian / Die Sänger / Das Stelldichein / Pjotr Petrowitsch Karatajew / Der Gutsvogt / Das Kontor / Der Werwolf / Es klopft! / Chor und Kalinytsch / Tschertopchanow / Mein Nachbar Radilow / Der Freisasse Owsjannikow / Die lebendige Reliquie / Epilog: Wald und Steppe.

### 1948
- Jane Austen: Stolz und Vorurteil. Roman. Aus dem Englischen übersetzt von Ilse Krämer. Nachwort von Mary Hottinger.
- Chinesische Geister- und Liebesgeschichten. Deutsche Auswahl und Vorwort von Martin Buber. Mit 17 chinesischen Holzschnitten. Inhalt: Das Wandbild / Der Richter / Das lachende Mädchen / Die Füchsin / Die Wege des Liebenden / Die Krähen / Die Blumenfrauen / Der närrische Student / Der Gott im Exil / Das Land im Meer / Das Blätterkleid / Der Ärmel des Priesters / Der Traum / Musik / Die Schwestern / Wiedergeburt.
- Joseph Conrad: Taifun und andere Erzählungen. Aus dem Englischen übersetzt von Elise Eckert. Inhalt: Taifun / Amy Foster / Morgen.
- Theodor Fontane: Der Stechlin. Roman. Nachwort von Max Rychner.
- E. T. A. Hoffmann: Meistererzählungen. Herausgegeben von Jürg Fierz. Anhang: Zu Hoffmanns Charakteristik von Julius Eduard Hitzig. Mit 56 Illustrationen von Gavarni. Inhalt: Ritter Gluck / Don Juan / Rat Krespel / Der goldne Topf / Das Fräulein von Scuderi / Doge und Dogaresse / Klein Zaches.
- Herman Melville: Weißjacke. Roman. Aus dem Amerikanischen übersetzt und mit einem Nachwort von Walter Weber.
- Wolfgang Amadeus Mozart. Briefe. Herausgegeben von Willi Reich. Mit 8 Illustrationen.
- Wilhelm Raabe: Stopfkuchen. Eine See- und Mordgeschichte. Nachwort von Romano Guardini.
- Schön ist die Jugend. Kindheits- und Jugenderinnerungen aus zwei Jahrhunderten. Herausgegeben von Willibald Klinke. Inhalt: Ulrich Bräker / Heinrich Jung-Stilling / Franz-Xaver Bronner / Jean Paul / Johanna Schopenhauer / Karl Philipp Moritz / Ernst Moritz Arndt / Heinrich Zschokke / Karl Friedrich von Klöden / Carl Schurz / Franz Grillparzer / Karl Immermann / Hoffmann von Fallersleben / Wilhelm von Kügelgen / Arnold Ruge / Ludwig Richter / Ernst Rietschel / Julius Fröbel / Richard Wagner / Ludwig Kalisch / Theodor Fontane / Marie von Ebner-Eschenbach / Julius Rodenberg / Heinrich Seidel / Carl Spitteler / Gustav Falke.
- Carl Schurz: Lebenserinnerungen. Herausgegeben und mit einem Nachwort von Sigismund von Radecki.
- Laurence Sterne: Tristram Shandy. Roman. Aus dem Englischen übersetzt von Johann Joachim Christoph Bode. Neu herausgegeben und mit einem Nachwort von Fritz Güttinger.
- Alexander von Villers: Briefe eines Unbekannten. Herausgegeben und mit einem Vorwort von Margarete Gideon.
- Die Worte des Herrn. Gebete und Reden, Gespräche und Sprüche Jesu. Aus dem Urtext neu übersetzt und herausgegeben von Friedrich Streicher.

### 1949
- Vittorio Alfieri: Mein Leben. Herausgegeben und mit einem Nachwort von Giuseppe Zoppi. Aus dem Italienischen übersetzt von Hannelise Hinderberger.
- Hans Christian Andersen: Gesammelte Märchen. Herausgegeben von Floriana Storrer-Madelung. Nachwort von Martin Bodmer. Mit 268 Illustrationen von Vilhelm Pedersen und Lorenz Frölich. 2 Bände.
  - Bd. 1: Inhalt: Das Feuerzeug / Der kleine Klaus und der große Klaus / Die Prinzessin auf der Erbse / Die Blumen der kleinen Ida / Däumelinchen / Der unartige Knabe / Der Reisekamerad / Die kleine Meerjungfrau / Des Kaisers neue Kleider / Die Galoschen des Glücks / Das Gänseblümchen / Der standhafte Zinnsoldat / Die wilden Schwäne / Der Garten des Paradieses / Der fliegende Koffer / Die Störche / Ole Luköje / Der Schweinehirt / Der Buchweizen / Der Engel / Die Nachtigall / Die Brautleute / Das häßliche Entlein / Der Tannenbaum / Die Schneekönigin / Mutter Holunder / Die Stopfnadel / Die Glocke / Erlenhügel / Die roten Schuhe / Die Springer / Die Hirtin und der Schornsteinfeger / Holger Danske / Das kleine Mädchen mit den Schwefelhölzchen / Die Nachbarsfamilien / Der kleine Tuk / Der Schatten / Das alte Haus / Der Wassertropfen / Die glückliche Familie / Die Geschichte von einer Mutter / Der Kragen / Unterschiede müssen sein / Die schönste Rose der Welt / Die Geschichte des Jahres / Es ist ganz gewiss / Das Schwanennest / Herzeleid / Alles an seinen rechten Platz / Das Heinzelmännchen beim Speckhöker.
  - Bd. 2: Inhalt: Unter dem Weidenbaum / Fünf aus einer Erbsenschote / Sie taugte nichts / Zwei Jungfern / Am äußersten Meer / Das Geldschwein / Ib und die kleine Christine / Tölpel-Hans / Der Flaschenhals / Suppe von einem Wurstspeiler / Etwas / Der letzte Traum der alten Eiche / Die Tochter des Schlammkönigs / Die Schnelläufer / Die Glockentiefe / Der Wind erzählt von Waldemar Daae und seinen Töchtern / Kindergeschwätz / Ein Stück Perlenschnur / Das Kind im Grabe / Der Hofhahn und der Wetterhahn / Eine Geschichte aus den Dünen / Der Mistkäfer / Was Vater tut, ist immer recht / Der Schneemann / Die Eisjungfrau / Der Schmetterling / Der Bischof auf Börglum und seine Sippe / In der Kinderstube / Die Teekanne / Das Heinzelmännchen und die Madam / Verwahrt ist nicht vergessen / Der Sohn des Pförtners / Des Paten Bilderbuch / Die Lumpen / Was die Distel erlebte / Die Wochentage / Der Gärtner und die Herrschaft / Der Krüppel.
- Emily Brontë: Sturmhöhe. Roman. Aus dem Englischen übersetzt und mit einem Nachwort von Siegfried Lang.
- Martin Buber: Die Erzählungen der Chassidim.
- Annette von Droste-Hülshoff: Gedichte und Prosa. Auswahl und Nachwort von Emil Staiger. Inhalt: Ledwina / Bilder aus Westfalen / Die Judenbuche. Dazu Gedichte, erzählende Gedichte und Epen.
- Johann Wolfgang Goethe: Gedichte. Mit Erläuterungen von Emil Staiger. Vollständige Ausgabe in 3 Bänden.
- Nikolaj Gogol: Meistererzählungen. Aus dem Russischen übersetzt und mit einem Nachwort von Bruno Goetz. Mit 10 Federzeichnungen von Walter Roshardt. Inhalt: Der Jahrmarkt von Ssorotschinzy / Die Johannisnacht / Der verlorene Brief / Die Mainacht / Furchtbare Rache / Die Nacht vor Weihnachten / Der Wij / Die Nase / Der Mantel.
- Selma Lagerlöf: Gösta Berling. Roman. Aus dem Schwedischen übersetzt von Mathilde Mann.
- Prosper Mérimée: Meisternovellen. Aus dem Französischen übersetzt von Ferdinand Hardekopf. Nachwort von Theophil Spoerri. Inhalt: Matteo Falcone / Colomba / Carmen / Il vicolo di Madama Lucrezia / Die etruskische Vase / Das zwiefache Verkennen / Die Venus von Ille / Das blaue Zimmer.
- Eduard Mörike: Briefe. Herausgegeben und mit einem Vorwort von Werner Zemp. Mit 20 Abbildungen nach Zeichnungen von Eduard Mörike und Moritz von Schwind.
- August Strindberg: Historische Miniaturen. Mit einem Anhang Mystik der Weltgeschichte. Herausgegeben und aus dem Schwedischen übersetzt von Willi Reich. Inhalt: Die ägyptische Knechtschaft / Der Halbkreis von Athen / Alkibiades / Sokrates / Flaccus und Maro / Leontopolis / Das Lamm / Das wilde Tier / Apostata / Attila / Der Diener der Diener / Ismael / Eginhard an Emma / Das tausendjährige Reich / Peter der Eremit / Laokoon / Das Werkzeug / Old merry England / Der weiße Berg / Der Große / Die sieben guten Jahre / Gerichtstage.
- Leo N. Tolstoi: Auferstehung. Roman. Aus dem Russischen übersetzt und mit einem Nachwort von Fega Frisch.
- Iwan Turgenjew: Väter und Söhne. Roman. Aus dem Russischen übersetzt von Fega Frisch. Nachwort von Boris Saitzew.

### 1950
- Johann Peter Hebel: Schatzkästlein des rheinischen Hausfreundes. Herausgegeben und mit einem Nachwort von Werner Weber. Mit 51 Holzschnitten von C. Stauber und C. H. Schmolze.
- Heinrich Heine: Mein wertvollstes Vermächtnis. Religion: Leben: Dichtung. Herausgegeben und mit einem Vorwort von Felix Stössinger.
- John Keats: Gedichte und Briefe. Herausgegeben, aus dem Englischen übersetzt und mit einem Vorwort von Hans W. Häusermann.
- Aleksis Kivi: Die sieben Brüder. Roman. Aus dem Finnischen übersetzt von Edzard Schaper. Nachwort von V. A. Koskenniemi.
- Joaquim Maria Machado de Assis: Die nachträglichen Memoiren des Bras Cubas. Roman. Aus dem Portugiesischen übersetzt und mit einem Nachwort von Wolfgang Kayser.
- Alessandro Manzoni: Die Verlobten. Roman. Aus dem Italienischen übersetzt von Alexander Lernet-Holenia. Nachwort von Giuseppe Zoppi.
- Leo N. Tolstoi: Meistererzählungen. Aus dem Russischen übersetzt von Fega Frisch. Inhalt: Herr und Knecht / Vater Sergij / Kornej Wassiljew / Der Leinwandmesser / Wieviel Erde braucht der Mensch? / Wovon leben die Menschen? / Die beiden Alten / Der Tod des Iwan Iljitsch / Nach dem Balle.
- Juan Valera: Pepita Jiménez. Roman. Aus dem Spanischen übersetzt von Annemarie und Fritz Wahl. Nachwort von Fritz Wahl.

### 1951
- James Boswell: Dr. Samuel Johnson. Leben und Meinungen. Mit dem Tagebuch einer Reise nach den Hebriden. Aus dem Englischen übersetzt und mit einem Vorwort von Fritz Güttinger. Mit 53 Illustrationen.
- Grazia Deledda: Schilf im Wind. Roman. Aus dem Italienischen übersetzt von Bruno Goetz. Nachwort von Giuseppe Zoppi.
- Fjodor M. Dostojewski: Der Idiot. Roman. Aus dem Russischen übersetzt von Rebecca Candreia. Nachwort von Iwan Schmeljow. 2 Bände.
- Fjodor M. Dostojewski: Schuld und Sühne. Roman. Aus dem Russischen übersetzt von Werner Bergengruen. 2 Bände.
- Europäische Volksmärchen. Herausgegeben von Max Lüthi. Buchschmuck von Georgette Boner. Inhalt: Dänemark: Die Prinzessin mit den zwölf Paar Goldschuhen, Ederland die Hühnermagd, Der Topf, Der faule Lars, der die Prinzessin bekam / Schweden: Zuerst geboren, zuerst vermählt, Silberweiß und Lillwacker / Norwegen: Kari Holzrock, Der Bursch, der die Rattenprinzessin freite, Der ehrliche Vierschilling, Die Historie vom Pfannkuchen / England: Der Hund mit den kleinen Zähnen, Der gläserne Ball, Die Prinzessin von Canterbury / Irland: Finn, der Sohn des Cûl, Denis der Kartenspieler / Belgien: Jetzt trage ich dich, aber in kurzem wirst du mich tragen (wallonisch), Die Geschichte von dem halben Hahn (flämisch) / Frankreich: Die wunderbare Bohnenranke (flämisch, aus Flandern), Der König von England und sein Patenkind (Lothringen), Petit-Jean und die Rätselprinzessin (Bretagne), Die schöne Jeanneton (Gascogne), Die bestrafte Königin (Gascogne) / Spanien: Die Zauberflöte, Die Prinzessin als Äffin, Franciskita / Portugal: Der betrunkene Hahn / Italien: Die Geschichte von Pezze e Fogghi (Sizilien), Von der Tochter der Sonne (Sizilien), Der Vertrag (neapolitanisch), Die drei Gänse (Wälschtirol) / Österreich: Das nackentige Dirndl, Der schwarzbraune Michel, Die schwarze Königstochter / Schweiz: Der Fygesack (Solothurn), Gion Tgar vêr (romanisch, Graubünden) / Deutschland: Die Prinzessin auf dem Baum, De Koenigin un de Pogg’, Vagel Fenus / Baltikum: Von einem klugen Alten (Litauen), Tschuinis (Lettland), Abenteuer eines Königssohnes (Lettland), Der Bösen Tochter und das Waisenmädchen (Estland), Der Glückliche und der Unglückliche (Estland) / Finnland: Der Königssohn als Gärtner, Ein Kopf, Bekennst du?, Die lebende Kantele, Der alte Hahn / Rußland: Ivas und die Hexe (kleinrussisch), Ivan Aschenpuster (belarussisch), Sturmheld Ivan Kuhsohn (großrussisch, Ural), Der unsterbliche Koschtschej (großrussisch) / Polen: Schwester und Braut / Tschechoslowakei: Von den zwölf Monaten (slowakisch) / Ungarn: Vom armen Mädchen, das goldene Blumen schnitt / Jugoslawien: Stojscha und Mladen (serbisch), Schöne Kleider tun viel (serbisch) / Rumänien: Die schlaue Ileane, Der Alte und die Alte / Bulgarien: Messerprinz, Lengo und Sawe und das Meer / Griechenland: Jetzt in der Jugend oder im Alter, Die vergessene Braut, Die drei Pomeranzenblätter, Der Arme und seine Mira, Die Goldschmiedin und der treue Fischersohn / Albanien: Das Mädchen im Kasten.
- Aldous Huxley: Meistererzählungen Aus dem Englischen übersetzt von Herberth E. Herlitschka. Nachwort von Fritz Güttinger. Inhalt: Zwei oder drei Grazien / Nach dem Feuerwerk.
- Lao-Tse: Tao Tê King. Aus dem Chinesischen übersetzt und kommentiert von Victor von Strauß. Bearbeitung, Vorwort und Einleitung von W. Y. Tonn.
- Joaquim Maria Machado de Assis: Dom Casmurro. Roman. Aus dem Portugiesischen übersetzt von Erwin Georg Meyenburg. Nachwort von José Osório de Oliveira.
- Musikalische Novellen. Auswahl und Nachwort von Emil Staiger. Inhalt: Heinrich v. Kleist Die heilige Cäcilie / Gustavo Adolfo Bécquer Meister Perez, der Organist, / Iwan Turgenjew Die Sänger / Auguste de Villiers de L’Isle-Adam Die Unbekannte / Franz Grillparzer Der arme Spielmann / Honoré de Balzac Gambara / Aldous Huxley Jung-Archimedes / E. T. A. Hoffmann Ritter Gluck / Eduard Mörike Mozart auf der Reise nach Prag / Gottfried Keller Das Tanzlegendchen.
- Luigi Pirandello: Meisternovellen. Aus dem Italienischen übersetzt und mit einem Nachwort von Percy Eckstein. Inhalt: Die Reise / Der Sarg ist bereit / Das Haus des Granella / Das schwarze Kopftuch / Das Festgeschenk / Der Schwachkopf / Donna Mimina / Der andere Sohn / Die Wahrheit / Die Fliege / Strohfeuer / In der Fremde.
- Rainer Maria Rilke: Duineser Elegien / Die Sonette an Orpheus. Erläuterungen und Nachwort von Katharina Kippenberg. Anhang: Dichtung und Deutung. Rainer Maria Rilke und Katharina Kippenberg von Ingeborg Schnack.
- Tschuang-Tse: Reden und Gleichnisse. Deutsche Auswahl und Nachwort von Martin Buber.

### 1952
- Robert Burton: Schwermut der Liebe. Aus dem Englischen übersetzt von Peter Gan. Nachwort von John Middleton Murry. Mit 79 Illustrationen.
- Gustave Flaubert: Madame Bovary. Roman. Aus dem Französischen übersetzt von René Schickele. Nachwort von Guy de Maupassant.
- Theodor Fontane: Unwiederbringlich. Roman. Nachwort von Max Rychner.
- Rómulo Gallegos: Doña Barbara. Roman. Aus dem Spanischen übersetzt von Werner Peiser unter Mitarbeit von Waltraud Kappeler. Nachwort von Konrad Huber.
- Johann Wolfgang Goethe: West-östlicher Divan. Vorwort und Erläuterungen von Max Rychner.
- Ricardo Güiraldes: Don Segundo Sombra. Roman. Aus dem Spanischen übersetzt von Hedwig Ollerich. Nachwort von Konrad Huber.
- Irische Erzähler. Ausgewählt und aus dem Englischen übersetzt von Elisabeth Schnack. Nachwort von Sean O’Faolain. Inhalt: Standish James O’Grady Das Sternenmoor / William Carleton Bob Pentland / George Moore Julia Cahills Fluch / Somerville und Ross Poisson d’Avril / Lord Dunsany Orientalische Magie / Donn Byrne Das Vermächtnis / Sean O’Faolain Das stille Tal / Brinsley MacNamara Die Kuckucksuhr / L. A. G. Strong Der Schuß im Garten / Seumas O’Kelly Das Haus / David Hogan Wenn die Forelle springt / Nora Hoult Neun Jahre sind eine lange Zeit / Frank O’Connor Entwurzelt / Daniel Corkery Feiglinge? / James Stephens Das Dreieck / Elizabeth Bowen Geheimnisvolles Khôr / Liam O’Flaherty Der rote Rock / William Butler Yeats Wie das Seil gedreht wurde / Francis MacManus Das Familienporträt / James Joyce Ein schwerer Unglücksfall.
- Die Jadelibelle. Roman aus der Ming-Zeit. Aus dem Chinesischen übersetzt und mit einem Nachwort von Franz Kuhn.
- Kin Ku Ki Kwan. Wundersame Geschichten aus alter und neuer Zeit. Aus dem Chinesischen übersetzt und mit einem Nachwort von Franz Kuhn. Mit 12 Illustrationen. Inhalt: Ölhausierer und Blumenkönigin / Die goldenen Haarpfeile / Freier wider Willen / Die falsche Braut / Der illustre Doktor Tang / Der Alchimist.
- Sei Shonagon: Das Kopfkissenbuch der Hofdame Sei Shonagon. Herausgegeben und aus dem Japanischen übersetzt von Mamoru Watanabé. Mit 50 Illustrationen von Masami Iwata.
- Leo N. Tolstoi: Anna Karenina. Roman. Aus dem Russischen übersetzt von Bruno Goetz. 2 Bände.

### 1953
- Bettina von Arnim: Lebensspiel. Herausgegeben von Willi Reich.
- Honoré de Balzac: Meisternovellen. Ausgewählt und aus dem Französischen übersetzt von Eva Rechel. Nachwort von Felix Stössinger. Inhalt: Der Vikar von Tours / Sarrasine / Das unbekannte Meisterwerk / El Verdugo / Facino Cane / Eine Leidenschaft in der Wüste / Eine Episode aus der Schreckenszeit / Christus in Flandern / Das Mädchen mit den Goldaugen / Melmoths Bekehrung.
- Marie von Ebner-Eschenbach: Meistererzählungen. Mit einem Anhang: Aphorismen und Erinnerungen. Herausgegeben und mit einem Nachwort von Albert Bettex. Inhalt: Der Säger / Unverbesserlich / Krambambuli / Er läßt die Hand küssen / Die Totenwacht / Die Freiherren von Gemperlein / Die Spitzin / Die Sünderin / Das Schädliche / Aphorismen / Meine Erinnerungen an Grillparzer.
- Italienische Gedichte. Von Kaiser Friedrich II. bis Gabriele d’Annunzio. Italienisch-deutsch. Deutsche Nachdichtung von Bruno Goetz. Nachwort von Fredi Chiappelli.
- Henry James: Meisternovellen. Aus dem Amerikanischen übersetzt von Harry Kahn. Nachwort von Henry Lüdeke. Inhalt: Die Drehung der Schraube / Asperns Nachlass.
- David Herbert Lawrence: Meisternovellen. Ausgewählt von Elisabeth Schnack. Aus dem Englischen übersetzt von Elisabeth Schnack, Else Jaffe-Richthofen, Ursula Müller und Karl Lerbs. Nachwort von Sir Herbert Read. Inhalt: Beim Heuen / Frühlingsschatten / Die Prinzessin / Sonne / Der Mann, der Inseln liebte / Der Schaukelpferd-Sieger / Die Jungfrau und der Zigeuner.
- Dmitrij Mamin-Ssibirjak: Die Priwalowschen Millionen. Roman. Aus dem Russischen übersetzt und mit einem Nachwort von Bruno Goetz.
- Thomas Mofolo: Chaka der Zulu. Roman. Aus dem Englischen übersetzt, herausgegeben und mit einem Nachwort von Peter Sulzer. Mit 37 Illustrationen nach afrikanischen Motiven von Renzo Selmi.
- Michel de Montaigne: Essais. Ausgewählt, aus dem Französischen übersetzt und mit einem Vorwort von Herbert Lüthy.
- Leo N. Tolstoi: Die Kosaken / Hadschi Murat. Zwei Romane aus dem Kaukasus. Herausgegeben und aus dem Russischen übersetzt von Werner Bergengruen.

### 1954
- Die Erziehung des Henry Adams. Von ihm selbst erzählt. Aus dem Amerikanischen übersetzt von J. Lesser. Nachwort von Karl Adalbert Preuschen.
- Louise von François: Frau Erdmuthens Zwillingssöhne. Roman. Vorwort von Emil Staiger.
- Nathaniel Hawthorne: Das Haus der sieben Giebel. Roman. Aus dem Amerikanischen übersetzt von Harry Kahn. Nachwort von Heinrich Straumann.
- Eduard von Keyserling: Schwüle Tage und andere Erzählungen. Nachwort von Otto Freiherr von Taube. – Inhalt: Schwüle Tage / Nicky / Bunte Herzen.
- Wladimir Korolenko: Der Wald rauscht und andere Erzählungen. Aus dem Russischen übersetzt und mit einem Nachwort von Bruno Goetz. – Inhalt: Der Traum Makars / Der blinde Musikus / Der Wald rauscht.
- Matéo Maximoff: Die Ursitory. Ein Zigeunerroman. Aus dem Französischen übersetzt von Walter Fabian. Nachwort von Karl Rinderknecht. Mit 44 Illustrationen von Hanny Fries.
- Prosper Mérimée: Die Bartholomäusnacht. Roman. Aus dem Französischen übersetzt von Alfred Semerau. Nachwort von Maurice Rat.
- Antoine François Abbé Prévost: Manon Lescaut. Roman. Herausgegeben, aus dem Französischen übersetzt und mit einem Nachwort von Josef Hofmiller. Mit 72 Illustrationen nach Tony Johannot.
- Somerville und Ross: Die wahre Charlotte. Roman. Aus dem Englischen übersetzt von Elisabeth Schnack. Nachwort von Francis MacManus.
- Anthony Trollope: Doktor Thorne. Roman. Aus dem Englischen übersetzt von Harry Kahn. Nachwort von Max Wildi.
- Wen Kang: Die schwarze Reiterin. Roman aus der Tsing-Zeit. Aus dem Chinesischen übersetzt und mit einem Nachwort von Franz Kuhn. Mit 50 Illustrationen nach Holzschnitten der chinesischen Originalausgabe.
- Émile Zola: Die Meute. Roman. Aus dem Französischen übersetzt und mit einem Nachwort von Felix Stössinger.

### 1955
- Martin Buber: Die Legende des Baalschem. Inhalt: Hitlahawut: Von der Inbrunst / Awoda: Von dem Dienst / Kawwana: Von der Intention / Schiflut: Von der Demut / Der Werwolf / Der Fürst des Feuers / Die Offenbarung / Die Märtyrer und die Rache / Die Himmelswanderung / Jerusalem / Saul und David / Das Gebetbuch / Das Gesicht / Die vergessene Geschichte / Die niedergestiegene Seele / Der Psalmensager / Der verstörte Sabbat / Bekehrung / Die Wiederkehr / Von Macht zu Macht / Das dreimalige Lachen / Die Vogelsprache / Das Rufen / Der Hirt.
- Deutsche Lyrik des Mittelalters. Ausgewählt und übersetzt von Max Wehrli. Der 100. Band der Bibliothek der Weltliteratur. Mit 36 Illustrationen in Farbe aus der Manessischen Liederhandschrift.
- Joseph von Eichendorff: Erzählungen. Herausgegeben und mit einem Nachwort von Werner Bergengruen. Inhalt: Aus dem Leben eines Taugenichts / Das Marmorbild / Geschichte des Einsiedlers / Die Zauberei im Herbste / Das Schloß Dürande / Die Entführung / Die Glücksritter / Geschichte der wilden Spanierin / Kasperl und Annerl / Auch ich war in Arkadien / Willibalds Erzählung / Die Harzreise der Brüder Eichendorff / Der Adel und die Revolution / Halle und Heidelberg.
- Joseph von Eichendorff: Gedichte / Ahnung und Gegenwart. Herausgegeben und mit einem Nachwort von Werner Bergengruen.
- Thomas Hardy: Die Rückkehr. Roman. Aus dem Englischen übersetzt von Elisabeth Schnack. Nachwort von Richard Gerber.
- Die schönsten Liebesgeschichten aus Tausendundeine Nacht. Ausgewählt, aus dem arabischen Urtext übersetzt und mit einem Nachwort von Enno Littmann. 2 Bände mit 184 Illustrationen von Otto Bachmann.
  - Bd. 1: Inhalt: Die Geschichte vom König Schehrijâr, seinem Bruder, König Schâhzamân, und der Erzählerin Schehrezâd / Die Geschichte von dem Prinzen Ahmed und der Fee Perî Banû / Die Geschichte von den beiden Schwestern, die ihre jüngste Schwester beneideten / Die Geschichte von dem Schuhflicker Ma’rûf und seinem bösen Weibe / Die Erzählung von Tâdsch el-Mulûk und der Prinzessin Dunja: dem Liebenden und der Geliebten, mit der Geschichte von ’Aziz und ’Aziza / Die Geschichte der Liebenden aus dem Stamme der ’Udhra / Eine andere Geschichte der Liebenden vom Stamme ’Udhra / Die Geschichte von dem Beduinen und seiner treuen Frau / Die Geschichte der Liebenden vom Stamme Taiji / Die Geschichte von den Liebenden zu Barta / Die Geschichte von Zain el-Asnâm.
  - Bd. 2: Inhalt: Die Geschichte von Nûr ed-Dîn und Marjam der Gürtlerin / Die Geschichte des Prinzen Kamar ez-Zamân und der Prinzessin Budûr, mit der Geschichte von Ni’ma ibn er-Rabî und seiner Sklavin Nu’m / Die Geschichte von Nûr ed-Din ’Ali und Enîs el-Dschelîs / Die Geschichte von Ishâk von Mosul und dem Teufel / Die Geschichte der Liebenden von Medina / Die Geschichte von Ghânim ibn Aijûb, dem verstörten Sklaven der Liebe.
- Jonathan Swift: Gullivers Reisen in verschiedene ferne Länder der Welt. Roman. Aus dem Englischen übersetzt von Carl Seelig. Vorwort von Hermann Hesse. Nachwort von Hippolyte Taine. Mit 94 Holzschnitten von Grandville.
- Giovanni Verga: Meisternovellen. Aus dem Italienischen übersetzt von Rolf Schott. Nachwort von Fredi Chiappelli. Inhalt: Die Wölfin / Grübelei / Heiligenkrieg / Gramignas Geliebte / Hochwürden / Das geistliche Schauspiel / Malaria / Ein Waisenkind / Die Habe / Hartes Brot / Jawohl, so ist der König / Kameraden / Der letzte Tag / Wanderleben / Der Todeskampf eines Dorfes / Papst Sixtus / Liebesleute / Der goldene Schlüssel / Die Jagd auf den Wolf.

### 1956
- Dmitrij Mamin-Ssibirjak: Gold. Roman. Aus dem Russischen übersetzt von Anne Bock. Nachwort von Kurt Friedlaender.
- Herman Melville: Israel Potter. Roman. Aus dem Amerikanischen übersetzt und mit einem Nachwort von Walter Weber.
- Stratis Myrivilis: Die Madonna mit dem Fischleib. Roman. Aus dem Neugriechischen übersetzt und mit einem Nachwort von Helmut von den Steinen.
- Maurice O’Sullivan: Inselheimat. Roman. Aus dem Englischen übersetzt und mit einem Nachwort von Elisabeth Aman.
- Robert Louis Stevenson: Die feindlichen Brüder. Roman. Aus dem Englischen übersetzt und mit einem Nachwort von Richard Kraushaar.
- Theodor Storm: Meistererzählungen. Auswahl und Nachwort von Wilhelm Lehmann. Inhalt: Immensee / Auf dem Staatshof / Ein grünes Blatt / Unter dem Tannenbaum / Angelika / Im Sonnenschein / Drüben am Markt / Der kleine Häwelmann / Im Saal / Marthe und ihre Uhr / Der Amtschirurgus / Heimkehr / Lena Wies / Von heut und ehedem / Beim Vetter Christian / Carsten Curator / Der Herr Etatsrat / Der Schimmelreiter / Die Söhne des Senators / Im Nachbarhause links.
- Unheimliche Geschichten. Auswahl und Nachwort von Walther Meier. Inhalt: E. T. A. Hoffmann Die Bergwerke zu Falun / Heinrich v. Kleist Das Bettelweib von Locarno / Sir Walter Scott Wander-Willies Erzählung / Charles Dickens Das Signal / Edgar Allan Poe Ligeia / Honoré de Balzac Die beiden Träume / Alexander Puschkin Der Sargmacher / Prosper Mérimée Die Vision Karls XI. / Iwan Turgenjew Ein Traum / A. K. Tolstoi Die Familie der Wurdalaken / Jonas Lie Das Seegespenst / Allan Cunningham Die verwunschenen Schiffe / J. Sheridan Le Fanu Grüner Tee / Auguste de Villiers de L’Isle-Adam Der Mantel / Guy de Maupassant Der Horla / Thomas Hardy Die drei Fremden / Rudyard Kipling Die gespenstische Rikscha / Walter de la Mare Seatons Tante / W. W. Jacobs Die Affenpfote / Saki Die offene Tür.
- Unter dem Kreuz des Südens. Erzählungen aus Mittel- und Südamerika. Herausgegeben und mit einem Nachwort von Albert Theile. Inhalt: Guillermo Enrique Hudson Ein Ombú-Baum / Eduardo Mallea Die Rose von Cernobbio / Jorge Luis Borges Die Spur des Schwertes / Ricardo Güiraldes Der Spuk in der Felsspalte / César Garizurieta Der Mann mit der Weckeruhr / Manuel Gutiérrez Nájera Die Geschichte vom falschen Peso / Ricardo Palma Die drei Gründe des Richters / Enrique López Albújar Ushananjampi / José Veríssimo Tapuios Verbrechen / José Bento de Monteiro Lobato Der Estancia-Käufer / Machado de Assis Die Hochzeit des Luís Duarte / Horacio Quiroga Anaconda / Carlos Samayoa Chinchilla Der Zauberer von Chitzajay / Francisco Antonio Gavidia Die Wölfin / José María Peralta Eine reine Formalität / Baldomero Lillo Der Teufelsstollen / Rómulo Gallegos Die Einwanderer / Carlos Salazar Herrera Die Dürre / Mariano Fiallos Gil Unter dem Tropenregen / Rubén Darío Weiße Tauben und braune Reiher.
- Voltaire: Candidus / Zadig / Treuherz. Drei Erzählungen. Aus dem Französischen übersetzt von Albert Baur. Nachwort von Ernst Merian-Genast. Mit 37 Illustrationen von Hanny Fries.
- Karl Friedrich Zelter: Selbstdarstellung. Ausgewählt und herausgegeben von Willi Reich.

### 1957
- Amerikanische Erzähler. Von Washington Irving bis Dorothy Parker. Herausgegeben und aus dem Amerikanischen übersetzt von Elisabeth Schnack. Inhalt: Washington Irving Rip van Winkle / Nathaniel Hawthorne Gevatter Braun / Edgar Allan Poe Der Goldkäfer / Herman Melville Bartleby / Bret Harte Das Glück von Roaring Camp / Mark Twain Der berühmte Hoppe-Frosch der Provinz Calaveras / Stephen Crane Im offenen Boot / Ambrose Bierce Am Himmel ein Reiter / Henry James Der Altar der Toten / Willa Cather So stand es mit Paul / Edith Wharton Die beiden Andern / Stephen Vincent Benét Der Teufel und Daniel Webster / Sherwood Anderson Der Tod im Walde / Dorothy Parker Große Blondine.
- Amerikanische Erzähler Von F. Scott Fitzgerald bis William Goyen. Herausgegeben und aus dem Amerikanischen übersetzt von Elisabeth Schnack. Inhalt: F. Scott Fitzgerald Die Kindergesellschaft / Conrad Aiken Leiser Schnee, heimlicher Schnee / Ring Lardner Das Liebesnest / Katherine Anne Porter Die Leiden unsrer Sterblichkeit / James Farl Powers Der alte Knabe / William Carlos Williams Nur mit Gewalt / William Faulkner Hand auf den Wassern / Robert Penn Warren Wenn das Licht grün wird / Eudora Welty Asphodill / Caroline Gordon Der Rote / Ernest Hemingway Ein sauberes, gutbeleuchtetes Café / Carson McCullers Ein häusliches Dilemma / Jerome David Salinger Hübscher Mund – grün meine Augen / Paul Bowles Unter dem Himmel / Peter Taylor Der Feldmeister / Flannery O’Connor Der Fluß / Jean Stafford Ein Sommertag / John Steinbeck Die Lopez-Schwestern / Tennessee Williams Sommerspiel zu dritt / William Goyen Geist und Fleisch, Wasser und Erde.
- Johann Sebastian Bach. Leben und Schaffen. Eigene Aussagen, Berichte der Zeitgenossen, Bekenntnisse der Späteren. Herausgegeben von Willi Reich. Mit 4 zeitgenössischen Illustrationen.
- Giovanni Boccaccio: Der Decamerone. Aus dem Italienischen übersetzt von Gustav Diezel, überarbeitet von Paola Calvino. Nachwort von Horst Rüdiger. 2 Bände mit 120 Holzschnitten nach der venezianischen Ausgabe von 1492.
- Daniel Defoe: Robinson Crusoe. Roman. Ungekürzte Ausgabe. Aus dem englischen Urtext übersetzt und mit einem Nachwort von Hans Reisiger. Mit 88 Holzschnitten von Grandville.
- Nathaniel Hawthorne: Der scharlachrote Buchstabe. Roman. Aus dem Amerikanischen übersetzt, herausgegeben und mit einem Nachwort von Richard Mummendey.
- Hölderlin und Diotima. Dichtungen und Briefe der Liebe. Herausgegeben von Rudolf Ibel. Mit 8 Illustrationen.
- Madame de La Fayette: Die Prinzessin von Clèves / Die Prinzessin von Montpensier. Zwei Romane. Aus dem Französischen übersetzt von Ferdinand Hardekopf. Nachwort von Ernst Merian-Genast.
- Tiergeschichten. Herausgegeben von Walther Meier. Inhalt: Die dankbaren Tiere und der undankbare Mensch (Indisches Märchen) / Rudyard Kipling Die Katze, die für sich allein ging / Iwan Turgenjew Mumu / Colette Hunde und Katzen / Alfred Polgar Idyll / Leo Tolstoi Der Leinwandmesser / Anton Tschechow Kaschtanka / Giovanni Verga Der Esel des heiligen Josef / Johann Peter Hebel Der Star von Segringen / Grazia Deledda Das Wildschweinchen / Werner Bergengruen Die Zigeuner und das Wiesel / Mechtilde Lichnowsky Tierklub in Monte Carlo / Eine seltsame Karpfengeschichte (Chinesisches Märchen) / Gaston Chérau Die Wildkatze / Guy de Maupassant Liebe / Alexander L. Kielland Der alte Rabe / Konstantin Fedin Der Igel / Pentti Haanpää Eine Kranich-Geschichte / Peter Altenberg Die Biberratte / Jules Renard Die Kröte / Louis Pergaud Reinekes Tragödie / Fabio Tombari Der Pinguin / Nikolaj Lesskow Das Tier / Johannes V. Jensen Der Monsun / Rudyard Kipling Toomai, der Liebling der Elefanten / Horacio Quiroga Anacondas Kreuzzug / Die Geschichte von den Tieren und dem Menschen (Aus 1001 Nacht).
- Wisramiani oder Die Geschichte der Liebe von Wis und Ramin. Aus dem Georgischen übersetzt und mit einem Nachwort von Ruth Neukomm und Kita Tschenkéli. Mit Buchschmuck nach georgischen Motiven von Ruth Neukomm.

### 1958
- Arabische und abessinische Dichtungen. Herausgegeben, übersetzt und mit einem Nachwort von Enno Littmann.
- Herman Bang: Das weiße Haus / Das graue Haus. Zwei Romane. Aus dem Dänischen übersetzt und mit einem Nachwort von Walter Boehlich.
- Clemens Brentano: Gedichte / Erzählungen / Märchen. Auswahl und Nachwort von Otto Heuschele. Inhalt: Gedichte / Geschichte vom braven Kasperl und dem schönen Annerl / Die mehreren Wehmüller und die ungarischen Nationalgesichter / Die drei Nüsse / Das Märchen von Gockel und Hinkel / Das Märchen von den Märchen oder Liebseelchen / Das Märchen von dem Myrtenfräulein / Das Märchen von dem Witzenspitzel / Das Märchen vom Rosenblättchen.
- Carl J. Burckhardt: Begegnungen. Inhalt: Erinnerungen an den Rhein / Werner Zuberbühler / Erinnerungen an Wien 1918–1919 / Erinnerung an Hugo von Hofmannsthal / Spaziergang mit François Franzoni / Erinnerungen an jungverstorbene Freunde / Pilecki / Erinnerungen an Osteuropa / Dinu Lipatti / De Lattre de Tassigny / Erinnerung an Paul Claudel / Begegnung mit Ortega y Gasset / Erinnerung an Werner Reinhart / Begegnung mit Theodor Heuss / Bei Betrachtung von Desmoulins’ Denkmal / Fortuna / Begegnung mit einem Kind / Zwerg.
- Das Buch des Dede Korkut: Ein Nomadenepos aus türkischer Frühzeit. Aus dem Oghusischen übersetzt und mit einem Nachwort von Joachim Hein. Mit Buchschmuck nach frühanatolischen Motiven von Paula Hein.
- George Eliot: Silas Marner. Die Geschichte des Webers von Raveloe. Roman. Aus dem Englischen übersetzt von Kuno Weber. Nachwort von Richard Gerber.
- William Henry Hudson: Rima. Geschichte einer Liebe aus dem Tropenwald. Roman. Aus dem Englischen übersetzt von Kuno Weber. Mit einem Geleitwort von John Galsworthy.
- Jean Paul: Leben Fibels des Verfassers der bienrodischen Fibel. Herausgegeben und mit einem Nachwort von Eduard Berend. Mit 24 Illustrationen in Farbe.
- Enrique Larreta: Don Ramiro. Ein Roman aus dem Spanien Philipps des Zweiten. Aus dem Spanischen übersetzt von Mario Spiro. Nachwort von Eva Salomonski.
- Spanische Erzähler aus dem 14. bis 17. Jahrhundert. Herausgegeben und mit einem Nachwort von Albert Theile. Inhalt: Don Juan Manuel aus Conde Lucanor / Miguel de Cervantes Saavedra Die Macht des Blutes / Anonym Lazarillo de Tormes / Lope Félix de Vega Carpio Eifersucht bis in den Tod / Anonym Der Alcalde von Alora und der Abencerraje / Tirso de Molina Die drei gefoppten Ehemänner / Alonso de Castillo Solórzano Liebe siegt über das Blut / María de Zayas y Sotomayor Die Strafe des Geizes / Juan Pérez de Montalbán Unverhofft kommt oft / Isidro de Robles Studentenglück.
- Spanische Erzähler des 19. und 20. Jahrhunderts. Herausgegeben und mit einem Nachwort von Albert Theile. Inhalt: Ramón de Mesonero Romanos Eine Nachtwache / Juan Eugenio Hartzenbusch Doña Mariquita, die Kahle / Juan Valera Der grüne Vogel / Pedro A. de Alarcón Der Dreispitz / Gustavo Adolfo Bécquer Meister Pérez, der Organist / Benito Pérez Galdós Der Ochse und der Esel / Emilia Pardo Bazán Der Blutstropfen / Clarín (Leopoldo Alas) Die beiden Gelehrten / Armando Palacio Valdés Ein Interview mit Prometheus / Blanca de los Ríos y Nostench Der Spiegel / Miguel de Unamuno Ein ganzer Mann / Vicente Blasco Ibáñez Zwei Fliegen auf einen Schlag / Ramón del Valle-Inclán Furcht / Pío Baroja Elizabide / Azorín (José Martínez Ruiz) Ein Brief aus Spanien / Ramón Pérez de Ayala Das Sonntagslicht.
- Robert Louis Stevenson: Meistererzählungen. Aus dem Englischen übersetzt von Alastair. Nachwort von Richard Kraushaar. Inhalt: Bourgeois und Bohemien / Unterkunft für die Nacht / Der Schatz von Franchard / Olalla / Markheim / Der Flaschendämon / Dr. Jekyll und Mr. Hyde.

### 1959
- Achim von Arnim: Isabella von Ägypten und andere Erzählungen. Herausgegeben und mit einem Nachwort von Walther Migge. Mit 80 Illustrationen von Fritz Fischer. Inhalt: Isabella von Ägypten / Mistris Lee / Frau von Saverne / Der tolle Invalide auf dem Fort Ratonneau / Die Majoratsherren / Owen Tudor / Holländische Liebhabereien.
- George Borrow: Lavengro. Roman. Aus dem Englischen übersetzt und mit einem Nachwort von Fritz Güttinger.
- Frédéric Chopin. Briefe und Dokumente. Herausgegeben von Willi Reich. Mit 8 Illustrationen.
- Alphonse Daudet: Meistererzählungen. Aus dem Französischen übersetzt von Bernhard Jolles. Nachwort von Elisabeth Brock-Sulzer. Mit 17 Illustrationen von Charles Bardet. Inhalt: Seguins Ziege / Die Arlesierin / Das Maultier des Papstes / Der Todeskampf der Sémillante / Der Pfarrer von Cucugnan / Der Tod des Dauphins / Die drei stillen Messen / Die zwei Herbergen / Das Elixier des ehrwürdigen Paters Gaucher / Die Belle-Nivernaise / Die letzte Stunde / Die Billardpartie / Die Belagerung von Berlin / Die erregenden Abenteuer eines Rebhuhns / Die Feige und der Faulpelz / Meister Cornilles Geheimnis / Der Unterpräfekt in der Natur / Chapatin, der Löwenjäger / Familie Joyeuse.
- Iwan Gontscharow: Die Schlucht. Roman. Mit einem Anhang: Lieber später als nie. Aus dem Russischen übersetzt von August Scholz. Corona-Reihe.
- Maxim Gorki: Meisternovellen. Aus dem Russischen übersetzt und mit einem Nachwort von Anne Bock. Inhalt: Konowalow / Die Entdeckung / Die Geschichte mit dem Silberschloß / Jahrmarkt in Goltwa / Aus Langeweile / Malwa / Blasen / Heiligabend / Der Fremdenführer / Das blaue Leben.
- Božena Němcová: Die Großmutter. Eine Erzählung aus dem alten Böhmen. Aus dem Tschechischen übersetzt und mit einem Nachwort von Hanna und Peter Demetz.
- Nizami: Die sieben Geschichten der sieben Prinzessinnen. Aus dem Persischen übersetzt und mit einem Nachwort von Rudolf Gelpke. Mit 12 persischen Miniaturen in Farbe.
- William Thackeray: Jahrmarkt der Eitelkeit. Roman. Ungekürzte Ausgabe. Aus dem Englischen übersetzt von Elisabeth Schnack. Nachwort von Max Wildi. Corona-Reihe. 188 Illustrationen des Autors.

### 1960
- Apuleius: Der goldene Esel. Roman. Aus dem Lateinischen übersetzt von August Rode. Herausgegeben und mit einem Nachwort von Horst Rüdiger. Mit 107 Illustrationen von Hans Erni.
- Antonio Mediz Bolio: Legenden der Maya. Das Land des Fasans und des Hirsches. Aus dem Spanischen übersetzt von Hans Boelicke und Fritz Kalmar. Vorwort von Alfonso Reyes; Nachwort von Kurt Pahlen. Mit 120 Illustrationen nach Motiven aus einer Maya-Handschrift.
- Goldjunker Sung und andere Novellen aus dem Kin Ku Ki Kwan. Aus dem Chinesischen übersetzt von Franz Kuhn. Inhalt: Goldjunker Sung / Der kleine Detektiv / Fräulein Doktor / Eine pietätvolle Tochter / Die Dame Tschao Hsiän macht listig ein Dutzend gelbe Mandarinen zum Geschenk.
- Iwan Gontscharow: Eine alltägliche Geschichte / Oblomow. Zwei Romane. Aus dem Russischen übersetzt von Fega Frisch und Clara Brauner. Corona-Reihe.
- Knut Hamsun: Mysterien. Roman. Aus dem Norwegischen übersetzt von J. Sandmeier. Nachwort von Edzard Schaper.
- Maurische Novellen. Herausgegeben und mit einem Vorwort von Arnald Steiger. Inhalt: Jorge de Montemayor Die Erzählung Abindarráez und Jarifa / Ginés Pérez de Hita Die Geschichte des Tuzaní / Mateo Alemán Geschichte des Liebespaares Ozmín und Daraja / Cervantes Die Geschichte des Sklaven / Alonso de Castillo Solórzano Xarife und Zoraida.
- Gérard de Nerval: Aurelia und andere Erzählungen. Aus dem Französischen übersetzt von Eva Rechel. Nachwort von Hans Staub. Inhalt: Sylvia / Octavia / Pandora / Aurelia / Isis / Corilla / Der Marquis von Favolle.
- Jules Renard: Naturgeschichten. Aus dem Französischen übersetzt von Kuno Weber. Nachwort von Wilhelm Lehmann. Mit 68 Illustrationen von Pierre Bonnard.
- Jean-Jacques Rousseau: Selbstbildnis. Herausgegeben und mit einem Vorwort von Ferdinand Lion.
- Fjodor Ssologub: Meisternovellen. Aus dem Russischen übersetzt von Alexander Eliasberg. Nachwort von Friedrich Schwarz. Inhalt: Der Kuss des Ungeborenen / Schatten / Der Stachel des Todes / Raja / In der Menge / Die weiße Birke / Der Weg nach Emmaus / Die trauernde Braut / Die klugen Jungfrauen / Der Weg nach Damaskus.

### 1961
- Carl J. Burckhardt: Gestalten und Mächte. Inhalt: Erasmus von Rotterdam / Willibald Pirkheimer / Calvin und die theokratische Staatsform / Gedanken über Karl V. / Sullys Plan einer Europaordnung / Ludwig XIV. und die Kaiserkrone / Maria Theresia / Friedrich von Gentz / Der Honnête Homme / Städtegeist / Zur Geschichte der politischen Leitworte / Gedanken über Goethes Idee der Gerechtigkeit / Franz Grillparzer / Der treue Hebel.
- Samuel Butler: Erewhon. Roman. Aus dem Englischen übersetzt und mit einem Nachwort von Fritz Güttinger.
- Alonso de Contreras: Das Leben des Capitán Alonso de Contreras. Von ihm selbst erzählt. Aus dem Spanischen übersetzt von Arnald Steiger. Vorwort von José Ortega y Gasset.
- Charles Dickens: David Copperfield. Aus dem Englischen übersetzt von Carl Kolb. Nachwort von Henri Petter. Corona-Reihe. Mit allen 40 Illustrationen der Originalausgabe.
- Sarah Orne Jewett: Das Land der spitzen Tannen. Roman. Aus dem Amerikanischen übersetzt und mit einem Nachwort von Elisabeth Schnack. Mit 32 Illustrationen von Hanny Fries.
- Lancelot und Ginevra. Ein Liebesroman am Artushof. Den Dichtern des Mittelalters nacherzählt und mit einem Nachwort von Ruth Schirmer. Mit 24 Illustrationen nach Miniaturen aus einer Handschrift des 13. Jahrhunderts, davon 12 in Farbe.
- George Meredith: Richard Feverel. Eine Geschichte von Vater und Sohn. Roman. Aus dem Englischen übersetzt und mit einem Nachwort von Richard Kraushaar.
- Benito Pérez Galdós: Fortunata und Jacinta. Roman. Aus dem Spanischen übersetzt von Kurt Kuhn. Nachwort von Arnald Steiger. Corona-Reihe.
- Persische Meistererzähler der Gegenwart. Ausgewählt, aus dem Persischen übersetzt und mit einer Einleitung von Rudolf Gelpke. Inhalt: Seijed M. A. Dschamalzadeh Die fünf Herren von der Bauchsippe, Freundschaft mit dem Bär / Sadegh Hedajat Dasch Akol, Hund ohne Herr, Die Puppe hinter dem Vorhang / Seijed Abu ’l-Qasem Endschawi Reise ins Schweigen / Rasul Parwizi Die Geschichte meiner Brille / Mohammad Hedschazi Baba Kuhi / Sa’id Nafisi Vaterhaus / Darjusch Siassi Der Mann, der seinen Freund nicht kannte / Ibrahim Schokurzadeh So kommt man zur Welt / Haschem Qandaharijan Unser Leben auf der Leinwand / Schin Partu Durch diese oder jene Tür / Mahdi Hamidi Fateme / Bozorg Alawi Totentanz.
- Russische Liebesgeschichten. Herausgegeben von Alexander Eliasberg. Inhalt: Alexander Puschkin Der Schneesturm / Nikolai Gogol Die Mainacht oder die Ertrunkene / Iwan Turgenjew Klara Militsch / Anton Tschechow Ein Malheur / Fjodor Ssologub Die trauernde Braut / Maxim Gorki Einst im Herbst / Iwan Bunin Natalie / Leonid Andrejew Der Abgrund / Iwan Schmeljow Ich bin deine Frau / Michail Kusmin Der Entschluß Anna Meiers / Alexej Remisow Prinzessin Mymra / Konstantin Paustowskij Morgendämmerung im Regen / Boris Lawrenjew Der Einundvierzigste.
- Stendhal: Die Cenci und andere Erzählungen. Ausgewählt und aus dem Französischen übersetzt von Eva Rechel. Nachwort von Karl August Horst. Inhalt: Die Cenci / Vittoria Accoramboni / Die Herzogin von Palliano / San Francesco a Ripa / Die Äbtissin von Castro / Vanina Vanini / Erinnerungen eines italienischen Edelmanns / Die Truhe und das Gespenst / Der Liebestrank / Philibert Lescale / Ernestine.

### 1962
- George Eliot: Middlemarch. Roman. Aus dem Englischen von Ilse Leisi. Nachwort von Max Wildi. Corona-Reihe.
- Gobineau: Asiatische Novellen. Aus dem Französischen übersetzt von N. O. Scarpi. Nachwort von Jean Mistler. Inhalt: Die Tänzerin von Schamakha / Der große Magier / Die Geschichte des Gamber-Ali / Der Turkmenenkrieg / Die Liebenden von Kandahar.
- Joseph Haydn. Chronik seines Lebens in Selbstzeugnissen. Herausgegeben von Willi Reich. Mit 8 Illustrationen.
- Helden-, Höllenfahrts- und Schelmengeschichten der Mongolen. Aus dem Mongolischen übersetzt und mit einem Vorwort von Walther Heissig. Mit 47 Illustrationen, davon 3 in Farbe.
- Manólis Karagatsis: Der Vogt von Kastrópyrgos. Roman. Aus dem Neugriechischen übersetzt von Nestor Xaidis. Nachwort von Michael Rethis.
- Michajlo Kozjubynskyj: Fata Morgana und andere Erzählungen. Aus dem Ukrainischen übersetzt und mit einem Nachwort von Anna-Halja Horbatsch. Inhalt: Fata Morgana / Die Rache / Teuer erkauft / Das Lachen / Die Hexe / In den Fesseln des Versuchers.
- Maria in Dichtung und Deutung. Eine Auswahl. Herausgegeben von Otto Karrer. Mit 12 Illustrationen in Farbe nach Miniaturen von Jean Fouquet.
- Psalterium profanum. Weltliche Gedichte des lateinischen Mittelalters. Lateinisch-deutsch. Herausgegeben und eingeleitet von Josef Eberle. Mit 12 Holzstichen von Andreas Brylka.
- Mihail Sadoveanu: Ankutzas Herberge und andere Erzählungen. Aus dem Rumänischen übersetzt von Erich Hoffmann. Nachwort von Tudor Vianu. Inhalt: Ankutzas Herberge / Der Valinaskolk / Bojarensünde / Werke der Nächstenliebe / Imkerei von Anno dazumal / Wie Ion Doru gestorben ist / In Coltuns Herberge lebte ein Mann mit kummervollen Augen / Neculai und sein Freund / Der Blinde / Sommersonnenwende.
- Anton Tschechow: Das Duell und andere Novellen. Herausgegeben, aus dem Russischen übersetzt und mit einem Nachwort von Anne Bock. Inhalt: Feinde / Der Brief / Eine peinliche Geschichte / Das Duell / Der Literaturlehrer / Weiberregiment / Seelchen / Der Bischof.

### 1963
- Beethoven. Seine geistige Persönlichkeit im eigenen Wort. Herausgegeben von Willi Reich. Mit 10 Illustrationen.
- Björnstjerne Björnson: Meisternovellen. Herausgegeben und aus dem Norwegischen übersetzt von August Scholz. Nachwort von Friedrich Ege. Inhalt: Synnöve Solbakken / Arne / Treue / Gefährliche Freite / Der Bärenjäger / Der Adlerhorst / Eisenbahn und Friedhof / Das Hochzeitslied / Ein fröhlicher Bursch.
- Dante Alighieri: Die göttliche Komödie. Aus dem Italienischen übersetzt von Ida und Walther von Wartburg. Kommentiert von Walther von Wartburg. Der 200. Band der Bibliothek der Weltliteratur. Mit 48 Illustrationen von Gustave Doré.
- José Maria Eça de Queiroz: Stadt und Gebirg. Roman. Aus dem Portugiesischen übersetzt und mit einem Nachwort von Curt Meyer-Clason.
- Antonio Fogazzaro: Entschwundene kleine Welt. Roman. Aus dem Italienischen übersetzt von Laura M. Gutkind. Nachwort von Adriano Soldini.
- Japanische Jahreszeiten. Tanka und Haiku aus dreizehn Jahrhunderten. Aus dem Japanischen übersetzt und mit einem Nachwort von Gerolf Coudenhove. Mit 90 Tuschzeichnungen japanischer Künstler.
- Heinrich von Kleist: Erzählungen und Anekdoten. Herausgegeben und mit einem Nachwort von Otto Heuschele. Inhalt: Michael Kohlhaas / Die Marquise von O.... / Das Erdbeben in Chili / Die Verlobung in St. Domingo / Das Bettelweib von Locarno / Der Findling / Die heilige Cäcilie / Der Zweikampf / Anekdoten.
- Michail J. Lermontow: Ein Held unserer Zeit. Roman. Mit einem Anhang: Skizzen, Fragmente, Aufzeichnungen. Herausgegeben, aus dem Russischen übersetzt und mit einem Nachwort von Erich Müller-Kamp.
- Guy de Maupassant: Fünfzig Novellen. Ausgewählt und aus dem Französischen übersetzt von N. O. Scarpi. Nachwort von Josef Halperin. Seit 2007 unter dem Titel Novellen I. Inhalt: Boule de Suif / Öffentliche Meinung / An einem Frühlingsabend / Strandgut / Mademoiselle Fifi / Ein Weihnachtsabend / Der Blinde / Magnetismus / Begegnung / Die Totenwache / Beichte einer Frau / Ein Staatsstreich / Hochzeitsreise / Eine Million / Meine Frau / Menuett / Die Schmuckstücke / Der Ersatzmann / Zwei Freunde / Das verfluchte Brot / Der Fall der Madame Luneau / Mein Onkel Jules / Der Schnurrbart / Andrés Krankheit / Freund Patience / Das rote Band / Der Vater / Der Rächer / Monsieur Jocaste / Die Hand / Protektion / Das Halsband / Das Fäßchen / Das Bett 29 / Erinnerungen / Das Vermächtnis / Toine / Brief eines Wahnsinnigen / Vater Mongilet / Die kleine Rocque / Nachher / Im Wald / Mademoiselle Perle / Der Marquis de Fumerol / Liebe / Rosalie Prudent / Der Tugendpreisträger / Madame Hussons / Die fünfundzwanzig Francs der Oberin / Scheidung / Die Maske.
- Nizami: Leila und Madschnun. Roman. Aus dem Persischen übersetzt und mit einem Nachwort von Rudolf Gelpke. Mit persischen Miniaturen in Farbe.

### 1964
- Carl J. Burckhardt: Betrachtungen und Berichte. Inhalt: Heimat / Europäische Konstanten / Völkerpersönlichkeit und Sprache / Schillers Mut / Kalter Krieg im 17. Jahrhundert / Wiederaufnahme einer alten Arbeit / Richelieus Ende / Jacques Barthélemy Micheli du Crest / Metternichs Maximen / Eine Bestattungsfeier / Theodor Heuss / Karl Blechen / Rodin / Ein Vormittag beim Buchhändler / Flüchtigste Begegnung / Begegnung mit Musil in Genf / Erinnerungen an Auguste Piccard / Gespräch in Peking / Gespräche in Cressier / Am Grabe Rudolf Alexander Schröders / Annette Kolb.
- Fjodor M. Dostojewski: Die Brüder Karamasow. Roman. Aus dem Russischen übersetzt von Reinhold von Walter. Nachwort von Fedor Stepun. Corona-Reihe.
- Englische Erzähler. Von Daniel Defoe bis Oscar Wilde. Herausgegeben von Richard Kraushaar. Inhalt: Thomas Deloney Sir Simon Eyer / Daniel Defoe Der rechtmäßige Erbe / Mary Ann Lamb Mein Onkel, der Seemann / Sir Walter Scott Die beiden Treiber / Jane Austen Lady Susan / Thomas de Quincey Die wehrhafte Nonne / Thomas Hood Aus den Tagen der großen Pest / John Mackay Wilson Grizel Cochrane / Elizabeth Cleghorn Gaskell Ein Held / William Makepeace Thackeray Blaubarts Geist / Charles Dickens Familie Tuggs an der See / George Eliot Bruder Jacob / William Wilkie Collins Ein sehr sonderbares Bett / Robert Louis Stevenson Das Tor des Sire de Malétroit / George Gissing Die Lüge des Herrn Tymperley / Oscar Wilde Der Modellmillionär.
- Englische Erzähler. Von George Meredith bis Evelyn Waugh. Herausgegeben von Richard Kraushaar. Inhalt: George Meredith General Ople und Lady Camper / Mark Rutherford Ein geheimnisvolles Porträt / Thomas Hardy Tragödie zweier Ehrgeiziger / Joseph Conrad Die Lagune / Arthur Conan Doyle Wie Brigadier Gerard den Fuchs erlegte / Anthony Hope Der Prinzgemahl / Arthur Thomas Quiller-Couch Das Weihnachtsfest des Obersten Baigent / Rudyard Kipling Lispeth / Arnold Bennett Der Löwenanteil / John Galsworthy Der Mann, der Form wahrte / Walter de la Mare Das Meisterstück / W. Somerset Maugham Auf vorgeschobenem Posten / P. G. Wodehouse Lord Ernsworth und seine Freundin / Virginia Woolf Die Herzogin und der Juwelier / Hugh Walpole Die Junggesellen / D. H. Lawrence Der Zweitbeste / Stacy Aumonier Miss Bracegirdle tut ihre Pflicht / Katherine Mansfield Die kleine Gouvernante / Aldous Huxley Das Bankett für Tillotson / Graham Greene Der Kellerraum / Evelyn Waugh Kleiner Abendspaziergang.
- Gobineau: Die Plejaden. Roman. Aus dem Französischen übersetzt von Eva Rechel. Nachwort von Jean Mistler.
- Hebräische Erzähler der Gegenwart. Herausgegeben, aus dem Hebräischen übersetzt und mit einem Nachwort von Jacob Mittelmann. Inhalt: S. J. Agnon Ido und Enam / Ascher Barasch Er blieb in Toledo / Meïr Seco Die Mär von Rehussawa / Chajim Hasas Die Wiederverkörperung / Dewora Baron Siwa / Jizchak Schenhar Die gute Hoffnung / Moscheh Schamir Doktor Schmidt / Jehuda Jaari Peter Schlemihl fand einen Schatten / Jehoschua Barjossef Die Mutter / S. Jishar Der alte Abramowitsch / Aharon Megged Wohltätiger Regen / S. J. Agnon Aus Feind ward Freund.
- Frank Norris: Heilloses Gold. Roman. Aus dem Amerikanischen übersetzt und mit einem Nachwort von Fritz Güttinger.
- Benito Pérez Galdós: Amigo Manso. Roman. Aus dem Spanischen übersetzt von Kurt Kuhn. Nachwort von Christoph Eich.
- Charles Sealsfield: Die weiße Rose. Roman. Nachwort von Heinz Helmerking.

### 1965
- Hans Christian Andersen: Der Improvisator. Roman. Nach der vom Verfasser selbst besorgten deutschen Ausgabe, redigiert von A. Wildermann. Nachwort von Willi Reich. Mit 24 Illustrationen von Hanny Fries.
- Deutsche Dichtermärchen. Von Goethe bis Kafka. Auswahl und Nachwort von Arthur Häny. Mit 60 Illustrationen von Marieluise Häny. Inhalt: Johann Wolfgang Goethe Die neue Melusine / Heinrich Zschokke Der Blondin von Namur / Novalis Hyazinth und Rosenblütchen / Ludwig Tieck Der blonde Eckbert / E. T. A. Hoffmann Die Bergwerke zu Falun / Friedrich de la Motte-Fouqué Undine / Clemens Brentano Das Märchen von dem Baron Hüpfenstich / Adelbert von Chamisso Peter Schlemihls wundersame Geschichte / Wilhelm Hauff Der Zwerg Nase / Eduard Mörike Historie von der schönen Lau / Gottfried Keller Spiegel, das Kätzchen / Richard von Volkmann-Leander: Vier kurze Märchen aus den Träumereien an französischen Kaminen / Hugo von Hofmannsthal Das Märchen von der verschleierten Frau / Alfred Döblin Die Helferin / Franz Kafka Der Kübelreiter, Die Sorge des Hausvaters, Der Jäger Gracchus.
- Gespräche mit Komponisten. Von Gluck bis zur Elektronik. Herausgegeben von Willi Reich. Inhalt: Christoph Willibald Gluck / Joseph Haydn / Wolfgang Amadeus Mozart / Carl Ditters von Dittersdorf / Carl Friedrich Zelter / Ludwig van Beethoven / Carl Maria von Weber / Franz Schubert / Albert Lortzing / Luigi Cherubini und Hector Berlioz / Frédéric Chopin / Felix Mendelssohn / Robert Schumann / Franz Liszt / Bedřich Smetana / Gioacchino Rossini / Richard Wagner und Giuseppe Verdi / Anton Bruckner / Johannes Brahms / Antonín Dvořák / Peter Iljitsch Tschaikowsky / Hugo Wolf / Gustav Mahler / Max Reger / Giacomo Puccini / Richard Strauss / Leoš Janáček / Claude Debussy / Arnold Schönberg / Anton Webern / Alban Berg / Maurice Ravel / Igor Strawinsky / Othmar Schoeck / Ernst Krenek / Frank Martin / Arthur Honegger / Paul Hindemith / Darius Milhaud / Carl Orff / Boris Blacher / Olivier Messiaen / Rolf Liebermann / Gottfried von Einem / Heinrich Sutermeister und Pierre Boulez / Hans Werner Henze / Herbert Eimert.
- Joris-Karl Huysmans: Gegen den Strich. Roman. Aus dem Französischen übersetzt von Hans Jacob. Mit einem Vorwort von Robert Baldick und einem Essay von Paul Valéry.
- Jean de La Fontaine: Hundert Fabeln. Aus dem Französischen übersetzt von Hannelise Hinderberger und N. O. Scarpi. Nachwort von Theophil Spoerri. Mit 100 Illustrationen von Gustave Doré. Inhalt: Der Reiher / Die Ohren des Hasen / Der Hirte und seine Herde / Die Katze und die Ratte / Die Geier und die Tauben / Das Huhn mit den goldenen Eiern / Der Schwan und der Koch / Der Hahn und die Perle / Der Wolf und der Hund / Der Hase und die Schildkröte / Als die Färse, die Ziege und das Schaf sich dem Löwen gesellten / Die Auster und die Streitenden / Die Katze und eine alte Ratte / Der Hahn und der Fuchs / Der Hase und die Frösche / Der Fuchs und der Ziegenbock / Das Pferd und der Wolf / Der Hund, der um des Spiegelbildes willen seine Beute fallen lässt / Der Esel, beladen mit Schwämmen, und der Esel, beladen mit Salz / Der Landmann und die Schlange / Der Greis und der Esel / Die beiden Hähne / Der Landmann und seine Söhne / Der Adler und der Käfer / Der vielköpfige und der vielschwänzige Drache / Die Fledermaus und die beiden Wiesel / Der Adler und die Eule / Der Hirsch, der sich im Wasser spiegelte / Der Narr und der Weise / Der Tod und der Holzsammler / Die Sonne und die Frösche / Der von einem Pfeil verwundete Vogel / Die Schildkröte und die beiden Enten / Der Bettelsack / Der Fuchs, der Wolf und das Pferd / Der Hirte und der Löwe / Der Fuchs, die Fliegen und der Igel / Die Taube und die Ameise / Der Knabe und der Schulmeister / Das Kamel und das Treibholz / Der vom Menschen erlegte Löwe / Die Eichel und der Kürbis / Die beiden Freunde / Die Katze, das Wiesel und der kleine Hase / Die Ratte, die sich von der Welt zurückzog / Die beiden Stiere und der Frosch / Der Weih und die Nachtigall / Die Diebe und der Esel / Der festgefahrene Kärrner / Der Geizige, der seinen Schatz verlor / Der Bär und die beiden Kumpane / Der Esel und seine Herren / Die Hündin und ihre Gefährtin / Der Ratten Ratsversammlung / Das Leichenbegängnis der Löwin / Der Wolf, der zum Schäfer wurde / Der junge Hahn, die Katze und das Mäuschen / Die Wölfe und die Schafe / Der Adler, die Wildsau und die Katze / Der Fuchs, der Affe und die Tiere / Der Rabe, der den Adler nachahmen wollte / Die Grille und die Ameise / Der Bauer, der Hund und der Fuchs / Der Hof des Löwen / Der Esel und der Hund / Das Schwein, die Ziege und das Schaf / Die Frösche, die einen König haben wollten / Der Falke und der Kapaun / Der Fuchs und die Trauben / Der Wolf und das Lamm / Der Pfau beklagt sich bei Juno / Der Rabe und der Fuchs / Die Löwin und der Bär / Die Maus und der Elefant / Der Esel im Löwenfell / Die beiden Ziegen / Die Kutsche und die Fliege / Das Maultier, das sich seiner Herkunft rühmte / Der Mensch und das hölzerne Götzenbild / Das Rebhuhn und die Hähne / Der Löwe und der Esel bei der Jagd / Der Vogelfänger, der Habicht und die Lerche / Der Wolf und der Storch / Der alt gewordene Löwe / Der Löwe und die Mücke / Der Narr, der die Weisheit feilhält / Die beiden Esel / Der Wolf, der vor dem Affen gegen den Fuchs plädierte / Der Tod und der Unglückselige / Das Pferd und der Esel / Der Tontopf und der Eisentopf / Der Löwe und der Jäger / Der Frosch, der so groß sein will wie der Ochse / Die Ratte und die Auster / Die Stadtmaus und die Feldmaus / Der Löwe und die Ratte / Der Fuchs und der Storch / Der Hirsch und die Reben / Der kranke Löwe und der Fuchs / Der Rabe, geschmückt mit den Federn des Pfaus / Der Bauer von der Donau / Perrette und der Milchtopf / Der Frosch und die Maus / Die Eiche und das Schilfrohr.
- Álvaro de Laiglesia: Wo der Pfeffer wächst und andere Erzählungen. Aus dem Spanischen übersetzt und mit einem Nachwort von Georg C. Lehmann. Inhalt: Wo der Pfeffer wächst / Strategie der Ehe / Der sechste Sinn / Den Seinen gibt’s der Herr im Schlaf / Ohne dich kann ich nicht leben / Die Beichte des Generals.
- Multatuli: Max Havelaar. Roman. Aus dem Holländischen übersetzt von Wilhelm Spohr. Nachwort von Willem Enzinck.
- Mirza Mohammad Ali Naqib al-Mamalek: Liebe und Abenteuer des Amir Arsalan. Roman. Aus dem Persischen übersetzt und mit einem Vorwort von Rudolf Gelpke.
- Alexander Puschkin: Pique-Dame und andere Erzählungen. Aus dem Russischen übersetzt von Fega Frisch. Nachwort von Erich Müller-Kamp. Inhalt: Die Erzählungen des seligen Iwan Petrowitsch Belkin / Dubrowskij / Pique-Dame / Die Hauptmannstochter.

### 1966
- Samuel Josef Agnon: Im Herzen der Meere und andere Erzählungen. Aus dem Hebräischen übersetzt von Karl Steinschneider und Max Strauß. Nachwort von Tuwia Rübner. Inhalt: Im Herzen der Meere / Zwei Gelehrte, die in unserer Stadt lebten / Zwischen zwei Städten / Der Brief / Tehilla / Auf Allzeit / Nach dem Ende des Mahls / Und das Krumme wird gerade.
- Jane Austen: Anne Elliot. Roman. Aus dem Englischen übersetzt von Ilse Leisi. Nachwort von Max Wildi.
- Gustave Flaubert: Drei Erzählungen. Aus dem Französischen übersetzt von Eva Rechel. Nachwort von Hugo Meier. Mit 3 Illustrationen von Walter Roshardt. Inhalt: Ein schlichtes Herz / Die Legende von Sankt Julian dem Gastfreien / Herodias.
- Genji-monogatari: Die Geschichte vom Prinzen Genji. Altjapanischer Liebesroman aus dem 11. Jahrhundert, verfaßt von der Hofdame Murasaki. Vollständige Ausgabe. Aus dem Japanischen übersetzt von Oscar Benl. Corona-Reihe. 2 Bände.
- Nathaniel Hawthorne: Rappaccinis Tochter und andere Erzählungen. Ausgewählt, aus dem Amerikanischen übersetzt und mit einem Nachwort von Ilse Krämer. Inhalt: Die hochzeitliche Totenglocke / Mr. Higginbothams Unglück / Klein-Annies Ausflug / Wakefield / Die prophetischen Bilder / David Swan / Die Vision der Quelle / Dr. Heideggers Experiment / Der hochstrebende Gast / Peter Goldthwaites Schatz / Meißelsplitter / Die Shaker-Hochzeit / Das dreifache Geschick / Das Schneekind / Die Pilger von Canterbury / Die Frauen der Toten / Klein-Narzissus / Das Muttermal / Rappaccinis Tochter / Das Brandopfer der Erde / Der Schöpfer des Schönen.
- Sarah Orne Jewett: Der weiße Reiher. Erzählungen aus dem Land der spitzen Tannen. Aus dem Amerikanischen übersetzt und mit einem Nachwort von Elisabeth Schnack. Mit 15 Illustrationen von Hanny Fries. Inhalt: Der Neujahrsbesuch / Der Ausflug / Mrs. Timms’ Gäste / Die Armen der Stadt / Die Totenwache / Marthas Dame / Die Fahrt nach Shrewsbury / Betsey Lanes Flucht / Die Pfarrdamen / Eine einzige Rose / Der weiße Reiher.
- Muschelprinz und Duftende Blüte: Liebesgeschichten aus Thailand. Herausgegeben, aus dem Thai übersetzt und mit einem Nachwort von Christian Velder. Mit 12 Miniaturen in Farbe. Inhalt: Muschelprinz und Duftende Blüte / Wie Phra Samuthakhot seine Gattin fand, verlor und wiederfand / Prinz Suthon gewinnt die liebliche Manora / Prinz Suthanu und sein fliegendes Pferd / Die Königin Sirimadi / Wie Prinz Worawong seine beiden Königinnen gewinnt / Prinz Rothasen.
- Samuel Richardson: Clarissa Harlowe. Roman. Aus dem Englischen übersetzt, bearbeitet und mit einem Vorwort von Ruth Schirmer.
- Max Rychner: Aufsätze zur Literatur. Mit einem Nachruf auf Max Rychner von Dolf Sternberger. Inhalt: Bewundern / Lesen als Begegnung / Vergil und die deutsche Literatur / Deutsche Weltliteratur / Lessing und die Klassik / Georg Christoph Lichtenberg / Vauvenargues / Gedenken ohne Gedenktag / Schiller / Zu Goethes Altersprosa / Die Freundschaft Schlegel – Novalis / Fontanes Unwiederbringlich / Thomas Mann und die Politik / Hofmannsthal / Rilke / Stefan George / Paul Valéry / Verewigte Wiederkehr / Die Briefe Gottfried Benns / Erinnerung an Rudolf Borchardt / Carl J. Burckhardt / Rede auf Rudolf Alexander Schröder / Karl Kraus: Die Sprache.
- Lytton Strachey: Elisabeth und Essex. Eine tragische Historie. Aus dem Englischen übersetzt und mit einem Nachwort von Hans Reisiger.

### 1967
- George du Maurier: Peter Ibbetson. Roman. Aus dem Englischen übersetzt und mit einem Nachwort von Fritz Güttinger. Mit 42 Illustrationen des Autors.
- Gustave Flaubert: Madame Bovary. Roman. Aus dem Französischen übersetzt von Hans Reisiger. Mit Nachworten von Guy de Maupassant und Hans Reisiger.
- Eugène Fromentin: Dominique. Roman. Aus dem Französischen übersetzt von Ferdinand Hardekopf. Nachwort von Ernst Howald.
- Kanadische Erzähler der Gegenwart. Ausgewählt und übersetzt von Armin Arnold und Walter Riedel. Mit einem Nachwort von Armin Arnold. Inhalt: Thomas H. Raddall Das Hochzeitsgeschenk / Thomas C. Haliburton Jim Munroes Werbung / Charles G. D. Roberts Das letzte Hindernis / Anne Hébert Der Wildbach / Roger Lemelin Die Kreuzwegstationen / Yves Thériault Jeannette, Gottes-Qual / Gérard Bessette Das Pflaster / Claire Martin Als ich eine spanische Wand war, Geständnis / Stephen Leacock Das fürchterliche Schicksal des Melpomenus Jones / Hugh Garner Ein, zwei, drei kleine Indianer / Duncan C. Scott Labries Frau / Eric Cameron Der Wendepunkt / Frederick Philip Grove Schnee / Gabrielle Roy Um eine Heirat zu verhindern / Sinclair Ross Die Lampe am Mittag / W. O. Mitchell Die Eule und die Bens / Henry Kreisel Zwei Schwestern in Genf.
- Wladimir Korolenko: Der Tag des Gerichts und andere Erzählungen. Aus dem Russischen übersetzt und mit einem Nachwort von Erich Müller-Kamp. Inhalt: Wer bin ich? (Vater und Mutter / Hof und Straße / Jene Welt – Mystische Angst / Das Gebet in der Sternennacht) / Nachts / In schlechter Gesellschaft / Das Paradox / Meine erste Bekanntschaft mit Dickens / Erste Liebe / Der Tag des Gerichts.
- Guy de Maupassant: Weitere fünfzig Novellen. Ausgewählt, aus dem Französischen übersetzt und mit einem Nachwort von N. O. Scarpi. Seit 2006 unter dem Titel Novellen II. Inhalt: Simons Papa / Es war einmal / Ein unbekanntes Blatt Weltgeschichte / Die Familie / Im Frühling / Ein Pariser Abenteuer / Das Haus Tellier / Liebesworte / Auf Reisen / Eine Witwe / Der Kuchen / Der Dieb / Mondschein / Die Verzeihung / Die Strohflechterin / Eine Leidenschaft / Eine List / Die Reliquie / Das Scheit / Eine Überraschung / Madame Baptiste / Der Kuß / Das Testament / Mein Onkel Sosthène / Das Treibhaus / Das Kind / Ein Atelierfest / Armseliges Drama / Das Modell / Ein guter Spaß / Mutter Sauvage / Kellner, ein Bier! / Idyll / Der Regenschirm / Das Glück / Die Wirtin / Die Beichte / Die Mitgift / Die Gefangenen / Die Anschauungen des Obersten Laporte / Die Unbekannte / Madame Parisse / Die Flucht vor der Krankheit / Nach fünfzehn Jahren / Der Horla / Abendunterhaltung / Der Vater / Ein Porträt / Hautot, Vater und Sohn / Wer weiß?
- Scheich Saadi: Hundertundeine Geschichte aus dem Rosengarten. Ein Brevier orientalischer Lebenskunst. Ausgewählt, aus dem Persischen übersetzt und mit einem Nachwort von Rudolf Gelpke. Mit Buchschmuck nach persischen Motiven.
- Robert Schumann. Im eigenen Wort. Herausgegeben von Willi Reich.
- Adalbert Stifter: Brigitta und andere Erzählungen. Herausgegeben und mit einem Nachwort von Urban Roedl. Inhalt: Brigitta / Abdias / Der Hagestolz / Kalkstein / Bergkristall / Zuversicht

### 1968
- Jane Austen: Mansfield Park. Roman. Aus dem Englischen übersetzt von Trude Fein. Nachwort von Max Wildi.
- Honoré de Balzac: Eine dunkle Affäre. Roman. Aus dem Französischen übersetzt von Eva Rechel. Nachwort von Hugo Meier.
- Jules-Amidée Barbey d’Aurevilly: Ein verheirateter Priester. Roman. Aus dem Französischen übersetzt und mit einem Nachwort von Hermann Hofer.
- Bret Harte: Kalifornische Erzählungen. Herausgegeben, aus dem Amerikanischen übersetzt und mit einem Nachwort von Karl H. Coudenhove-Kalergi. Inhalt: Das Glück von Roaring Camp / Mliss, das Mädchen aus den Roten Bergen / Tennessees Partner / Die Romanze von Red Gulch / Brown von Calaveras / Salomy Janes Kuß / Miggles / Der Weihnachtsmann kommt nach Simpsons Bar / Die Verfemten von Poker Flat / Die Iliade von Sandy Bar / Die Prärieblume der Sierras / Jack Hamlins Schutzbefohlene / Ein Kapitel aus dem Leben des Mr. Oakhurst.
- Victor Hugo: Die Elenden. Roman. Aus dem Französischen übersetzt und mit einem Nachwort von Hugo Meier. Corona-Reihe.
- Hundegeschichten. Herausgegeben von Dora Meier-Jaeger. Mit 28 Illustrationen von Roland Thalmann. Inhalt: Erzählungen: E. Thompson-Seton Schnapp, der Bullterrier / J. V. Widmann Gletschertour mit Argos / Maurice Maeterlinck Beim Tode eines jungen Hundes / Rudyard Kipling Garm als Geisel / Iwan Turgenjew Mumu / Jack London Braun-Wolf / Lady Kitty Ritson Turi, der Sohn Repos’ / Paul Annixter Sein Herr und Meister / Richard Beer-Hofmann Alcidor / Alexander Kuprin Der weiße Pudel / Anton Tschechow Kaschtanka, Der Weißstirnige. Gedichte: Matthias Claudius Als der Hund starb / Adelbert von Chamisso Der Bettler und sein Hund / Moritz August von Thümmel Elegie auf einen Mops / Friedrich G. von Göckingk Klagelied eines Schiffbrüchigen auf einer wüsten Insel über den Tod seines Hundes / Lord Byron Grabschrift auf seinen Hund, An Boatswain / Justinus Kerner An den Hund eines Toten.
- Kálmán Mikszáth: Der schwarze Hahn und andere Erzählungen. Aus dem Ungarischen übersetzt und mit einem Nachwort von Andreas Oplatka. Inhalt: Der schwarze Hahn / Der sprechende Kaftan / Das Gespenst von Lubló / Lapaj, der berühmte Dudelsackpfeifer / Prakovsky, der taube Schmied.
- Novalis: Gedichte / Romane. Eingeleitet und erläutert von Emil Staiger. Inhalt: Die Lehrlinge zu Saïs / Hymnen an die Nacht / Geistliche Lieder / Heinrich von Ofterdingen.
- Rumänische Erzähler. Aus dem Rumänischen übersetzt von Erich Hoffmann. Inhalt: Ioan Slavici Das Mädchen aus dem Waldland / Mihail Sadoveanu Der Blinde / Ion Luca Caragiale In Mînjoalăs Herberge / Geo Bogză Der Tod des Iakob Onisia / Liviu Rebreanu Die Abrechnung / Francisc Munteanu Eine Schnitte Brot / Zaharia Stancu Costandina.
- Die steinerne Blume. Märchen russischer Dichter und Erzähler. Herausgegeben und aus dem Russischen übersetzt von Erich Müller-Kamp. Inhalt: Pawel Baschow Die steinerne Blume / Wladimir Odojewskij Das Märchen vom Kollegienrat Iwan Bogdanowitsch / Stepan Pisachow Wie das Salz ins Ausland geriet / D. Nagischkin Der tapfere Asmun / Michajl Saltykow-Stschedrin Der Adler als Mäzen / Alexander Kuprin Der Elefant / Wsjewolod Garschin Die Sage vom stolzen Aggej / Maxim Gorkij Was Jewsejka erlebte / Nikolaj Teleschow Heidekörnchen / Alexej Remisow Das Osterfeuer, Der betrogene Jakob / Wladimir Dahl Das Märchen von Iwan dem jungen Sergeanten / Alexander Kuprin Die scheckigen Pferde / Antonij Pogorelskij Das schwarze Huhn / Alexander Puschkin Märchen / Michajl Michajlow Die beiden Fröste, Gedanken / Nikolaj Garin-Michajlowskij Das kleine Buch vom Glück / Leo Tolstoj Das Märchen von Iwan dem Dummkopf / Fjodor Sologub Das Mädchen, das Wasser in Wein verwandelte / Sascha Tschornyj Der friedliche Krieg / Alexej Tolstoj Die Froschprinzessin / Konstantin Paustowskij Der Bär aus dem tiefen Walde / Pawel Baschow Silberhuf / Alexej Tolstoj Der blaue Vogel / Leo Tolstoj Die beiden Brüder / Dmitrij Mamin-Sibirjak Das Märchen vom Mückenkönig Langnase und Mischa Zottelbär Stummelschwanz / Maxim Gorkij Das Märchen vom tumben Iwanuschka / Valentin Katajew Pfeifchen und Krüglein, Das Blümlein Siebenfarb / Wenjamin Kawerin Mit leichten Schritten / Alexander Grin Der redselige Hausgeist / Leo Tolstoj Bauer und Wassermann / Sascha Tschornyj Der Soldat und die Nixe / Jewgenij Permjak Foka – der Mann, der alles kann / Jewgenij Schwarz Das Märchen von der verlorenen Zeit / Sergej Mechalkow Der Simulant / Samuil Marschak Die zwölf Monate / Pawel Baschow Sinjuschkas Brunnen / Wsjewolod Garschin Das, was niemals war.

### 1969
- Charles Dickens: Harte Zeiten. Roman. Unter Benützung älterer Übertragungen neu gestaltet und mit einem Nachwort von Detlef Droese.
- Erckmann-Chatrian: Madame Thérèse. Roman. Aus dem Französischen übersetzt und mit einem Nachwort von Nelda Michel.
- Gustave Flaubert: November / Erinnerungen eines Toren. Zwei Erzählungen. Aus dem Französischen übersetzt von Eva Rechel. Nachwort von Elisabeth Brock-Sulzer. Mit 31 Illustrationen von Wilhelm M. Busch.
- Wilhelm Hauff: Märchen und Novellen. Auswahl und Nachwort von Otto Heuschele. Mit 67 Illustrationen von Wilhelm M. Busch. Inhalt: Die Geschichte vom Kalif Storch / Die Geschichte von dem Gespensterschiff / Die Geschichte von der abgehauenen Hand / Die Errettung Fatmes / Die Geschichte von dem kleinen Muck / Das Märchen vom falschen Prinzen / Das kalte Herz / Die Bettlerin vom Pont des Arts / Phantasien im Bremer Ratskeller.
- James Hogg: Der Widersacher. Roman. Aus dem Englischen übersetzt und mit einem Nachwort von Fritz Güttinger.
- Neue Liebesgeschichten aus Tausendundeine Nacht. Den persischen Quellen nacherzählt und mit einem Nachwort von Rudolf Gelpke. Mit 105 Illustrationen von Otto Bachmann. Inhalt: Die Abenteuer des Prinzen von China und der Königstochter Nuschâfarin in Damaskus / Was erzählt wird vom Prinzen Tâdsch ol-Moluk, der Prinzessin Donyâ und den Schicksalen von Aziz und Azizeh / Die Erzählung vom Helden Babrâz und der schönen Golbahâr / Die Abenteuer der Dame Tayyebeh und ihrer Tochter Mâh-Tal’at / Die Geschichte vom Derwisch und den Feenprinzessinnen Sabz-Pari und Zard-Pari / Die Geschichte von der Wallfahrt zur Schlangengöttin Nâgâ.
- Pflaumenblüte und verschneiter Bambus. Chinesische Gedichte. Ausgewählt, aus dem Chinesischen übersetzt und mit einem Nachwort von Jan Ulenbrook. Mit 60 Tuschzeichnungen chinesischer Künstler.
- Der Roman von Tristan und Isolde. Den alten Quellen nacherzählt von Ruth Schirmer. Mit 12 Miniaturen in Farbe nach einer mittelalterlichen Handschrift.
- Alfred de Vigny: Cinq-Mars oder Eine Verschwörung unter Ludwig XIII. Roman. Aus dem Französischen übersetzt von N. O. Scarpi. Nachwort von Andrée Richter.

### 1970
- Theodor Fontane: Irrungen Wirrungen. Roman. Nachwort von Werner Weber.
- Georgische Erzähler der neueren Zeit. Ausgewählt, aus dem Georgischen übersetzt und mit einem Nachwort von Ruth Neukomm. Inhalt: Micheil Dschawachischwili Er kam zu spät, Der Stein des Teufels, Der Waldmensch / Niko Lordkipanidse Die Frau mit dem Kopftuch / Konstantine Gamsachurdia Mindia, des Chogasis Sohn / Lewan Gotua Der Engel von Quinzwisi, Der Irrweg der Karawane / Grigol Tschikowani Die Heimkehr.
- Wilhelm von Kügelgen: Jugenderinnerungen eines alten Mannes. Nachwort von Detlef Droese.
- Alphonse de Lamartine: Graziella. Erzählung. Aus dem Französischen übersetzt von N. O. Scarpi. Nachwort von Hugo Meier.
- Felix Mendelssohn. Im Spiegel eigener Aussagen und zeitgenössischer Dokumente. Herausgegeben von Willi Reich.
- Gabrielle Roy: Die Straße nach Altamont. Roman. Aus dem Französischen übersetzt von Renate Benson. Nachwort von Armin Arnold.
- Seltsame Geschichten aus Rußland. Herausgegeben und aus dem Russischen übersetzt von Erich Müller-Kamp. Inhalt: Nikolaj Gogol Der Wij / Iwan Turgenjew Eine seltsame Geschichte / Wjatscheslaw Schischkow Die Zauberblume / Michajl Kusmin Das Kanapee der Tante Sophie / Wladimir Odejewskij Die Sylphide / Nikolaj Lesskow Die Erscheinung im Ingenieurpalast / Iwan Turgenjew Der Traum / Boris Lawrenjow Die himmlische Mütze / Nikolaj Lesskow Der weiße Adler / Alexander Grin Der Rattenfänger / Fjodor Dostojewskij Der Traum eines lächerlichen Menschen / Fjodor Sologub Der Knabe Linus.
- Auguste de Villiers de L’Isle-Adam: Erzählungen. Aus dem Französischen übersetzt von N. O. Scarpi. Nachwort von Andrée Richter. Inhalt: Das Fräulein von Bienfilâtre / Vera / Vox populi / Reklame am Firmament / Der Herzog von Portland / Virginie und Paul / Der Gast der letzten Feste / Ungeduld der Menge / Das Geheimnis der verklungenen Musik / Sentimentalität / Das beste Mahl der Welt / Königin Ysabeau / Düster die Erzählung, düsterer noch der Erzähler / Maryelle / Die Unbekannte / Pensionatsfreundinnen / Folter durch Hoffnung / Sylvabel / Das Geheimnis der schönen Ardiane / Das himmlische Abenteuer / Das Abenteuer des Tse-I-La / Der heilige Elefant in London / Der Zar und die Nachtvögel / Der Mantel.
- Émile Zola: Doktor Pascal. Roman. Aus dem Französischen übersetzt von Trude Fein. Nachwort von Peter Bramm.

### 1971
- Ciro Alegría: Die goldene Schlange. Roman. Aus dem Spanischen übersetzt von Georg C. Lehmann und Gustav Siebenmann. Nachwort von Gustav Siebenmann.
- Honoré de Balzac: Die Schicksalshaut. Roman. Aus dem Französischen übersetzt von Eva Rechel. Nachwort von Hugo Meier.
- Blumen und Schmetterlinge. Deutsche Gedichte. Ausgewählt und mit einem Nachwort von Otto Heuschele. Mit 111 Illustrationen, davon 8 in Farbe, von Pia Roshardt.
- Geoffrey Chaucer: Canterbury-Erzählungen. Aus dem Englischen übersetzt und mit einem Nachwort von Detlef Droese. Mit 21 Illustrationen nach alten Vorlagen von Otto Kaul.
- Gustave Flaubert: Die Erziehung des Gefühls. Geschichte eines jungen Mannes. Aus dem Französischen übersetzt von Hans Kauders. Nachwort von Elisabeth Brock-Sulzer.
- Liebesgeschichten aus Kambodscha. Herausgegeben, übersetzt und mit einem Nachwort von Christian Velder. Inhalt: Der Jüngling mit der Kokosschale / Der Berg der Frauen und der Hügel der Männer / Die redliche Gattin / Der magere Turteltaubenjäger / Der vergoldete Baum / Beil um Beil, Topf um Topf / Die Schlangenprinzessin / Die vier Kahlköpfe auf Brautschau / Die vier Söhne / Die verstoßene Königstochter / Ein Mann verführt die Frau eines anderen / Sprichwörter kosten dreißig Unzen / Die Geschichte von Sok und Saü / Das Nashorn / Die Heuchlerin / Der Adler und die Eule / Die Geburt des Blitzes / Das Schwein, das dem Jahr den Namen gab / Die Königswahl / Der Schutzgeist / Das Mädchen und die Katze / Die weiße Maus wird Königin / Der Blinde und der Lahme / Der versunkene Palast / Die vier Schwachsinnigen und das Mädchen / Der Goldfasan / Die Geschichte von der Frau und dem Rattenkönig / Das Aloeholz / Die Buße / Der Delphin / Der Dschunkenberg / Die Geschichte von Neang Kongrei / Der Herr der Wunderkeule / Die malaiische Bananenstaude / Prinz Wibol Ker besiegt den grausamen König Hulu / Arekanuß und Betelpfeffer / Die Gliederkrabbe / Der Goldbaum.
- Mirza Muhammad Hadi Ruswa: Die Kurtisane von Lakhnau. Roman. Aus dem Urdu übersetzt und mit einem Nachwort von Ursula Rothen-Dubs. Mit einem Frontispiz in Farbe.
- Franz Schubert. Im eigenen Wirken und in den Betrachtungen seiner Freunde. Herausgegeben von Willi Reich. Mit 12 Illustrationen.
- Robert Louis Stevenson: Die Schatzinsel. Roman. Aus dem Englischen übersetzt und mit einem Nachwort von Fritz Güttinger.

### 1972
- Riccardo Bacchelli: Der Teufel auf dem Pontelungo. Ein Roman um Bakunin. Aus dem Italienischen übersetzt von Hannelise Hinderberger. Nachwort von Federico Hindermann.
- Jacob Burckhardt: Staat und Kultur. Eine Auswahl. Herausgegeben und mit einem Nachwort von Hanno Helbing. Inhalt: Aus der Griechischen Kulturgeschichte: Die Polis, Die Demokratie und ihre Ausgestaltung in Athen, Die Athener des 5. Jahrhunderts / Aus den Historischen Fragmenten I: Rom und seine welthistorische Bestimmung / Aus der Zeit Constantins des Großen: Alterung des antiken Lebens und seiner Kultur / Aus der Kultur der Renaissance in Italien: Entwicklung des Individuums / Aus den Historischen Fragmenten II: Zur Reformation: Allgemeines Räsonnement, Zu Luther, Zur deutschen Reformation: Ursachen und geistige Folgen, Protestantismus und Tradition – Die Intoleranz der neuen Lehre, Aus einem Brief an Friedrich Salomon Vögelin / Einleitung in die Geschichte des 17. und 18. Jahrhunderts (1598–1763): Das Staatswesen, Der Großstaat und der Erwerb, Geistige Kultur, Die freie Schöpfung: Poesie, Die bildenden Künste, Die Musik / Einleitung in die Geschichte des Revolutionszeitalters: Der neue Begriff vom Staat, Verhältnis zu den Nationalitäten, Die öffentliche Meinung, Erwerb und Verkehr, Die Nationalitäten, Der Staat im neuern Sinne / Aus Briefen und Zeitungsberichten: Zur eigenen Zeit: An Louise Burckhardt, In der Kölnischen Zeitung, An Robert Grüninger, An Friedrich von Preen, An Friedrich Nietzsche / Aus den Weltgeschichtlichen Betrachtungen: Über geschichtliches Studium: Staat und Kultur: Der Staat, Die Kultur, Die Kultur in ihrer Bedingtheit durch den Staat, Der Staat in seiner Bedingtheit durch die Kultur. Die Individuen und das Allgemeine: Die historische Größe. Über Glück und Unglück in der Weltgeschichte.
- Nikolaj Lesskow: Meistererzählungen. Aus dem Russischen übersetzt und mit einem Nachwort von Erich Müller-Kamp. Inhalt: Lady Macbeth von Mzensk / Der versiegelte Engel / Der verzauberte Pilger / Die Teufelsaustreibung / Der Toupetkünstler / Die Geschichte vom Christen Theodor und seinem Freunde, dem Juden Abraham.
- Thomas Raucat: Die ehrenwerte Landpartie. Roman. Aus dem Französischen übersetzt von Trude Fein. Mit 12 Illustrationen von Foujita.
- Francis Stuart: Der weiße Hase. Roman. Aus dem Englischen übersetzt und mit einem Nachwort von Elisabeth Schnack.
- Augustin Thierry: Erzählungen aus den merowingischen Zeiten. Aus dem Französischen übersetzt von Conrad Ferdinand Meyer. Herausgegeben von Gerlinde Bretzigheimer und Hans Zeller. Nachwort von Gerlinde Bretzigheimer. Mit Buchschmuck nach merowingischen Motiven.
- Henry David Thoreau: Walden oder Hüttenleben im Walde. Aus dem Amerikanischen übersetzt und mit einem Nachwort von Fritz Güttinger.
- Claude Tillier: Mein Onkel Benjamin. Roman. Aus dem Französischen übersetzt von Trude Fein. Nachwort von Manfred Gsteiger. Mit 21 Illustrationen.
- Richard Wagner. In Selbstzeugnissen und im Urteil der Zeitgenossen. Herausgegeben von Martin Hürlimann. Mit 22 Illustrationen.

### 1973
- Fernán Caballero: Die Möwe. Roman. Aus dem Spanischen übersetzt und mit einem Nachwort von Hans Kundert.
- Emilio Cecchi: Goldfische. Eine Auswahl von Erzählungen und Essays aus dem Gesamtwerk. Aus dem Italienischen übersetzt und mit einem Nachwort von Federico Hindermann. Inhalt: Goldfische / Das Haus auf dem Lande / Entwurf zu einer Laodameia / Einweihung ins Batúque / Dansarinos / Der Fuchs und die Katze / Das Flußpferd des Gouverneurs / Das Fernrohr / Traumfabrik / Katzenaugen / Haarschneider / Die Probeaufnahme / Dämmerungen eines Mimen / Freuden der Malerei / Die Marmelade / Der Doktor / Die Schlange / Konzert / Trapezkünstler / Winter / Aquarium / In einer Skulpturensammlung / Auf das Bild eines schlafenden Mädchens / Arme Kinder / Portrait eines Affen / Spatzen / Durchzug von Herden / Die Petroleumlampe / Geburt eines Heiligtums / Der Funkeninduktor.
- Fausta Cialente: Hof in Cleopatra. Roman. Aus dem Italienischen übersetzt von Arianna Giachi. Nachwort von Federico Hindermann.
- David Garnett: Frau oder Füchsin / Ein Mensch im Zoo. Zwei Erzählungen. Aus dem Englischen übersetzt und mit einem Nachwort von Fritz Güttinger. Mit 5 Holzschnitten von Ray A. Gamett.
- Edmund Gosse: Vater und Sohn. Eine Darstellung zweier Temperamente. Roman. Aus dem Englischen übersetzt von Meret und Hans Ehrenzeller. Nachwort von Hans Ehrenzeller.
- Jeremias Gotthelf: Die Käserei in der Vehfreude. Roman. Textbearbeitung und Glossar von Christian Hostettler. Aufgrund der Erst- und der kritischen Ausgabe revidierter, vollständiger Text. Nachwort von Walther Killy.
- Lafcadio Hearn: Kwaidan und andere Geschichten und Bilder aus Japan. Eine Auswahl aus dem Gesamtwerk. Aus dem Englischen übersetzt von Elisabeth Schnack. Nachwort von Cornelius Ouwehand. Mit 20 Illustrationen von Kawanabe Gyōsai. Inhalt: Die Geschichte des Mimi-Nashi-Hōichi / O-Tei / Diplomatie / Spiegel und Glocke / Jikininki / Rokuro-Kubi / Ein ewiges Geheimnis / Yuki-Onna / Aoyagi / Der Traum des Akinosuké / Von Geistern und Dämonen / An der Japanischen See / Seelen / Frauenhaar / Shinjū / Auf einem Bahnhof / Eine Straßensängerin / Die Nonne im Tempel des Amida / Haru / Kimiko / Ningyō-no-haka / Der Traum eines Sommertags / Die rote Hochzeit / Miniaturen von Leben und Tod.
- Iwan Turgenjew: Meistererzählungen. Aus dem Russischen übersetzt und mit einem Nachwort von Erich Müller-Kamp. Inhalt: Fahrt ins Waldgebiet / Assja / Erste Liebe / Punin und Baburin / Ein König Lear der Steppe / Nach dem Tode (Clara Militsch) / Die Erzählung des Vaters Alexej / Welt-Ende (Ein Traum).
- Félix Vallotton: Corbehaut. Roman. Aus dem Französischen übersetzt von Franz Bäschlin. Nachwort von Rudolf Koella. Mit 15 Gemälden und Zeichnungen des Autors.
- Carl Maria von Weber. In seinen Schriften und in zeitgenössischen Dokumenten. Herausgegeben von Martin Hürlimann. Mit 31 Illustrationen.

### 1974
- Leonid N. Andrejew: Erzählungen. Aus dem Russischen übersetzt und mit einem Nachwort von Paul Gebhard. Inhalt: Bargamot und Garaska / Der Freund / Die Lüge / Die Erzählung über Sergej Petrowitsch / Der Gedanke / Im Frühling / Der Dieb / Der Gouverneur / Christen / Aus einer Erzählung, die nie ihr Ende finden wird / Der Flug / Die Hornträger / Koffermann / Zwei Briefe.
- Walter de la Mare: Memoiren der Miss M. Roman. Aus dem Englischen übersetzt von Trude Fein. Nachwort von Mario Praz.
- Ernest Feydeau: Fanny. Roman. Aus dem Französischen übersetzt von N. O. Scarpi. Nachwort von Charles-Augustin Sainte-Beuve.
- William Goyen: Erzählungen. Aus dem Amerikanischen übersetzt und mit einem Nachwort von Elisabeth Schnack. Inhalt: Die Gras-Rose / Tapioka-Überraschung / Die schwarze Putzfrau erzählt / Die Spiellaube / Rhodys Pfad / Das Geranium / Zamour / Das Pferd und der Tagfalter / Raben kommen, uns zu nähren / ... und sind wie Gras / Der Armadill-Korb / Der diebische Steppenwolf / Die Gesichter seiner Blutsverwandten / Alter Wildwald / Gestalt über der Stadt / Der verzauberte Wärter / Die Rettung.
- Iwan Kustschewskij: Nikolaj Negorew oder Der glückliche Russe. Roman. Aus dem Russischen übersetzt und mit einem Nachwort von Erich Müller-Kamp.
- Katherine Mansfield: Erzählungen und Tagebücher. Aus dem Englischen übersetzt und mit einem Nachwort von Ruth Schirmer. Inhalt: Pat / Rosabels Tagtraum / Die Frau von der Theke / Die schwarze Mütze / Psychologie / Essigfrüchte / Glück / Die Vergangenheit eines verheirateten Mannes / Miss Brill / Der Fremde / Sixpence / Eine ideale Familie / Die Seereise / An der Bai / Die Gartenparty / Das Puppenhaus / Die Fliege / Sechs Jahre danach / Der Kanarienvogel / Aus den Tagebüchern.
- Schota Rustaweli: Der Mann im Pantherfell. Aus dem Georgischen übersetzt und mit einem Nachwort von Ruth Neukomm. Mit 26 Illustrationen, davon 12 in Farbe, nach Miniaturen von Mamuka Tawakaraschwili.
- Ungarische Erzähler. Aus dem Ungarischen übersetzt und mit einem Nachwort von Andreas Oplatka. Inhalt: Alajos Degré Eine glänzende Heirat / Mór Jókai Der Frosch / Károly Vadnay Hymen / József Kiss Jokli / Kálmán Mikszáth Das Geschäft des Grafen Kozsibrovszky / Géza Gárdonyi Die Bitte um Rat / István Tömörkény In Sachen Landerweiterung / Zoltán Thúry Menschentod / Jeno Heltai Der Tod und der Arzt / Zsigmond Móricz Himmelsvogel / Ferenc Móra Kalzinierte Soda / Desző Kosztolányi Der Kuß / Tibor Déry Zirkus / Antal Szerb Liebe in der Flasche / Attila József, Schlurf, der alte Schuster / Lajos Baráth Sand.
- Giorgio Vasari: Lebensläufe der berühmtesten Maler, Bildhauer und Architekten. Aus dem Italienischen übersetzt von Trude Fein unter Heranziehung der deutschen Ausgabe von L. Schorn und E. Förster. Anmerkungen von Willi Rotzler und Emma Deér. Nachwort von Robert Steiner. Mit 28 Illustrationen. Inhalt: Giovanni Cimabue / Nicola und Giovanni Pisano / Giotto / Buonamico Buffalmacco / Simone Martini / Duccio di Buoninsegna / Jacopo della Quercia / Paolo Uccello / Lorenzo Ghiberti / Masaccio / Donatello / Piero della Francesca / Fra Filippo Lippi / Jacopo, Giovanni und Gentile Bellini / Antonio und Piero Pollamolo / Sandro Botticelli / Andrea del Verrocchio / Andrea Mantegna / Leonardo da Vinci / Giorgione da Castelfranco / Antonio da Correggio / Bramante / Raffael Andrea del Sarto / Michelangelo.

### 1975
- Max Beerbohm: Der unvergleichliche Max. Essays und Erzählungen. Aus dem Englischen übersetzt und mit einem Nachwort von Fritz Güttinger. Inhalt: Der Geist der Karikatur / Fremdling in Venedig / Bahnsteigabschiede / Ikabod / Dulcedo judiciorum / Sympat / Der Briefsteller / Ein geselliger Mensch / A. V. Laider / Enoch Soames / Ein Geistlicher / Gast und Gastgeber / Quia imperfectum / William und Mary / Das Verbrechen / Argallo und Ledgett / Und immer wieder: London / Der Zylinderhut / Reklame / Fenestralia / Theaterbesuch / Ein Vorfall / Hier spricht Hethway.
- Johannes Brahms. In Dokumenten zu Leben und Werk. Herausgegeben von Willi Reich. Mit 32 Illustrationen.
- Italo Calvino: Italienische Märchen. Gesammelt, neu gefaßt und eingeführt von Italo Calvino. Aus dem Italienischen übersetzt von Lisa Rüdiger. Inhalt: Giovannin Ohnefurcht / Leib-ohne-Seele / Der Schäfer, der nicht größer wurde / Des Grafen Bart / Das Mädchen, das mit den Birnen verkauft wurde / Der Prinz als Kanarienvogel / Die Leute von Biella sind Dickschädel / Die Sprache der Tiere / Das Land, wo man niemals stirbt / Der Prinz als Krebs / Das Büblein im Sack / Das Hemd des zufriedenen Menschen / Eine Nacht im Paradies / Der Zauberring / Die Kunst der Faulheit / Schönstirn / Der bucklige Tabagnino / Bellinda und das Ungeheuer / Der Sohn des Kaufmanns von Mailand / Das Affenschloß / Das verzauberte Schloß / Büffelkopf / Die Tochter des Sonnengottes / Der Florentiner / Das Geschenk des Nordwinds / Das Apfelmädchen / Petersilchen / Vogel Leuchtendgrün / Kicherling und der Ochse / Das Wasser im Körbchen / Vierzehn / Hahn Kristall / Der Soldat aus Neapel / Cicco Petrillo / Die Liebe zu den drei Granatäpfeln (Weiß wie Milch, rot wie Blut) / Giuseppe Ciufolo, der die Flöte blies, wenn er nicht auf dem Feld hackte / Bucklig, lahm und einen krummen Hals / Die falsche Großmutter / Krick, Krock und Hakenklau / Der erste Degen und der letzte Besen / Hauruck, mein Esel, Dukaten spuck! / Liombruno / Die drei Waisenkinder / Der handgemachte König / Cola Fisch / Dattelzweig – schöner Dattelzweig / Pechvogel / Herr der Erbsen und der Bohnen / Der Sultan mit der Krätze / Rosmarina / Hinketeufel / Jesus und der heilige Petrus in Sizilien: I. Steine in Brot, II. Die Alte im Backofen, III. Eine Legende, welche die Diebe erzählen, IV. Der Tod in der Flasche, V. Die Mutter des heiligen Petrus / Die Uhr des Barbiers / Die Schwester des Grafen / Eine Königin heiratet einen Räuber / In die weite Welt verschlagen / Ein Schiff, beladen mit ... / Der Königssohn im Hühnerstall / Die Sprache der Tiere und die neugierige Frau / Das Kälbchen mit den goldenen Hörnern / Die Alte vom Kohlfeld / Die Königstochter mit den Hörnern / Giufa: I. Giufa und die Gipsstatue, II. Giufa, der Mond, die Diebe und der Richter, III. Giufa und die rote Mütze, IV. Giufa und der Weinschlauch, V. Eßt, meine erbärmlichen Lumpen!, VI. Giufa, zieh die Tür hinter dir zu! / Der Mann, der den Banditen das Geld stahl / Der heilige Antonius bringt den Menschen das Feuer / Der März und der Schäfer / Fahre in meinen Sack!
- William Faulkner: Die Spitzbuben. Eine Erinnerung. Aus dem Amerikanischen übersetzt von Elisabeth Schnack. Nachwort von Richard E. H. Gerber.
- Anatole France: Erzählungen. Aus dem Französischen übersetzt und mit einem Nachwort von Rudolf Maurer. Mit 23 Zeichnungen von Théophile Steinlen. Inhalt: Der Sänger von Kyrene / Laeta Acilia / Der Landpfleger von Judäa / Amycus und Cölestin / Der Gaukler Unsrer Lieben Frau / Sankt Satyr / Tafis Himmelfahrt / Der König trinkt / Bruder Jucundus / Das Elsternwunder / Blaubarts sieben Frauen / Die Hausdurchsuchung / Bonaparte in San Miniato / Putois / Riquet / Unsere Kinder / Die Aufzeichnungen eines Landarztes / Die Geistermesse / Die Gemme / Herr Pigeonneau / Der Brillenhändler / Die beiden Kumpane / Gestas / Crainquebille.
- Franz von Assisi: Legenden und Lande. Herausgegeben, eingeleitet und aus dem Italienischen und Lateinischen übersetzt von Otto Karrer. Veränderte Neuausgabe. Mit 28 Illustrationen.
- William Gerhardie: Vergeblichkeit. Ein Roman über russische Themen. Aus dem Englischen übersetzt von Elisabeth Schnack. Nachwort von Richard E. H. Gerber.
- Alfred de Vigny: Fron und Größe des Soldaten. Drei Novellen. Aus dem Französischen übersetzt von Guido Meister. Nachwort von Elisabeth Brock-Sulzer. Inhalt: Laurette oder Das rote Siegel / Die Nachtwache von Vincennes / Leben und Tod des Hauptmanns Renaud oder Der Rohrstock.

### 1976
- Otto von Bismarck. Aus seinen Schriften, Briefen, Reden und Gesprächen. Herausgegeben von Hanno Helbling.
- George W. Cable: Die Grandissimes. Eine Geschichte aus dem tiefen Süden. Roman. Aus dem Amerikanischen übersetzt von Elisabeth Schnack. Nachwort von Hans-Joachim Lang.
- Fabeln aus drei Jahrtausenden. Auswahl und Nachwort von Reinhard Dithmar. Der 300. Band der Bibliothek der Weltliteratur. Mit 23 Holzschnitten, davon 16 koloriert.
- Sôseki Natsume: Kokoro. Roman. Aus dem Japanischen übersetzt und mit einem Nachwort von Oscar Benl.
- Hjalmar Söderberg: Erzählungen. Aus dem Schwedischen übersetzt und mit einem Nachwort von Helen Oplatka. Inhalt: Die Tuschzeichnung / Der Pelz / Das Sakrament des Abendmahls / Der Schatten / Die Frau des Schornsteinfegers / Der Spleen / Eine Tasse Tee / Nieselregen / Der Geschichtslehrer / Der Spaßvogel / Ein herrenloser Hund / Der blaue Anker / Die Spieler / Die Kühe des Pastors / Die Abendeinladungen des Generalkonsuls / Mit dem Strom / Blom / Die brennende Stadt / Der Kuß / Ungezogen / Der Punkt des Archimedes / Rugg / Flußfahrt / Es dunkelt überm Weg / Eine graue Weste oder Die Gerechtigkeit in München / Ein Sommermärchen / Die Reise nach Rom / Aprilveilchen.
- Robert Louis Stevenson: In der Südsee. Aus dem Englischen übersetzt und mit einem Nachwort von Richard Mummendey.
- Die Walzer-Dynastie Strauß. In Zeugnissen ihrer selbst und ihrer Zeitgenossen. Herausgegeben von Martin Hürlimann. Mit 47 Illustrationen.

### 1977
- Honoré de Balzac: Die Lilie im Tal. Roman. Aus dem Französischen übersetzt von Trude Fein. Nachwort von Andre Maurois. Mit 26 Illustrationen von Charles Huard.
- Joseph Conrad: Meistererzählungen. Aus dem Englischen übersetzt und mit einem Nachwort von Fritz Güttinger. Inhalt: Die Tremolino / Die Lachmöwe / Das andere Ich / Freya von den Sieben Inseln / Herz der Finsternis.
- Deutsche Barocklyrik. Auswahl und Nachwort von Max Wehrli. Mit 17 Illustrationen.
- Hermann Hesse: Meistererzählungen. Auswahl und Nachwort von Werner Weber. Inhalt: Aus Kinderzeiten / Aus der Werkstatt / Heumond / Der Lateinschüler / Schön ist die Jugend / Walter Kömpff / Die Verlobung / Die Heimkehr / Das Nachtpfauenauge / Der Zyklon / Im Presselschen Gartenhaus / In einer kleinen Stadt / Kinderseele / Schwäbische Parodie.
- J. Sheridan Le Fanu: Das Haus beim Kirchhof. Roman. Aus dem Englischen übersetzt von Trude Steinberg. Nachwort von Erwin Wolff.
- Marie de France: Novellen und Fabeln. Aus dem Altfranzösischen übersetzt von Ruth Schirmer. Auswahl und Nachwort von Kurt Ringger. Mit 12 Miniaturen in Farbe. Inhalt: Guigemar (Die Gürtelprobe) / Equitan (Die Frau des Seneschalls) / Frêne (Die Zwillingsschwestern) / Bisclavret (Der Werwolf) / Lanval (König Artus’ Schiedsspruch) / Die beiden Liebenden / Yonec (Der Habichtritter) / Die Nachtigall / Milun (Der Schwanenbote) / Chaitivel (Der Glücklose) / Das Geißblatt (Tristan und Isolde) / Eliduc (Der Ritter mit den beiden Frauen) / Der Hahn und der Edelstein / Der Wolf und das Lamm / Die Maus und der Frosch / Der Hund und das Schattenbild / Der Rabe und der Fuchs / Der schmeichlerische Esel / Der Löwe und die Maus / Die Frösche und ihr König / Der Hirsch an der Quelle / Die trauernde Witwe / Der Wolf und der Hund / Juno und der Pfau / Der Kaiser der Affen / Der Esel und der Löwe / Der Edle und die zwei Knechte / Der Edle, der zur Ader gelassen wurde / Die Frau und der Liebhaber / Affenliebe / Der Einsiedler / Der Bauer und sein Käuzchen / Der Bauer und der Kobold / Der Fuchs und das Spiegelbild des Mondes / Der Wolf und der Rabe / Der Rabe, der die Pfauenfedern fand / Der Mäuserich auf der Brautschau / Der Priester und der Wolf / Der Mensch und sein Maßstab / Ein Mann und seine streitsüchtige Frau / Ein Mann auf Seefahrt / Der Greis und der Reiter / Die Frau und die Henne.
- Jewgenij Samjatin: Wir. Roman. Aus dem Russischen übersetzt von Gisela Drohla. Nachwort von Ilma Rakusa.
- Elio Vittorini: Gespräch in Sizilien. Roman. Aus dem Italienischen übersetzt von Trude Fein. Nachwort von Federico Hindermann.

### 1978
- Sergej T. Aksakov: Bagrovs Kinderjahre. Roman. Aus dem Russischen übersetzt und mit einem Nachwort von Erich Müller-Kamp.
- Gottfried August Bürger: Münchhausen. Wunderbare Reisen zu Wasser und Lande, Feldzüge und lustige Abenteuer des Freiherrn von Münchhausen. Nach der Ausgabe von 1788. Nachwort von Max Lüthi. Mit 16 Federzeichnungen von Theodor Hosemann.
- Charles Dickens: Meistererzählungen. Aus dem Englischen übersetzt von Trude Fein. Auswahl und Nachwort von Andreas Fischer. Mit 8 zeitgenössischen Illustrationen. Inhalt: Ein Weihnachtslied / Das Heimchen am Herd / Die Stechpalme / Das Gepäck von einem Herrn / Möblierte Zimmer zu vermieten / Mugby Junction / Doktor Marigolds Rezepte.
- Ennio Flaiano: Alles hat seine Zeit. Roman. Aus dem Italienischen übersetzt und mit einem Nachwort von Susanne Hurni.
- Jerome K. Jerome: Drei Mann in einem Boot. Ganz zu schweigen vom Hund! Roman. Aus dem Englischen übersetzt von Trude Fein. Nachwort von Ernst Leisi.
- Franz Kafka: Meistererzählungen. Auswahl und Nachwort von Herbert Tauber. Inhalt: Das Urteil / Die Verwandlung / In der Strafkolonie / Erinnerung an die Kaldabahn / Der Dorfschullehrer (Der Riesenmaulwurf) / Ein Landarzt / Beim Bau der Chinesischen Mauer / Das Stadtwappen / Die Abweisung / Ein Hungerkünstler / Der Bau.
- Katalanische Erzähler. Aus dem Katalanischen übersetzt und mit einem Nachwort von Johannes Hösle. Inhalt: Jacint Verdaguer Der Seemann von Sant Pau / Carlos Bosch de la Trinxeria Der tragische und unerwartete Tod von Mossen Pere Roquer, Pfarrer des Dorfes Cabrera / Narcís Oller Tauwetter / Joaquim Ruyra Geheimnisvolle Vorankündigung / Victor Català Fasching / Ernest Martínez Ferrando Jordi Venturas Selbstmord / Miquel Llor Ein Tintenfleck / Llorenç Villalonga Marcel Proust versucht einen De Dion-Bouton zu verkaufen / Mercè Rodoreda Das Blut / Pere Calders Morgens um drei Uhr in der Frühe / Salvador Espriu Letizia, Drei Schwestern / Maria Aurèlia Capmany Der bittere Geschmack / Manuel de Pedrolo Das Karussell / Jordi Sarsanedas Zwei Mädchen, Der Störenfried / Joaquim Carbó Der Fluß / Terenci Moix Lili Barcelona / Josep Albanell Wie ein Vampir.
- George Moore: Ein Drama in Musselin. Roman. Aus dem Englischen übersetzt von Elisabeth Schnack. Nachwort von Max Wildi.
- Tuti-Nameh. Das Papageienbuch. Nach der türkischen Fassung übersetzt von Georg Rosen. Nachwort von J. Christoph Bürgel. Mit 13 Miniaturen in Farbe.

### 1979
- At-Tanūkhī: Ende gut, alles gut. Das Buch der Erleichterung nach der Bedrängnis. Ausgewählt, aus dem Arabischen übersetzt und mit einem Nachwort von Arnold Hottinger. Mit 13 Miniaturen in Farbe.
- Wilhelm Busch: Gedichte und Prosa. Auswahl und Nachwort von Peter Marxer. Mit 21 Illustrationen des Autors. Inhalt: Gedichte / Eduards Traum / Der Schmetterling / Was mich betrifft / Von mir über mich.
- Alphonse Daudet: Tartarin von Tarascon / Tartarin in den Alpen. Zwei Romane. Aus dem Französischen übersetzt von Trude Fein. Nachwort von Hugo Meier. Mit 34 zeitgenössischen Illustrationen.
- Simo Matavulj: Seine Herrlichkeit Frater Brne. Roman. Aus dem Serbokroatischen übersetzt von Sabitaj und Maria Konfino. Nachwort von Sabitaj Konfino.
- Charles Nodier: Die Krümelfee und andere Erzählungen. Aus dem Französischen übersetzt und mit einem Nachwort von Hermann Hofer. Mit 4 Illustrationen von Tony Johannot. Inhalt: Die Krümelfee / Smarra / Trilby / Der Traum vom Gold.
- Edgar Allan Poe: Meistererzählungen. Aus dem Englischen übersetzt von Arno Schmidt und Hans Wollschläger. Auswahl und Nachwort von Max Nänny. Inhalt: Die Maske des Roten Todes / Hopp-Frosch / Der stibitzte Brief / Ligeia / Der Fall des Hauses Ascher / Die Morde in der Rue Morgue / Der Goldkäfer / Das Gebinde Amontillado / Die Tatsachen im Falle Valdemar / William Wilson / Ein Sturz in den Malstrom / Grube und Pendel / Das verräterische Herz / Der schwarze Kater.
- Premtschand: Godan oder Die Opfergabe. Roman. Aus dem Hindi übersetzt von Irene Zahra. Nachwort von Annemarie Etter.
- Spanische Erzähler vom 14. bis 20. Jahrhundert. Herausgegeben von Albert Theile und Werner Peiser. Nachwort von Albert Theile. Inhalt: Don Juan Manuel: Aus Conde Lucanor / Miguel de Cervantes Saavedra Die Macht des Blutes / Anonym Lazarillo de Tormes / Lope Félix de Vega Carpio Eifersucht bis in den Tod / Anonym Der Alcalde von Alora und der Abencerraje / Juan Pérez de Montalbán Unverhofft kommt oft / Isidro de Robles Studentenglück / Ramón de Mesonero Romanos Eine Nachtwache / Juan Valera Der grüne Vogel / Gustavo Adolfo Bécquer Meister Pérez, der Organist / Benito Pérez Galdós Der Ochse und der Esel / Emilia Pardo Bazán Der Blutstropfen / Clarín (Leopoldo Alas) Die beiden Gelehrten / Armando Palacio Valdés Ein Interview mit Prometheus / Blanca de los Ríos y Nostench Der Spiegel / Miguel de Unamuno Ein ganzer Mann / Vicente Blasco Ibáñez Zwei Fliegen auf einen Schlag / Ramón del Valle-Inclán Furcht / Pío Baroja Elizabide / Azorín (José Martínez Ruiz) Ein Brief aus Spanien / Ramón Pérez de Ayala Das Sonntagslicht.
- Verdi aus der Nähe. Ein Lebensbild in Dokumenten. Herausgegeben von Franz Wallner-Basté. Mit 38 Illustrationen.

### 1980
- Anekdoten der Weltliteratur. Eine Auswahl aus drei Jahrtausenden. Nachwort von Federico Hindermann.
- Iwan Gontscharow: Oblomow. Roman. Aus dem Russischen übersetzt von Clara Brauner. Nachwort von Fritz Ernst.
- Mór Jókai: Der neue Gutsherr. Roman. Aus dem Ungarischen übersetzt und mit einem Nachwort von Andreas Oplatka.
- Longos: Daphnis und Chloe. Aus dem Griechischen übersetzt von Friedrich Jacobs, durchgesehen von Felix M. Wiesner. Nachwort von Georg Schoeck. Mit 60 Illustrationen von Hans Erni.
- Nizami: Chosrou und Schirin. Aus dem Persischen übersetzt und mit einem Nachwort von J. Christoph Bürgel. Mit 12 Miniaturen in Farbe.
- George Sand: Der Teufelsteich / François das Findelkind. Zwei Romane. Aus dem Französischen übersetzt von Guido Meister. Nachwort von Elisabeth Brock-Sulzer. Mit 17 Illustrationen von Tony Johannot.
- Jules Supervielle: Das Kind vom hohen Meer und andere Erzählungen. Aus dem Französischen übersetzt von Friedhelm Kemp, Guido Meister und Federico Hindermann. Nachwort von Gerda Zeltner. Inhalt: Das Kind vom hohen Meer / Der Ochs und der Esel im Stall zu Bethlehem / Die Unbekannte der Seine / Die Hinkenden des Himmels / Rani / Das Mädchen mit der Geigenstimme / Die Folgen eines Rennens / Der Pfad und der Weiher / Die Arche Noah / Die Flucht nach Ägypten / Antonius aus der Wüste / Die Halbwüchsige / Der Napf Milch / Die Wachspuppen / Die wiedergefundene Frau / Orpheus / Der Minotaurus / Der Raub der Europa / Das Vorbild der Ehegatten / Vulkan / Die Erschaffung der Tiere / Das Wäldchen / Tobias, Vater und Sohn.
- Mark Twain: Meistererzählungen. Aus dem Amerikanischen übersetzt und mit einem Nachwort von Fritz Güttinger. Inhalt: Aus Adams Tagebuch / Evas Tagebuch / Meine Rolle als Reiseleiter / Die Wahrheit in Sachen des großen Rindfleischkontrakts / Der Fall George Fisher / Wie ich ein landwirtschaftliches Wochenblatt leitete / Mein Tag auf einer Redaktion in Tennessee / Die Echosammlung / Edward Mills und George Benton / Rätselhafter Besuch / Der Streich, der Jacksons Glück machte / Laskas kurze Brautzeit / Lebt er noch? / Die £ 1 000 000-Note / Wie Hadleyburg verkam / Das $ 30 000-Vermächtnis.
- Israel Zangwill: Der König der Schnorrer. Roman. Aus dem Englischen übersetzt von Trude Fein. Nachwort von Herbert Tauber.

### 1981
- Andy Adams: Ein Cowboy erzählt. Aus der Zeit der großen Viehtrecks. Aus dem Amerikanischen übersetzt von Marie-Antoinette Manz-Kunz. Nachwort von Max Mittler.
- Jane Austen: Emma. Roman. Aus dem Englischen übersetzt von Ilse Leisi. Nachwort von Max Wildi.
- Arthur Conan Doyle: Sherlock-Holmes-Geschichten / Der Hund von Baskerville. Aus dem Englischen übersetzt von Trude Fein. Nachwort von Andreas Fischer. Mit 7 zeitgenössischen Illustrationen. Inhalt: Ein Skandal in Böhmen / Der blaue Karfunkel / Die Pappschachtel / Der letzte Fall / Das leere Haus / Der zweite Fleck / Der Hund von Baskerville.
- Griechische Epigramme aus der Anthologia Graeca. Aus dem Griechischen übersetzt von Hermann Beckby. Auswahl und Nachwort von Georg Schoeck.
- Kinder in der Weltliteratur. Anthologie. Auswahl und Nachwort von Federico Hindermann. Inhalt: Charles Lamb Traumkinder / Wladimir Korolenko Nachts / Hjalmar Söderberg Die brennende Stadt / Jeremias Gotthelf Das Erdbeeri Mareili / Katherine Mansfield Das Puppenhaus / Guy de Maupassant Eine Witwe / Kenneth Grahame Die Straße nach Rom / Emilio Cecchi Auf das Bild eines schlafenden Mädchens, Arme Kinder / Anton Tschechow Wanka / Theodor Storm Pole Poppenspäler / Valery Larbaud Dolly, Die Stunde mit dem Gesicht / Stephen Crane Schmach / Tibor Déry Zirkus / Francis Scott Fitzgerald Die Kindergesellschaft / Benito Pérez Galdós Der Ochse und der Esel / Walter de la Mare Das Meisterstück, Die Prinzessin / Fjodor M. Dostojewskij Der Knabe am Weihnachtsabend beim Herrn Jesu / Hans Christian Andersen Der Krüppel / Adalbert Stifter Bergkristall.
- Polnische Erzähler des 19. und 20. Jahrhunderts. Aus dem Polnischen übersetzt von Jeannine Luczak-Wild und Rolf Fieguth. Auswahl und Nachwort von Rolf Fieguth. Inhalt: Cyprian Norwid Das Geheimnis von Lord Singleworth, ‹Ad leones!› / Bolesław Prus Der Bekehrte, Eine Legende aus dem alten Ägypten / Aleksander Świętochowski Der Klub der Schachspieler, Ganz in sich allein / Henryk Sienkiewicz Sieger Bartek / Wacław Berent Der Lehrer / Bolesław Leśmian Die Mär vom Gottesritter, Die Weiße.
- Alexander Puschkin: Eugen Onegin. Roman in Versen. Aus dem Russischen übersetzt und mit einem Nachwort von Ulrich Busch.
- Alexej Remisow: Der goldene Kaftan. Russische Märchen. Aus dem Russischen übersetzt und mit einem Nachwort von Ilma Rakusa. Mit 8 Illustrationen in Farbe. Inhalt: Die Erkorene / Die Ersehnte / Die Verurteilte / Die Rührselige / Die Verlorene / Die Schüchterne / Die Verleumdete / Die Verzweifelte / Die Widerspenstige / Die Schlimme / Die Brüderliche / Die Freundinnen / Die schöne Fichte / Die Gevatterin / Die Wahrsagerin / Die Herzliche / Die Raterin / Die Scharfsinnige / König Salomo / König Goroskat / Diebe / Räuber / Gauner / Hundeschweif / Der Dieb Barma / Der Dieb Mamyka / Der Waldschrat / Der Wassermann / Der Teufel / Der schreckliche Knochenmann / Der Vampir / Der Tote / Der Streit / Ein Fetzen Birkenrinde / Um des Schafes willen / Das Kirchengeläut / Der goldene Kaftan / Die fremde Schuld / Der ersehnte Gast / Das Osterfeuer / Die Fischköpfe / Die Eselsohren / Das Mausjunge / Der Löwe / Die unglückliche Not / Der Skomoroch / Der Heldenhund / Der Flieger / Der Mann als Bär / Die wunderbaren Schuhe / Die gierigen Finger / Der Himmel ist runtergefallen / Der Bärenführer.
- John M. Synge: Die Aran-Inseln. Aus dem Englischen übersetzt und mit einem Nachwort von Elisabeth Schnack. Mit 12 Illustrationen von Jack B. Yeats.

### 1982
- Elizabeth Gaskell: Cranford. Roman aus einer englischen Kleinstadt. Aus dem Englischen übersetzt und mit einem Nachwort von Meret Ehrenzeller.
- Jacobus de Voragine: Legenda aurea Heiligenlegenden. Ausgewählt, aus dem Lateinischen übersetzt und mit einem Nachwort von Jacques Laager. Mit 16 Miniaturen in Farbe und einem kunstgeschichtlichen Hinweis von Marie-Claire Berkemeier-Favre. Inhalt: Der Apostel Andreas / Nikolaus / Lucia / Der Apostel Thomas / Der Evangelist Johannes / Thomas von Canterbury / Silvester / Der Einsiedler Paulus / Antonius der Einsiedler / Sebastian / Agnes / Vinzenz / Julian der Gastgeber / Agatha / Der Apostel Matthias / Gregor der Große / Longinus / Benediktus / Patricius / Maria Aegyptiaca / Georg / Markus / Die Legende vom heiligen Kreuz / Virus und Modestus / Marina / Leo / Petrus / Paulus / Margareta / Alexius / Maria Magdalena / Jacobus der Ältere / Christophorus / Die Siebenschläfer / Martha / Dominikus / Laurentius / Bernardus / Mauritius und die Thebäische Legion / Kosmas und Damian / Franziskus / Dionysius Areopagita / Ursula und die Elftausend Jungfrauen / Allerheiligen / Die Vier Gekrönten / Martinus / Elisabeth von Thüringen / Caecilia / Katharina von Alexandria / Christus- und Marien-Legenden.
- Katzen. Eine Auswahl von Texten aus der Weltliteratur. Herausgegeben von Federico Hindermann. Mit 37 Illustrationen, davon 10 in Farbe, von Gottfried Mind. Inhalt: Rudyard Kipling Die Katze, die für sich allein ging / Osaragi Jirō Das Zirpkätzchen / Colette Poum, Prrou, Schah, Der Kater, Die Katzenmutter / Theodor Storm Von Katzen / Stefan Flukowski Der Traum des Katers / Torquato Tasso Auf die Katzen im Irrenhaus St. Anna / Honoré de Balzac Die Herzensqualen einer englischen Katze / T. S. Eliot Wie heißen die Katzen, Jellicle-Lied / Die Geisterkatze im Haus Nabeshima (Volkstümliche Überlieferung) / I. A. Krylow Der Kater und der Koch / Charles Baudelaire Die Katze, Die Katzen / Emilio Cecchi Katzenaugen / Maxim Gorki Sasubrina / Louis Pergaud Falschheit der Katze? / Pu Songling Die List der Katze / Walter de la Mare Besenstiele / Tanka und Haiku / Giovanni Raiberti Geburt, Kindheit, Emanzipation der Katze, Die Katze, ein Freiheitssymbol / Bulat Okudschawa Der schwarze Kater / Theodor Storm Bulemanns Haus / Thomas Gray Ode auf den Tod einer Favoritin – ertrunken im Goldfischbecken / Shimaki Kensaku Der schwarze Kater / Christopher Smart: aus Jubilate Agno / Émile Zola Das Katzenparadies / Charles Baudelaire Die Katze / Minamoto Takakuni (?) Wie Fujiwara Kiyokado sich vor den Katzen fürchtete / Leigh Hunt Die Katze beim Kamin / J. W. Goethe Begünstigte Tiere / P. G. Wodehouse Die Geschichte von Webster / Théophile Gautier Meine Hausmenagerie.
- Gottfried Keller: Die Leute von Seldwyla. Erzählungen. Nachwort von Emil Staiger. Inhalt: Pankraz, der Schmoller / Romeo und Julia auf dem Dorfe / Frau Regel Amrain und ihr Jüngster / Die drei gerechten Kammacher / Spiegel, das Kätzchen / Kleider machen Leute / Der Schmied seines Glückes / Die mißbrauchten Liebesbriefe / Dietegen / Das verlorne Lachen.
- Jack London: Meistererzählungen. Aus dem Amerikanischen übersetzt von Elisabeth Schnack, Erwin Magnus und Klaus Schweizer. Nachwort von Hugo Meier. Inhalt: Was der Leoparden-Mann erzählte / Auf den Mann unterwegs / Eine nordische Odyssee / Weiße und Gelbe / Der König der Griechen / Diable – ein Hund / Der Gold-Cañon / Parlays Perlen / Die Liebe zum Leben / Ein Stück Fleisch / Das Weiße Schweigen / Der Rote.
- Guy de Maupassant: Bel-Ami. Roman. Aus dem Französischen übersetzt von Waltraud Kappeler. Nachwort von François Bondy.
- Ferdinand von Saar: Meisternovellen. Nachwort von Hansres Jacobi. Inhalt: Innocens / Die Steinklopfer / Das Haus Reichegg / Der Exzellenzherr / Leutnant Burda / Ginevra / Schloß Kostenitz.
- Frank R. Stockton: Die Lady – oder der Tiger? und andere Erzählungen. Aus dem Amerikanischen übersetzt von Elisabeth Schnack. Auswahl und Nachwort von David Wells. Inhalt: Die Lady – oder der Tiger? / Der transferierte Geist / Prinz Ohneland / Unsre Geschichte / Der Bienenmann von Orn / Der erstaunliche Schiffbruch der Thomas Hyke / Die verstorbene Schwester seiner Frau / Das Erlebnis mit der negativen Schwerkraft / Roter Kaliko / Der Alte Spielmann und die Baum-Nymphe / Der Freund aller Zauderer / Der Greif und der junge Domherr / Die Uhren von Rondaine / Die zusätzlichen Erlebnisse von Amos Kilbright / Meine widerspenstige Nachbarin / Die Überfahrt der Witwe Ducket.
- Émile Zola: Meistererzählungen. Aus dem Französischen übersetzt von Trude Fein. Nachwort von Hugo Meier. Inhalt: Die mich liebt / Das Blut / Ein Opfer der Reklame / Die vier Tage von Jean Gourdon / Für eine Liebesnacht / Naïs Micoulin / Nantas / Der Tod von Olivier Bécaille / Die Muscheln von Monsieur Chabre / Jacques Damour / Angeline.

### 1983
- Arnold Bennett: Lebendig begraben. Roman. Aus dem Englischen übersetzt von Peter Naujack. Nachwort von Horst Meller.
- E. T. A. Hoffmann: Die Elixiere des Teufels. Nachgelassene Papiere des Bruders Medardus, eines Kapuziners. Herausgegeben von dem Verfasser der Phantasiestücke in Callots Manier. Nachwort von Peter von Matt.
- Issa: Mein Frühling. Aus dem Japanischen übersetzt und mit einem Nachwort von G. S. Dombrady. Mit 27 Illustrationen, davon 8 in Farbe.
- Don Juan Manuel: Der Graf Lucanor. Erzählungen. Aus dem Spanischen übersetzt von Joseph von Eichendorff. Nachwort und Anmerkungen von Arnald Steiger.
- Frigyes Karinthy: Bitte, Herr Professor. Satiren und Erzählungen. Aus dem Ungarischen übersetzt und mit einem Nachwort von Andreas Oplatka. Inhalt: Um sieben Uhr in der Früh / Ich komme zu spät / Ich verkaufe mein Lehrbuch / Der Musterschüler an der Tafel / Der schlechte Schüler an der Tafel / Der durchgefallene Mann / Ungarischer Aufsatz / Lachkrampf in der Klasse / Ich führe Experimente durch / Ich erkläre mein Zeugnis / Die Mädchen / Mein Tagebuch / Ich bange am Gerät / Der Krisenrat / Ich lüge / Mein Papa / Ich kaufe Spielwaren / Drei Schokoladezigarren / Glückliche Märchenwelt / Als Präsident bei der Klassenprüfung – oder: Ich beginne, Gabi zu imponieren / Ich unterrichte meinen Sohn / Der Weltkrieg als mein Prüfungsstoff / Ich werde an der Börse eingeführt / Allegorie über den Schriftsteller / Legende vom Dichter / Tem-po Em-te-ka! / Weihnachtsnummer / Neue Tausend-Kronen-Note / Der Dichter und der Kaufmann / Brief an den Setzer / Ermuntert und gedrängt von meinen Freunden / Man scherzt mit mir / Der Gewichtheber / Meine Hinrichtung / Man zeichnet mein Porträt / Sperrstunde um fünf Uhr / Zusammenrottung / Hineingelangen / Gleichnis vom echten und vom falschen Geldstück / Mut, mein junger Freund / Wissenschaft / Wer küßt mehr? / Der Affe, der kleine Löwe, das Ferkel und der kleine Hund Desperanto / Die Schiffsschaukel / Menschenstreik / Uhren / Autotaxi / Der Urmensch / Amerikanisches Duell / Lispeltöne / Allerdings-Leute / Darstellende Statistik / Göttliche Vorsehung / Mahlzeit und Zaturek / Im Patentamt / Wohltätigkeit / Der Mann und der Stuhl / Propaganda / Ich fordere das Schulgeld zurück / Begegnung mit einem jungen Mann / Der Zirkus / Brief an den geehrten Herrn Oberdiplomaten / Prolog / Schauspielerin Privisinszki / Bauchoperation / Cesare und Abu Kair / Ich und Ichlein / Der blinde Bildhauer / Dódi / Gethsemane / Christus und Barabbas.
- Marco Polo: Il Milione. Die Wunder der Welt. Aus altfranzösischen und lateinischen Quellen übersetzt und mit einem Nachwort von Elise Guignard. Mit 14 Illustrationen in Farbe aus dem Oxforder Codex Bodley 264.
- William Shakespeare: Die Sonette. Englisch-deutsch. Aus dem Englischen übersetzt und mit einem Nachwort von Hanno Helbling.
- Mary Shelley: Frankenstein oder Der moderne Prometheus. Roman. Aus dem Englischen übersetzt von Ursula von Wiese. Nachwort von Fritz Güttinger.
- Ludwig Tieck: Erzählungen und Märchen. Auswahl und Nachwort von Alexander von Bormann. Inhalt: Die beiden merkwürdigsten Tage aus Siegmunds Leben / Der blonde Eckbert / Die Reisenden / Die Gesellschaft auf dem Lande / Der fünfzehnte November / Das Zauberschloß / Des Lebens Überfluß.

### 1984
- Altchinesische Erzählungen aus dem Djin-gu tji-gwan. Aus dem Chinesischen übersetzt und mit einem Nachwort von Gottfried Rösel. Corona-Reihe. Mit 13 chinesischen Holzschnitten. Inhalt: Bruderliebe oder Wie drei Beamte höchsten Ranges von ihrem Amt zurücktraten und hohe Ehren erwarben. Vorerzählung: Der Judasbaum / Wege des Himmels oder Wie zwei Kreisvorsteher wetteiferten, ein verwaistes Mädchen zu verheiraten. Vorerzählung: Die vertauschte Braut / Glück oder Wie ein Mann zum Glück auf rote Dungting-Apfelsinen stieß. Vorerzählung: Eigenwillige Silberbarren / Vergeltung oder Wie ein Geizhals voller List den Sohn des von ihm bestohlenen Eigentümers adoptierte. Vorerzählung: Erzwungene Rückerstattung / Freundschaft oder Wie Wu Bau-an seine Familie verließ, um seinen Freund auszulösen / Wiedervereinigung oder Wie Schen Hsiau-hsia seines Vaters Aufruf zu den Waffen fand / Nächstenliebe oder Wie der alte Liu Yüan-pu Vater von zwei Beamtensöhnen wurde. Vorerzählung: Der Scheidungsbrief / Dankbarkeit oder Wie ein alter Schüler die vermeintliche Gunst seines Lehrers bis in die dritte Generation vergalt. Einleitung: Frühreif und spätreif / Pech oder Wie ein vom Pech verfolgter Student auf einmal sein Glück erreichte. Vorerzählung: Reis im Abwaschwasser / Treue oder Wie ein alter Diener durch rechtschaffenen Eifer der Witwe seines Herrn zu Wohlstand verhalf. Vorerzählung: Der Tod eines treuen Dieners / Gerechtigkeit oder Wie ein Diener aus geheimem Groll falsche Anklage gegen seinen Herrn erhob. Vorerzählung: Schuldig freigesprochen / Ehrlichkeit oder Wie der älteste Lii durch Rückgabe gefundenen Geldes seine Familie wieder vollständig machte. Vorerzählung: Die gefüllten Pasteten / Vergänglichkeit oder Wie ein Tunichtgut für viel Geld Beamter werden wollte. Vorerzählung: Glück und Unglück eines Eunuchen.
- Jane Austen: Vernunft und Gefühl. Roman. Aus dem Englischen übersetzt und mit einem Nachwort von Ruth Schirmer.
- Charlotte Brontë: Villette. Roman. Aus dem Englischen übersetzt und mit einem Nachwort von Ilse Leisi.
- Erasmus von Rotterdam: Adagia. Vom Sinn und vom Leben der Sprichwörter. Ausgewählt, aus dem Lateinischen übersetzt und erläutert von Theodor Knecht. Mit 50 Emblemata.
- John Galsworthy: Meistererzählungen. Aus dem Englischen übersetzt von Irma Wehrli. Nachwort von Andreas Fischer. Inhalt: Ein Philosoph / Pfaffenhütchen / Das Schweigen / Ein Mann aus Devon / Eine Fehde / Ein Menschenfischer / Blitz aus heiterem Himmel / Bäume / Der Mutterstein / Friedensversammlung / Ein Müller am Dee / Das Gleichnis eines Romanäers / Die Ersten und die Letzten.
- Jiddische Erzählungen von Mendele Mojcher Sforim, Jizchak Lejb Perez, Scholem Alejchem. Ausgewählt, aus dem Jiddischen übersetzt und mit einem Nachwort von Leo Nadelmann. Inhalt: Mendele Mojcher Sforim Die Reisen Benjamin des Dritten / Jizchak Lejb Perez Kabbalisten, Höre, Israel oder Der Baßgeiger, Bontsche Schweig, Das Opfer, Der verrückte Batlen, Der Baal Schem als Heiratsvermittler / Scholem Alejchem Heutige Kinder, Eine Hochzeit ohne Musikanten, Ein Pessach im Dorf, Methusalem, Mein erster Roman, Das künftige Seelenheil.
- Dmitrij Mamin-Ssibirjak: Die Priwalowschen Millionen. Roman. Aus dem Russischen übersetzt und mit einem Nachwort von Bruno Goetz. Corona-Reihe.
- Manesse Almanach auf das 40. Verlagsjahr. Mit 80 Illustrationen, davon 10 in Farbe. Inhalt: Gottfried Keller Hadlaub, Der Narr auf Manegg / Johannes Hadlaub: Gedichte / Johann Jacob Bodmer Von den vortrefflichen Umständen für die Poesie unter den Kaisern aus dem schwäbischen Haus, Die Geschichte der Manessischen Handschrift / Werner G. Zimmermann Die Manessische Liederhandschrift im Spiegel von Wahrheit und Dichtung / Erwin Jaeckle Dr. Walther Meier / Walther Meier Drei Leser / Manesse-Bibliographie 1944–1984.
- Eike von Repgow: Der Sachsenspiegel. Herausgegeben und mit einem Nachwort von Clausdieter Schott. Ins Neuhochdeutsche übersetzt von Ruth Schmidt-Wiegand und Clausdieter Schott. Mit 28 Miniaturen, davon 18 in Farbe.
- Sag’ ich’s euch, geliebte Bäume ... Texte aus der Weltliteratur. Herausgegeben von Federico Hindermann. Mit 30 Illustrationen, davon 12 in Farbe, von Gottfried Keller, Adalbert Stifter und Johann Wolfgang Goethe. Inhalt: Johann Wolfgang Goethe Sag’ ich’s euch, geliebte Bäume ... / Michail Prischwin Die Unterhaltung der Bäume, Der alte Baumstumpf, Junge Blätter, Die Stockwerke des Waldes / Der Obstwächter, Der Nußbaum, Der veredelte Birnbaum, Rastplatz der Liebe, Platane und Weinstock. Aus der Anthologia Graeca / Peter Rosegger Der große Wald / Tanka aus älterer Zeit / Walter de la Mare Der Baum / Ovid Philemon und Baucis / Jean Giono Der Mann, der Bäume pflanzte / George Meredith Wehmutslied im Wald / Richard Watson Dixon Weidenbaum / Rudyard Kipling Der Waldweg / Iwan Turgenjew Fahrt ins Waldgebiet / Giovanni Pascoli Im Gehölz, Der Pfirsichbaum / Victor Hehn Der Feigenbaum, Der Ölbaum / Gottfried Keller Waldlieder, Arm in Arm und Kron’ an Krone, Aber auch den Föhrenwald / Conrad Ferdinand Meyer Schwarzschattende Kastanie / Snorri Sturluson [Die Welt-Esche Yggdrasil] aus der Prosa-Edda / Pierre de Ronsard Elegie XXIV / Nikolaus Lenau Waldlieder, Waldlied V / Stacy Aumonier Der krumm gewachsene Baum / Giacomo Lubrano Phantastisch-vielgestaltige Zedern in den Gärten von Reggio / Paul Valéry Gespräch über den Baum / Friedrich Hölderlin Die Eichbäume / Georg Heym Aus grüner Waldnacht / Bertolt Brecht Ihr großen Bäume in den Niederungen / Albin Zollinger Der Baum / Nathaniel Hawthorne Der Maibaum von Merry Mount / Oryū, die Weide / Gabriela Mistral Der Reigen vom Seibabaum, Drei Bäume / Wladimir Korolenko Der Wald rauscht / Joseph von Eichendorff Abschied, Nachts, Bei einer Linde / Oliver Wendell Holmes, Sr. [Bäume]. Aus The Autocrat of the Breakfast-Table / Gerard Manley Hopkins Binsey-Pappeln / Antonio Machado Auf eine dürre Ulme / Marnix Gijsen Der Baum des Guten und des Bösen / Oskar Loerke Die ehrwürdigen Bäume. Die Geister (1), Abendmahlzeit unter Bäumen, Birken / Eliza Orzeszkowa Der alte Ahorn / Paul Valéry Palme / Vance Palmer Der Baumstrunk / Robert Frost Rast im Winterwald / Kunikida Doppo Die Musashi-Ebene / Peter Hille Waldstimme / Theodor Däubler Die Fichte, Die Buche / Robert Burton [Liebende Bäume]. Aus The Anatomy of Melancholy / Wakayama Bokusui Bäume, Tanka / Henry Vaughan Das Holz / Robert Walser Der Wald / Konrad Weiß Der Baum / Adalbert Stifter Der Waldbrunnen / Hans Christian Andersen Der Tannenbaum.
- Friedrich Schiller: Gedichte und Prosa. Auswahl und Nachwort von Emil Staiger. Inhalt: Gedichte / Theoretische Schriften: Über den Grund des Vergnügens an tragischen Gegenständen, Über die tragische Kunst, Vom Erhabenen, Über das Pathetische, Über Anmut und Würde, Über die ästhetische Erziehung des Menschen in einer Reihe von Briefen, Über naive und sentimentalische Dichtung.

### 1985
- Tania Blixen: Letzte Erzählungen. Aus dem Englischen übersetzt von Wolfheinrich von der Mülbe, Barbara Henninges und W. E. Süskind. Nachwort von Eckart Kleßmann. Inhalt: Die erste Erzählung des Kardinals / Der Mantel / Nächtliche Wanderung / Von verborgenen Gedanken und vom Himmel / Zwei alte Herren erzählen sich Geschichten / Die dritte Erzählung des Kardinals / Die leere Seite / Die Karyatiden / Widerhall / Eine Geschichte vom Lande / Saison in Kopenhagen / Nächtliches Gespräch in Kopenhagen.
- Stephen Crane: Meistererzählungen. Aus dem Amerikanischen übersetzt und mit einem Nachwort von Fritz Güttinger. Inhalt: Seine neuen Fäustlinge / Homer Phelps / Georgs Mutter / Ein Versuch mit dem Elend / Das offene Boot / Der Sheriff bringt seine Frau mit / Das blaue Hotel / Das Scheusal / Das rote Tapferkeitsabzeichen.
- Alphonse Daudet: Numa Roumestan. Roman. Aus dem Französischen übersetzt von Guido Meister. Nachwort von Gerda Zeltner.
- William Henry Davies: Supertramp. Autobiographie eines Vagabunden. Mit einem Vorwort von George Bernard Shaw. Aus dem Englischen übersetzt von Ursula von Wiese. Nachwort von Horst Meller.
- Fjodor M. Dostojewskij: Schuld und Sühne. Roman. Aus dem Russischen übersetzt von Werner Bergengruen. Nachwort von Ulrich Busch. Corona-Reihe. Mit 24 Zeichnungen von P. M. Boklewskij.
- Die ersten Bände der Manesse Bibliothek. 3 Bände in Kassette. Inhalt: Goethe im Gespräch / Alexej K. Tolstoi Fürst Serebriany / Herman Melville Moby Dick.
- Oliver Goldsmith: Der Pfarrer von Wakefield. Roman. Aus dem Englischen übersetzt von Andreas Ritter. Nachwort von David Wells. Mit 10 Illustrationen von Tony Johannot.
- Georg Friedrich Händel. In Briefen, Selbstzeugnissen und zeitgenössischen Dokumenten. Herausgegeben von Dieter Schickling. Mit 26 Illustrationen.
- Fritz Alexander Kauffmann: Leonhard. Chronik einer Kindheit. Mit einem Nachwort von Joachim Moras. Corona-Reihe.
- Wladimir Korolenko: Die Geschichte meines Zeitgenossen. Aus dem Russischen übersetzt von Rosa Luxemburg. Nachworte von Rosa Luxemburg und Heinrich Riggenbach.
- Michelangelo: Lebensberichte, Briefe, Gespräche, Gedichte. Herausgegeben und übersetzt von Hannelise Hinderberger. Revision der Briefe von Sabine Schneider. Mit 20 Illustrationen.
- Christian Morgenstern: Sämtliche Galgenlieder. Mit einem Nachwort von Leonard Forster und einer editorischen Notiz von Jens Jessen.
- Schweizer Erzähler. Auswahl von Federico Hindermann. Nachwort von Karl Fehr. Inhalt: Jeremias Gotthelf Elsi, die seltsame Magd / Gottfried Keller Romeo und Julia auf dem Dorfe / Conrad Ferdinand Meyer Das Leiden eines Knaben / Carl Spitteler Das Bombardement von Åbo / Jakob Bosshart Altwinkel / Heinrich Federer Das letzte Stündlein des Papstes Innocenz des Dritten / Robert Walser Kleist in Thun / Regina Ullmann Der ehrliche Dieb / Cécile Lauber Das schreckliche Kalb / Meinrad Inglin Die Furggel / Traugott Vogel Der Erbteil / Albin Zollinger Die Russenpferde / Rudolf Jakob Humm Das Schneckenhaus / Kurt Guggenheim Nachher / Rudolf Graber Die Geschichte von der Schülerversicherung / Ludwig Hohl Drei alte Weiber in einem Bergdorf.

### 1986
- Angelus Silesius: Cherubinischer Wandersmann. Herausgegeben von Louise Gnädinger. Mit 53 Emblemen.
- Tania Blixen: Afrika – dunkel lockende Welt. Aus dem Englischen übersetzt von Rudolf von Scholtz. Nachwort von Jürg Glauser.
- Historie von Doktor Johann Faust. Herausgegeben und übersetzt von Max Wehrli.
- Ricarda Huch: Briefe an die Freunde. Herausgegeben von Marie Baum. Nachwort von Jens Jessen.
- Victor Hugo: Der Glöckner von Notre-Dame. Roman. Aus dem Französischen übersetzt und mit einem Nachwort von Hugo Meier. Corona-Reihe. Mit 51 zeitgenössischen Illustrationen.
- Ilja Ilf / Jewgenij Petrow: Das Goldene Kalb. Ein Millionär in Sowjetrußland. Roman. Aus dem Russischen übersetzt von Wera Rathfelder und Pia Todorović. Nachwort von Jochen-Ulrich Peters.
- Phantastische Geschichten aus dem alten Rußland. Aus dem Russischen übersetzt von Gundula Bahro. Auswahl und Nachwort von Horst Heidtmann. Inhalt: Nikolai M. Karamsin Der Paradiesvogel / Antoni Pogorelski Die Mohnkuchenfrau von Lafertowo / Alexander S. Puschkin Der Sargmacher / Alexander Bestuschew-Marlinski Die unheimliche Wahrsagung / Nikolai Gogol Der verhexte Platz / Wladimir F. Odejewski Das Städtchen in der Tabatiere, Das Gespenst / Michail J. Lermontow Schtoss / Iwan S. Turgenjew Der Hund / Fjodor M. Dostojewski Das Krokodil / Michail Saltykow-Schtschedrin Die Spieldose / Anton P. Tschechow Eine schreckliche Nacht / Dimitri S. Mereschkowski Der heilige Satyr / Waleri Brjussow Im Spiegel, Die Republik des Südkreuzes / Alexej M. Remisow Sanofa / Michail Kusmin Aus den Briefen der Jungfer Claire Valmont an Rosalie Tütelmeier / Alexej N. Tolstoi Terenti Generalow.
- Henryk Sienkiewicz: Meistererzählungen. Aus dem Polnischen übersetzt und mit einem Nachwort von Veronika Körner. Inhalt: Der Prophet gilt nichts in seinem Vaterlande / Kohleskizzen oder ein Epos mit dem Titel Was in Schafskopf geschah / Aus den Erinnerungen eines Posener Hauslehrers / Janko der Musikant / Der Leuchtturmwärter / Seefahrerlegende / Die Dritte / An der Quelle / Der Organist von Ponickla / Sei gepriesen! Eine indische Legende / Folgen wir ihm nach / Schriftstellerinnen. Eine Humoreske über Kinder – doch nicht für Kinder.
- Stijn Streuvels: Der Flachsacker. Roman. Aus dem Flämischen übersetzt von Anna Valeton. Nachwort von Adelbrecht van der Zanden.
- Vögel in der Weltliteratur. Anthologie. Herausgegeben von Federico Hindermann. Mit 16 Farbtafeln von John James Audubon und 38 Holzstichen von Thomas Bewick. Inhalt: Walter Muschg Weltreich der Vögel / John Keats Ode an eine Nachtigall / Emilio Cecchi Spatzen / Wilhelm Lehmann Stare, Unaufhörlich / Alfred de Musset Die Geschichte einer weißen Amsel / [Mandarinenten] Tanka und Haiku / James Russell Lowell Meine Gartenbekanntschaften / Gabriela Mistral Alondras, Lerchen / Pentti Haanpää Eine Kranichgeschichte / Karl Wilhelm Ramler Nänie auf den Tod einer Wachtel / Giovanni Boccaccio Falken-Novelle / Gerard Manley Hopkins Der Turmfalke, Die Lerche im Käfig / Iwan Turgenjew Der Spatz, Die Tauben, Die Drossel (l), Die Drossel (2), Ohne Nest / José Juan Tablada Der Papagei / Robert Musil Die Amsel / Stéphane Mallarmé Sonett / Charles Baudelaire Der Albatros / William Butler Yeats Leda und der Schwan / Robert Walser Liebe kleine Schwalbe / William Cullen Bryant An einen Wasservogel / Michael Bruce An den Kuckuck / Ventura García Calderón Die Rache des Kondors / Bao Zhao Die tanzenden Kraniche / Rainer Maria Rilke Die Flamingos / Marie von Ebner-Eschenbach Der Fink / Walter Muschg Arie / William Henry Hudson Raben in Somerset, Eulen in einem Dorf / Minamoto Takakuni Wie ein Falkenjäger aus dem Westen der Hauptstadt nach einem Traum der Welt entsagte / Percy Bysshe Shelley An eine Lerche / Katō Chikage Über das Thema: Bei einem Haus am Fluß dem Kuckuck lauschen / Johann Wolfgang Goethe Der Adler und die Taube / Gaius Valerius Catullus Totenklage um Lesbias Sperling / David Herbert Lawrence Winterlicher Pfau / Giacomo Leopardi Der einsame Vogel, Christina Georgina Rossetti Vögel des Paradieses / Albin Zollinger Albatros / Guy de Maupassant Liebe / Walt Whitman An den Fregattvogel / Luigi Pirandello Der Rabe von Mizzaro / Ossip Mandelstam Der Stieglitz / Mi Heng Der Papagei / Matthew Arnold Philomela / Hermann Löns Die Rohrsänger, Der Feldsperling / William Henry Davies Der Eisvogel / Jules Renard Enten, Das Perlhuhn, Der Pfau, Der Schwan, Die Rebhühner / Nikolaj Sabolozkij Die Schwalbe / Gertrud Kolmar Die Reiher / Katherine Mansfield Der Kanarienvogel / Jacques Prévert Wie man einen Vogel malt / Eugenio Montale Der Flug des Sperbers / Hans Jakob Christoffel von Grimmelshausen Nachtlied des Einsiedlers / John Burroughs Dichter und Vögel / Oskar Loerke Sonnwendlied der Vögel, Die Vogelstraßen.

### 1987
- Anne Brontë: Agnes Grey. Roman. Aus dem Englischen übersetzt und mit einem Nachwort von Sabine Kipp.
- Deutsche Aphorismen aus drei Jahrhunderten. Auswahl von Federico Hindermann und Bernhard Heinser. Inhalt: Aphorismen von Lichtenberg, Goethe, Klinger, Seume, Jean Paul, Novalis, Schlegel, Schopenhauer, Feuchtersleben, Auerbach, Ebner-Eschenbach, Raabe, Nietzsche, Simmel, Schnitzler, Friedländer, Morgenstern, Polgar, Hofmannsthal, Kraus, Friedell, Radbruch, R. A. Schröder, Haecker, Musil, H. A. Moser, Kafka, Brock, Tucholsky, C. J. Burckhardt, L. Strauß, Doderer, Rychner, F. G. Jünger, Tschopp, Kudszus, Adorno, Hohl, Eisenreich.
- Die Edda. Götter- und Heldenlieder der Germanen. Aus dem Altnordischen übersetzt, mit Anmerkungen und einem Nachwort von Arthur Häny.
- Henry Fielding: Die Abenteuer des Joseph Andrews und seines Freundes Mr. Abraham Adams. Roman. Aus dem Englischen übersetzt und mit einem Nachwort von Ilse Leisi. Mit 12 zeitgenössischen Illustrationen.
- Theodor Fontane: Autobiographische Schriften. Meine Kinderjahre / Von Zwanzig bis Dreißig / Kriegsgefangen. Mit einem Nachwort von Martin Meyer. Corona-Reihe.
- Rudyard Kipling: Meistererzählungen. Aus dem Englischen übersetzt von Sylvia Botheroyd, Monika Kind, Sabine Kipp, Ilse Leisi und Irma Wehrli. Nachwort von Andreas Fischer. Inhalt: Falscher Morgenschimmer / Nacht-Wach-Uhren / Der Andere / Im Hause Suddhoos / Das Kettenbruch-Handicap jenseits der Grenzen / Bankschwindel / Tods’ ergänzende Abänderung / Das Schwein / Mündlicher Bescheid / Dungaras Gericht / Wenn die Flut kommt / Die Geisterrikscha / Wie das Kamel zu seinem Höcker kam / Das Elefantenkind / Wie der erste Brief geschrieben wurde / Die Katze, die ihre eigenen Wege ging / Der Schmetterling, der aufstampfte / Sie / Der freundliche Bach / Das Auge Allahs / Der Gärtner.
- Conrad Ferdinand Meyer: Meistererzählungen. Mit einem Nachwort und einem Anhang von Angelika Maass. Inhalt: Das Amulett / Der Schuß von der Kanzel / Plautus im Nonnenkloster / Gustav Adolfs Page / Das Leiden eines Knaben / Die Hochzeit des Mönchs.
- Palladius: Historia Lausiaca. Die frühen Heiligen in der Wüste. Herausgegeben und aus dem Griechischen übersetzt von Jacques Laager. Mit 6 Farbtafeln.
- August Strindberg: Meistererzählungen. Aus dem Schwedischen übersetzt und mit einem Nachwort von Helen Oplatka-Steinlin. Inhalt: Richtfest / Paul und Peter / Wie es kommen mußte! / Ein Puppenheim / Herbst / Das ist nicht genug! / In Mittsommerzeiten / Als die Baumschwalbe in den Kreuzdorn kam / Der Triumphator und der Narr / Blauflügelchen findet den Goldpuder / Heiterbucht und Schmachsund.
- Weihnachten. Prosa aus der Weltliteratur. Auswahl von Bernhard Heinser. Mit 10 Farbtafeln. Inhalt: Aus der Bibel / Adalbert Stifter Weihnacht / Hugh Walpole Der Zauberkünstler / Theodor Storm Unter dem Tannenbaum / Guido Gozzano Eine Weihnacht in Ceylon / Benito Pérez Galdós Der Ochse und der Esel / Maxim Gorki Heiligabend / Selma Lagerlöf Die Heilige Nacht / Jeremias Gotthelf Merkwürdige Reden, gehört zu Krebsligen zwischen zwölf und ein Uhr in der Heiligen Nacht / Hans Christian Andersen Der Tannenbaum / Wladimir Korolenko Der Traum Makars / Robert Walser Eine Weihnachtsgeschichte, Weihnachtsgeschichte, Zwei Weihnachtsaufsätzchen / Guy de Maupassant Heilige Nacht / Fjodor M. Dostojewskij Der Knabe am Weihnachtsabend beim Herrn Jesu / Wolfgang Borchert Die drei dunklen Könige / Gustavo Adolfo Bécquer Meister Pérez, der Organist / Heinrich Böll Krippenfeier / Nathaniel Hawthorne Das Weihnachtsmahl / Felix Timmermans Das Triptychon von den Heiligen Drei Königen / Carlo Dossi Das Weihnachtsfest / Anton Tschechow Wanka / Alain Vier ‹Propos› / Edzard Schaper Das Christkind aus den großen Wäldern / Mary Eleanor Wilkins Freeman Weihnachts-Jenny / Alphonse Daudet Die drei stillen Messen / Kate Chopin Madame Martels Weihnachtsabend / Jules Supervielle Der Ochs und der Esel im Stall zu Bethlehem, Die Flucht nach Ägypten.

### 1988
- Apokryphen zum Alten und Neuen Testament. Herausgegeben, eingeleitet und erläutert von Alfred Schindler. Mit 20 Handzeichnungen von Rembrandt. Inhalt: Die Bücher der Makkabäer (Das erste Buch der Makkabäer, Das zweite Buch der Makkabäer, Das vierte Buch der Makkabäer) / Das Buch Judith / Das Buch Tobias / Die Zusätze zu Daniel / Der Aristeasbrief / Martyrium und Himmelfahrt des Jesaja / Worte Jesu, die nicht in den Evangelien stehen / Das Protevangelium des Jakobus / Das Kindheitsevangelium des Thomas / Das Pseudo-Matthäus-Evangelium / Das Petrus-Evangelium / Das Nikodemus-Evangelium / Legenden über Christusbilder / Der Briefwechsel zwischen Paulus und Seneca / Die Petrus-Akten / Die Paulus-Akten / Der Heimgang der seligen Maria / Die Petrus-Apokalypse.
- Kenneth Grahame: Das Goldene Zeitalter / Traumtage. Aus dem Englischen übersetzt und mit einem Nachwort von Meret Ehrenzeller.
- Thomas Hardy: Meistererzählungen. Aus dem Englischen übersetzt und mit einem Nachwort von Rainer Zerbst. Inhalt: Die drei Fremden / Auf Dienstfahrt im Westen / Was der Schäfer sah / Zwei aus einer Stadt / Barbara im Hause Grebe / Ein ganz anderer Mensch / Lady Penelope / Der verdorrte Arm / Eine Frau mit Phantasie / Eine Anekdote aus dem Jahre 1804 / Das kaltgewordene Mahl.
- Hartmann von Aue: Iwein. Zweisprachige Ausgabe. Aus dem Mittelhochdeutschen übersetzt, mit Anmerkungen und einem Nachwort von Max Wehrli. Mit 10 Abbildungen in Farbe der Iwein-Fresken auf Burg Rodenegg.
- Inseln in der Weltliteratur. Anthologie. Herausgegeben von Anne Marie Fröhlich. Nachwort von Federico Hindermann. Mit 26 Illustrationen. Inhalt: Stéphane Mallarmé Seebrise / Jean Grenier Die Borromäischen Inseln / David Herbert Lawrence Der Mann, der Inseln liebte / Jean-Jacques Rousseau Fünfter Spaziergang / Robert Walser Die Insel / Joseph von Eichendorff Die Brautfahrt / Edgar Allan Poe Die Feeninseln / Jules Supervielle Das Kind vom hohen Meer / Albin Zollinger Die Zimmetinseln / Valery Larbaud Die große Zeit / Jean Grenier Die Osterinsel / Gottfried Benn Osterinsel / William Cowper Ein Gedicht, das Alexander Selkirk während seines einsamen Aufenthalts auf der Insel Juan Fernandez verfaßt haben könnte / Karel und Josef Čapek Die Insel / Adelbert von Chamisso Die Insel Salas y Gomez / Herman Melville Die Hood-Insel und der Eremit Oberlus, Die seligen Inseln / Henryk Sienkiewicz Der Leuchtturmwärter / Andrew Marvell Bermudas / Robert Louis Stevenson Die Insel der Stimmen / Marco Polo Die Insel Klein-Java, Die Männer-Insel und die Frauen-Insel, Die Insel Scotra / Gottfried Benn Palau / Shichirō Fukazawa Nanking-Bübchen / Francis Bacon Reise und Landung. Eine Insel im Stillen Ozean / Stefan George Der Herr der Insel / Herbert George Wells Die Äpyornis-Insel / William Butler Yeats Die See-Insel von Innisfree / Alfred Lord Tennyson Maeldunes Seefahrt / Michail Prischwin Die rettende Insel / Oskar Loerke Die Erschaffung der Insel / Corrado Alvaro Das sagenumwobene Inselreich / Friedrich Hölderlin Der Archipelagus / Jan Neruda Der Vampir / Charles Baudelaire Eine Reise nach Cythera / Thomas Morus Die Lage der Insel Utopia / Guido Gozzano Die schönste ....
- Thomas Mofolo: Chaka Zulu. Roman. Aus dem Sesotho übersetzt, mit Anmerkungen und einem Nachwort von Peter Sulzer.
- Robert Neumann: Meisterparodien. Ausgewählt und mit einem Nachwort von Jens Jessen. Inhalt: Parodien nach Beckett / Benn / Böll / Brecht / Broch / Brod / Bronnen / Camus / Courths-Mahler / Däubler / Döblin / Eckermann / Edschmid / Ehrenburg / Eich / Freud / Frisch / Galsworthy / George / Gide / Hamsun / Harden / Heidegger / Hemingway / Hermlin / Hesse / Hofmannsthal / James / Jünger / Kafka / Kaiser / Kant / Kästner / Keyserling / Kirst / Knittel / Koeppen / Koestler / Kraus / Lasker-Schüler / Lernet-Holenia / Mailer / H. Mann / T. Mann / Marlitt / du Maurier / Mehring / Meyrink / Moravia / Münchhausen / Nietzsche / O’Neill / Osborne / Plato / Plivier / Priestley / Remarque / Rilke / Sartre / Seghers / Shakespeare / Spengler / Sternheim / Steinbeck / Sudermann / Tagore / Toller / Wassermann / Werfel / Wiechert / V. Woolf / Zuckmayer / A. Zweig.
- Michail Prischwin: Meistererzählungen. Aus dem Russischen übersetzt und mit einem Nachwort von Ilma Rakusa. Inhalt: Das Tier von Krutojar / Der Friedhof der Vögel / Der Schwarze Araber / Zum Fröhlichen Tamburin / Phacelia.
- Stefan Żeromski: In Schutt und Asche. Roman. Aus dem Polnischen übersetzt und mit einem Nachwort von Ellen-Alexa Schwarz. Corona-Reihe.

### 1989
- Waldemar Bonsels: Indienfahrt. Mit einem Nachwort von Vridhagiri Ganeshan.
- Charlotte Brontë: Shirley. Roman. Aus dem Englischen übersetzt von Andrea Ott. Nachwort von Olaf Grunert.
- Deutsche Mystik. Hildegard von Bingen, Mechthild von Magdeburg, Meister Eckhart, Johannes Tauler, Rulman Merswin, Heinrich von Nördlingen, Margareta Ebner, Heinrich Seuse, Christine Ebner. Ausgewählt, übersetzt und eingeleitet von Louise Gnädinger. Mit 15 farbigen Miniaturen aus einer Brüsseler Prachthandschrift des frühen 15. Jahrhunderts.
- Theodor Fontane: Frau Jenny Treibel. Roman. Mit einem Nachwort von Alexander von Bormann.
- Alexander Herzen: Kindheit, Jugend und Verbannung. Aus dem Russischen übersetzt von Hertha von Schulz, Nachwort von Ulrich Busch.
- Alexander Kuprin: Meistererzählungen. Aus dem Russischen übersetzt von Eveline Passet. Mit einem Nachwort von Ilma Rakusa. Inhalt: Der Moloch / Das Nachtlager / Die Jüdin / Die Kränkung / Die mechanische Rechtspflege / Das Granatarmband / Der schwarze Blitz / Der Stern Salomos.
- Kálmán Mikszáth: Die Geschichte des jungen Noszty mit der Mari Tóth. Roman. Aus dem Ungarischen übersetzt und mit einem Nachwort von Andreas Oplatka. Corona-Reihe.
- Thomas Love Peacock: Nachtmahr-Abtei (Nightmare Abbey). Aus dem Englischen übersetzt von Matthias Müller. Nachwort von Werner Morlang.
- Winter. Texte aus der Weltliteratur. Herausgegeben von Anne Marie Fröhlich. Mit 21 Illustrationen. Inhalt: Robert Walser Die kleine Schneelandschaft / Thomas Campion Winternächte / Burkhart von Hohenfels Wir wollen den Winter / Barthold Heinrich Brockes Winter-Vergnügen im Zimmer / Conrad Aiken Leiser Schnee, heimlicher Schnee / Albin Zollinger Schneedunkel / Vladimir Nabokov Schnee / Xavier Villaurrutia Sehnsucht nach dem Schnee / Juan Davalos Der weiße Wind der Anden / Alexander Puschkin Der Schneesturm / Galaktion Tabidse Schnee / Jaroslav Vrchlický Schnee / Konstantin Paustowskij Schnee / Emilio Cecchi Winter / Agrippa d’Aubigné Der Winter des Herrn von Aubigné / Pentti Haanpää Die Hofalte / Robert Frost Eines alten Mannes Winternacht / Yvan Goll Schnee-Masken / Jan Neruda Wintermotiv / Pierre Reverdy Zähes Leben / Matthias Claudius Ein Lied, hinterm Ofen zu singen / Hans Albrecht Moser Der Tote / Thomas H. Raddall Das Hochzeitsgeschenk / Meinrad Inglin Unverhofftes Tauwetter / Anonym [Das Schneekind] / Nathaniel Hawthorne Das Schneekind / Albin Zollinger Wintergewitter / Antoine Gérard de Saint-Amant Der Winter in den Alpen / Alexander Puschkin Die Lawine / Paolo Monelli Die Lawine / Adalbert Stifter Bergkristall / Kazimierz Tetmajer Von der Tatra / Guy de Maupassant Das Berghaus / Ernest Hemingway Schnee überm Land / Ödön von Horváth Winter sportlegendchen / Liu Zongyuan Fluß im Schnee / Fan Chengda Winterlandschaft / Pierre-Charles Roy Über Kristall so dünn / Hans Christian Andersen Der Schneemann / Alfred de Vigny Der Schnee / Oskar Loerke Winterstille / Gottfried Keller Winternacht / Théophile Gautier Winterphantasie / Julius Zeyer Florenz im Schnee / William Blake An den Winter / Henri Michaux Eisberge / Karel Čapek Die Fußspur / James Russell Lowell Ein Wort zu Ehren des Winters.

### 1990
- Anne Brontë: Die Herrin von Wildfell Hall. Roman. Aus dem Englischen übersetzt von Sabine Kipp. Nachwort von David Wells.
- Edmond und Jules de Goncourt: Madame Gervaisais. Roman. Aus dem Französischen übersetzt und mit einem Nachwort von Hugo Meier.
- Legenden des 19. und 20. Jahrhunderts. Auswahl und Nachwort von René Strasser. Mit 16 Illustrationen. Inhalt: Alexej Remisow Der Stein des Bundes / Nikolaj Lesskow Die Legende vom gewissenhaften Daniel / Marguerite Yourcenar Unsere Liebe Frau mit den Schwalben / Louis Pergaud Das Wunder des heiligen Hubertus / Leo Tolstoi Die drei Greise / Marie Luise Kaschnitz Der Mönch Benda / Alexej Remisow Christi Geburt / Selma Lagerlöf Das Schweißtuch der heiligen Veronika / Riccardo Bacchelli Die Legende vom Heiligenschein / Anatole France Der Gaukler Unserer Lieben Frau / Jules Supervielle Antonius aus der Wüste / Heinrich von Kleist Die heilige Cäcilie oder Die Gewalt der Musik / Honoré de Balzac Christus in Flandern / Nikolaj Lesskow Die schöne Asa / Gustavo Arnoldo Bécquer Der goldene Armreif / Selma Lagerlöf Der Fischerring / Gertrud von le Fort Die Tochter Jephtase / Heinrich Federer Das letzte Stündlein des Papstes / Gustave Flaubert Die Legende von Sankt Julian dem Gastfreien / Reinhold Schneider Die himmlischen Wohnungen.
- Louis-Sébastien Mercier: Tableau de Paris. Bilder aus dem vorrevolutionären Paris. Auswahl, Übertragung aus dem Französischen, Anmerkungen und Nachwort von Wolfgang Tschöke. Mit 13 Kupferstichen von Balthasar Anton Dunker.
- Alexej F. Pisemski: Im Strudel. Roman. Aus dem Russischen übersetzt von Eveline Passet. Nachwort von Peter Thiergen.
- August von Platen: Tagebücher. Auswahl und Nachwort von Rüdiger Görner.
- George Santayana: Der letzte Puritaner. Erinnerungen in Form eines Romans. Aus dem Amerikanischen übersetzt von Luise Laporte und Gertrud Grote. Nachwort von Iso Camartin. Corona-Reihe.
- Carl Spitteler: Meistererzählungen. Nachwort von Werner Stauffacher. Inhalt: Conrad, der Leutnant / Imago / Der Salutist / Das Bombardement von Åbo / Xaver Z’Gilgen / Ei Ole / Friedli der Kolderi.
- Tschechische Erzähler des 19. und 20. Jahrhunderts. Auswahl, Übertragung aus dem Tschechischen, Nachwort und Anmerkungen von Peter Sacher. Inhalt: Karel Hymek Mácha Die Rückkehr / Karolina Světlá Briefe über die Erziehung / Božena Němcová Aus Neumark / Karel Havlíček Borovský Unsere Politik / Jan Neruda Bilder aus dem Polizeileben / Karel Václav Rais Aus den Erinnerungen eines Haarhändlers / Karel Klostermann Der Schneesturm / Zikmund Winter Dies irae / Julius Zeyer Inultus / Jaroslav Durych Walditz / Alois Jirásek Eine Ballade aus dem Rokoko / Arne Novák Das Volk der künftig Kommenden / Svatopluk Čech Die wahre Reise des Herrn Brouček zum Mond / František Xaver Šalda Die Warnung eines Meisters / Ignát Herrmann Der alte Schwede Václav / Jiří Haussmann Die bedrohte Menschheit / Jakub Arbes Die Elegie der schwarzen Augen / Karel Matěj Čapek-Chod Ein Beethoven-Abend / Josef Svatopluk Machar Ich las Dostojewskijs ‹Schuld und Sühne› / Fráňa Šrámek Das Leben / Otokar Březina Der Glanz der Freiheit /Jaroslav Hašek Die Seele Jaroslav Hašeks erzählt / Richard Weiner Die Erneuerung / Ladislav Klíma Wie wird es nach dem Tode sein / Jakub Deml Die Adler / Karel Čapek Der verlorene Weg.

### 1991
- Thomas Carlyle: Sartor Resartus. Leben und Meinungen des Herrn Teufelsdröckh. Aus dem Englischen übersetzt, mit Anmerkungen und einem Nachwort von Peter Staengle.
- Engel. Texte aus der Weltliteratur. Herausgegeben von Anne Marie Fröhlich. Mit 26 Illustrationen. Inhalt: Conrad Ferdinand Meyer Ja / Johann Wolfgang Goethe Gesang der Erzengel / Jules Supervielle Tobias, Vater und Sohn / Rainer Maria Rilke Jeder Engel ist schrecklich / Giovanni Boccaccio Der Bruder Cipolla verspricht einigen Bauern, ihnen eine Feder des Erzengels Gabriel zu zeigen / Alexej Remisow Der Engel der Verkündung / Jean Cocteau Der Engel Gabriel im Dorf / Petrus Abaelardus Zu Mariä Verkündigung / Rainer Maria Rilke Argwohn Josephs / Leonard Wibberley Die Zeit, in der die Schafe lammen / Leonid Andrejew Das Engelchen / Cécile Ines Loos Der Weihnachtsengel / Walter de la Mare Toms Engel / Albin Zollinger Der Brotträger / Muriel Spark Der Seraph und der Sambesi / Jacobus de Voragine Von Sankt Michael dem Erzengel / Anonym, 10. Jahrhundert Hymne zum Michaelsfest / Ferdinand Gregorovius Der Erzengel auf dem Berge Garganus / Guy de Maupassant Die Legende von Le Mont Saint-Michel / Stephen Vincent Benét Der Teufel und Daniel Webster / Johann Klaj Des Luzifers Soldaten / Clarín (Leopoldo Alas) Die unselige Nacht für den Teufel / Christina Rossetti O Luzifer, du Sohn des Morgens! / Al-Qazwînî Die Bewohner der Himmelssphären: Die Engel / Edgar Allan Poe Israfil / Charles Lamb Das Engelskind / Almeida Garrett Der Engel und die Prinzessin / Jean Paul Der Tod eines Engels / Annette von Droste-Hülshoff Der Todesengel / Micha Josef bin Gorion Der Vogel Milcham / Georg Trakl Amen / Jizchak Lejb Perez Bontsche Schweig / Michail Lermontow Der Engel / Enrico Morovich Der Engel / Joseph von Eichendorff Von Engeln und von Bengeln / William Blake Der Engel / Gaspara Stampa Nie hab’ ich, heil’ge Engel, euch beneidet / Victor Hugo Erscheinung / Francis Jammes Mein Engel, der mich schützt, den ich verließ / Robert Walser Der Engel / Heinrich von Kleist Der Engel am Grabe des Herrn / Alexej Remisow Der Engel der Verdammnis, Der Engel – Hüter der Qual / John Henry Newman Warten auf den Morgen / Martin Buber Der Engel und die Weltherrschaft / Julia Hartwig Von Engeln in einem dafür scheinbar ungeeigneten Augenblick / Nicola Lisi Über dem Neuen Thebais, Engel und Einsiedler / Clemens Brentano An den Engel in der Wüste / Walerij Jakowlewitsch Brjusow Engel des seligen Schweigens / Angelus Silesius Wer mit den Engeln singen kann, Der Cherubin schaut nur auf Gott, Des Gottverliebten Wunsch / Nikolaj Lesskow Der versiegelte Engel / Rafael Alberti Der unbekannte Engel / Bernard Malamud Ein Engel namens Levine / Czesław Miłosz Von Engeln.
- Italienische Erzähler. Vom Novellino bis Gozzi. Herausgegeben von Federico Hindermann. Inhalt: Aus dem Novellino Von einem griechischen Weisen, Von einem jungen Königssohn, Schall und Rauch, Drei Meister der Schwarzkunst, Der Kaiser und sein Falke, Der Kaiser und die zwei Weisen, Der müde Erzähler, Der Magen und das Bistum, Drei auf einer Bank, Königliche Antwort, Von einem Arzt aus Toulouse, Ein Pferd verlangt Gerechtigkeit, Die gute Witwe, Tristan und Isolde, Die drei Ringe, Liebesgram, Ein Spielmann ohne Ende, Eine schöne Liebesgeschichte / Giovanni Boccaccio: Aus dem Decamerone Ser Ciappelletto, Die drei Ringe, Andreuccio von Perugia, Agilulf, Lisabetta von Messina, Nastagio degli Onesti, Federigo degli Alberighi, Der Koch Chichibio, Calandrino und der Heliotrop, Griseldis / Ser Giovanni Fiorentino: Aus dem Pecorone Ein gelehriger Schüler / Franco Sacchetti: Aus den Trecentonovelle Das Vermächtnis, Gonnellas Heimkehr, Die Casentiner Gesandten, Giotto und das Schwein, Dante, der Schmied und der Ritter, Die Bohne im Ohr, Der Bauer und der Sperber, Mißverhältnis / Gentile Sermini: Aus den Novelle Ser Pace / Masuccio Salernitano: Aus dem Novellino Liebe ist stark wie der Tod / Unbekannter Verfasser Der dicke Tischler / Aus den Aussprüchen und Fazetien des Pfarrers Arlotto Am Feuer, Rechtzeitig / Niccolò Machiavelli Belfagor / Matteo Bandello: Aus den Novelle Eine andere Lucretia, Das bezauberte Bildnis, Die Herzogin von Amalfi, Eine Dame wird zu Grabe getragen, und ein Affe zieht die Kleider der Dame an, welche diese während ihrer Krankheit getragen hat, und jagt alle Bewohner in die Flucht / Luigi da Porto Romeo und Julia / Gianfrancesco Straparola: Aus den Piacevoli Notti Das Gottesurteil, Das Mädchen im Schrein / Agnolo Firenzuola Bruder Cherubino überredet eine Witwe, Niccolòs Fährlichkeiten / Giovanni Battista Giraldi Cintio: Aus den Ecatommiti Der Mohr von Venedig, Maß für Maß / Anton Francesco Doni Geschichte von den Buckligen, in der gezeigt wird, daß einer, der gerne betrügt, sich nicht beklagen darf, wenn er am Ende der Betrogene ist / Giovan Battista Basile: Aus dem Cunto de li Cunti (Pentamerone) Vardiello, Petrosinella, Belluccia / Girolamo Brusoni: Aus den Curiosissune Novelle Amorose Das kindliche Liebespaar / Gasparo Gozzi Kunstkenner, Die vertauschten Frauen / Carlo Gozzi Wie Battista Moscione sich rächte.
- Italienische Erzähler. Von Boito bis Parise. Herausgegeben und mit einem Nachwort von Federico Hindermann. Inhalt: Camillo Boito Weihnachtsabend / Giovanni Verga Cavalleria Rusticana, Die Wölfin, Die Habe, Gramignas Geliebte / Giovanni Faldella Carluccio / Giuseppe Giacosa Ein seltsamer Bergführer / Carlo Dossi Die Englischlehrerin / Emilio de Marchi Giampietro und Giampaolo / Salvatore Di Giacomo Assunta Spina / Italo Svevo Feuriger Wein / Gabriele d’Annunzio Die Totenwache / Luigi Pirandello Den Tod im Nacken, Angst vor dem Glück, Geranie am Abend, Der Tonkrug, Feder / Grazia Deledda Der Mufflon / Massimo Bontempelli Frau in der Sonne oder Der bürgerliche Spaziergang / Federigo Tozzi Die Uhren / Emilio Cecchi Die Marmelade / Aldo Palazzeschi Der dunkle Punkt / Riccardo Bacchelli Die beiden Violinen / Carlo Emilio Gadda Das Feuer in der Via Keplero / Nicola Lisi Die Wasserkuh, Ein Hahn / Corrado Alvaro Das Geld / Anna Banti Arabella / Eugenio Montale Die Fledermaus, Der Schneemann, Schmetterling von Dinard / Giuseppe Marotta Der Kalif Esposito / Alberto Moravia Eine Frau auf dem Kopf, Alles für die Familie / Cesare Pavese Das Kornfeld, Die Langa / Elio Vittorim Name und Tränen / Tommaso Landolfi: Puppentheater Der zerrissene Schmetterling, Der Zahn aus Wachs / Ennio Flaiano Die Steine / Elsa Morante Der Dieb der Totenlichter / Beppe Fenoglio Der Gefangenenaustausch / Italo Calvino Abenteuer eines Lesers / Goffredo Parise Güte, Melancholie, Geduld, Frühling.
- Guy de Maupassant: Mont-Oriol. Roman. Aus dem Französischen übersetzt von Irene Riesen. Nachwort von Urs Bitterli.
- Nizami: Das Alexanderbuch. Iskandername. Aus dem Persischen übersetzt, mit Anmerkungen und einem Nachwort von J. Christoph Bürgel. Mit 14 persischen Miniaturen in Farbe.
- Reise durch die Schweiz. Texte aus der Weltliteratur. Herausgegeben und mit einem Nachwort von Heinz Weder. Mit 30 Illustrationen. Inhalt: Friedrich Schlegel Eintritt in die deutsche Schweiz / Eduard Mörike Am Rheinfall / Ulrich Hegner Die Molkenkur / Ulrich Bräker Herisau – Sankt Gallen – Trogen / Annette von Droste-Hülshoff Der Säntis / Gottfried Keller Eine Nacht auf dem Uto / Friedrich Gottlieb Klopstock Der Zürchersee / Johann Wolfgang Goethe Auf dem See / Friedrich Matthisson Der Abend am Zürchersee / Desző Kosztolányi Omelette à Woburn / Leonhard Meister Gebirge und Täler von Glarus / James Fenimore Cooper Gegend zwischen den Seen von Wallenstadt und Zürich – Weesen – Stadt Wallenstadt und Wallenstadter See – Sargans – Das Schloss – Weg nach Deutschland und Italien – Veränderungen des Laufs des Rheinstroms – Burgruinen – Tiefe Bergschlucht – Das Bad von Pfäfers / William Wordsworth Schwyz / Wilhelm Waiblinger Lied aus Luzern / Leo N. Tolstoi Luzern / Ludwig Uhland Tells Platte / August Strindberg Das Märchen vom Sankt Gotthard / Henry Wadsworth Longfellow Die Teufelsbrücke / Carl Spitteler Mit der Eisenbahn in das Tessin / Piero Bianconi Mergoscia / Johann Gaudenz von Salis-Seewis Elegie an mein Vaterland / Marcel Proust Wahre Gegenwart / Friedrich Nietzsche Sils-Maria / Gottfried Benn Sils-Maria / Alexander Herzen [Zermatt. Monte Rosa] / William Wordsworth Der Simplon / Mark Twain Die Schweiz – Friedhof in Zermatt – Die Heirat auslosen – Bauern als Helden – Aus dem Acker gefallen – Von Sankt Niklaus nach Visp – Gefährliches Reisen – Kinderspiel – Die Kinder des Pfarrers – Eine Wirtstochter – Eine einzigartige Kombination – Chillon – Vergeudetes Mitgefühl – Der Montblanc und seine Nachbarn – Schönheit der Seifenblasen – Eine wahnsinnige Fahrt – Der König der Kutscher – Der Vorteil, sich zu betrinken / Gustave Flaubert [Reisetagebuch: Wallis – Genfersee] / Carlos Fuentes Eine reine Seele / Lord Byron Sonett an den Genfersee / Iwan Bunin Stille / Charles-Ferdinand Ramuz Weinbauern / Albrecht von Haller Die Alpen / William Wordsworth Unterwegs zum Staubbach, in Lauterbrunnen / Robert Walser Kleist in Thun / August von Platen In Rousseaus Stube auf der Petersinsel / Wilhelm Lehmann In Solothurn / Michel de Montaigne Baden / Nikolaj M. Karamsin Baseb / Kurt Schwitters Basel.
- Snorri Sturluson: Prosa-Edda. Altisländische Göttergeschichten. Aus dem Altisländischen übersetzt, mit Anmerkungen und einem Nachwort von Arthur Häny.
- Anthony Trollope: Der Premierminister. Roman. Aus dem Englischen übersetzt von Irma Wehrli. Nachwort von Andreas Seiler. Corona-Reihe.

### 1992
- Ayyuqi: Warqa und Gulschah. Aus dem Persischen übersetzt und mit einem Nachwort von Alexandra Lavizzari. Mit 11 Miniaturen in Farbe.
- Giovanni Boccaccio: Vom Glück und vom Unglück berühmter Männer und Frauen. Auswahl, Übertragung und Nachwort von Werner Pleister. Mit 17 Miniaturen in Farbe.
- Robert Burton: Schwermut der Liebe. Aus dem Englischen übersetzt von Peter Gan. Nachwort von Alice Kohler. Mit 78 Illustrationen.
- Grazia Deledda: Schilf im Wind. Roman. Aus dem Italienischen übersetzt von Bruno Goetz. Nachwort von Federico Hindermann.
- Benjamin Disraeli: Coningsby oder Die neue Generation. Roman. Aus dem Englischen übersetzt von Peter Naujack. Nachwort von Herbert Tauber. Corona-Reihe.
- Thomas Hardy: Die Woodlanders. Roman. Aus dem Englischen übersetzt von Andrea Ott. Nachwort von Alice Reinhard-Stocker.
- Johann Peter Hebel: Biblische Geschichten. Nachwort von Iso Camartin. Mit 25 Kupferstichen von Johann Ammann.
- Thomas Mann: Königliche Hoheit. Roman. Nachwort von Hans Wysling.
- Christoph Martin Wieland: Dschinnistan oder Auserlesene Feen- und Geistermärchen. Mit einem Nachwort von Willy Richard Berger. Mit 12 Kupferstichen der Erstausgabe von 1786.

### 1993
- Johannes Butzbach: Odeporicon. Wanderbüchlein. Aus dem Lateinischen übersetzt und mit einem Nachwort von Andreas Beriger. Mit 15 Illustrationen.
- Deutsche Balladen. Volks- und Kunstballaden, Bänkelsang, Moritaten. Herausgegeben und mit einem Nachwort von Hans Peter Treichler.
- Französische Erzähler. Von Marie de France bis Chateaubriand. Herausgegeben und mit einem Nachwort von Hugo Meier. Inhalt: Marie de France: Aus den Lais Guigemar, Bisclavret, Das Geißblatt. Aus dem Äsop Der Hahn und der Edelstein, Der Hund und das Schattenbild, Die trauernde Witwe, Der Edle, der zur Ader gelassen wurde, Die Frau und der Liebhaber, Der Einsiedler, Der Bauer und der Kobold, Der Greis und der Reiter / Pierre de Saint-Cloud: Aus dem Roman de Renart Reineke und der Hahn Chantecler / Marguerite de Navarre: Aus dem Heptameron Vierte Novelle, Siebzehnte Novelle, Einundsiebzigste Novelle, Zweiundsiebzigste Novelle / François Rabelais: Aus Gargantua und Pantagruel Wie Gargantua auf höchst seltsame Art zur Welt kam, Von Gargantuas Jugendzeit, Wie Gargantua sechs Pilgrime im Salat aß, Von der Kindheit Pantagruels, Wie Panurge den Händler samt den Hammeln im Meer ersaufen ließ / La Fontaine Der geschlagene, aber zufriedene Hahnrei, Der Ehemann als Beichtvater, Von einem Bauern, der seinen Herrn beleidigt hatte / Charles Perrault Riquet der Bauschhaarige / Madame de La Fayette Die Prinzessin von Montpensier / Jean de La Bruyère: Aus den Charakteren Die Gleichgültige, Der Zerstreute, Das Orakel / Fénelon Geschichte einer alten Königin und einer jungen Bäuerin, Reise zur Insel der Vergnügen, Der Waldkauz, Die beiden Füchse, Der Drache und die Füchse, Der Wolf und das junge Schaf / Montesquieu: Aus den Persischen Briefen Rica an Ibben, Usbek an Ibben, Der schwarze Obereunuch an Usbek, Pharan an Usbek, seinen erhabenen Herrn, Usbek an Pharan, Rica an Rhedi, Rica an ***, Der schwarze Obereunuch an Usbek, Rica an Rhedi / Voltaire Jeannot und Colin, Von der Enzyklopädie / Jean-Jacques Rousseau: Aus Émile Furcht. Aus den Bekenntnissen Zwei Jahre auf dem Lande. Aus den Träumereien des einsamen Spaziergängers Neunter Spaziergang / Denis Diderot Die beiden Freunde aus Bourbonne / Marquis de Sade Der bestrafte Kuppler, Die Spröde oder Die unvorhergesehene Begegnung, Augustine de Villeblanche oder Die Liebeslist / Xavier de Maistre Der Aussätzige der Stadt Aosta / François-René de Chateaubriand René.
- Französische Erzähler. Von Alfred de Vigny bis Samuel Beckett. Herausgegeben und mit einem Nachwort von Hugo Meier. Inhalt: Alfred de Vigny Laurette oder Das rote Siegel Gérard de Nerval Sylvie. Erinnerungen an das Valois / Alfred de Musset Die Geschichte einer weißen Amsel / Stendhal Die Truhe und das Gespenst / Honoré de Balzac Madame Firmiani / Prosper Mérimée Matteo Falcone / Gustave Flaubert Ein schlichtes Herz / Auguste de Villiers de L’Isle-Adam Vera / Alphonse Daudet Das Maultier des Papstes, Meister Cornilles Geheimnis / Guy de Maupassant Mein Onkel Jules, Das Modell / Émile Zola Die Heilige Jungfrau der Schuhwichse / Marcel Proust Ein Diner außer Hause / Paul Valéry Kindheit mit Schwänen / Sidonie-Gabrielle Colette Der Mörder, Der Verblendete / Jean Giono Weihnacht / Jean-Paul Sartre Die Wand / Albert Camus Der Gast / Samuel Beckett Der Ausgestoßene.
- Gärten. Texte aus der Weltliteratur. Herausgegeben von Anne Marie Fröhlich. Mit 20 Illustrationen. Inhalt: Hugo von Hofmannsthal Gärten / Francisco Ayala Unser Garten / Hugo von Hofmannsthal Mein Garten / Italo Calvino Der verzauberte Garten / Herbert George Wells Die Tür in der Mauer / Fjodor Sologub Der vergiftete Garten / William Blake Der Garten der Liebe / Thomas Campion Es ist ein Garten ihr Gesicht / John Donne Der Twickenham-Garten / Eduard Mörike Der Gärtner / Arturo Barea Der Garten / Leonard Alfred George Strong Der Schuß im Garten / Leo Tolstoi Der Gärtner und seine Söhne / William Wymark Jacobs Ein Gartenstück / Karel Čapek Wie man Gärten anlegt / August Strindberg Mein Garten / Francis Bacon Über Gärten / Andrew Marvell Der Garten / Salomon Gessner Lycas, oder die Erfindung der Gärten / Herman Melville Der Garten des Metrodorus / Platon In eines Haines Schatten / Jens Peter Jacobsen Im Garten des Serails / Junus Emre Im Paradies die Flüsse all / Yahya Kemal Beyath Fern von den Gärten / Mīr Taqī Mīr Der Frühling kam, die Blüten / Rainer Maria Rilke Singe die Gärten, mein Herz, die du nicht kennst / Dschalaluddin Rumi Morgens ging ich in den Garten / Nizami Was die persische Prinzessin am Freitag in der weißen Venuskuppel erzählte / Marco Polo Der Alte vom Berge und seine Assassinen / Max Dauthendey Der Garten ohne Jahreszeiten / Ji Shaoyu Im Jianxing-Park / Xie Lingyun Südlich der Felder an einem schnell dahinfließenden Bach habe ich einen Garten mit einer Hecke gepflanzt / Basil Hall Chamberlain Japanische Gärten / Sei Shonagon Garten an einem Herbstmorgen / Kitahara Hakushū Vorne im Garten, Eine Ecke im Garten / Prinz Kadono Frühlingstag – ergötzender Oriol in den Pflaumenblüten / Robert Frost Unendlichkeit / Algernon Charles Swinburne Der verlassene Garten / Manuel Machado Der schwarze Garten / Franco Sacchetti Blumenleserinnen / Mario Praz Der Giardino del Cavaliere / Robert Walser Der Park / Ludwig Börne Der Garten der Tuilerien / Ramón José Sender Mary-Lou / Rudyard Kipling Sie / Joseph Beaumont Der Garten / Gottfried Arnold Spaziergang mit Jesu / Johann Klaj Christus in der Gestalt des Gärtners / Alphonse de Lamartine Worte an die Gärtner / Heinrich von Kleist Die Bedingung des Gärtners / Jules Renard Im Garten / Paul Verlaine Nach drei Jahren / Joseph von Eichendorff Der alte Garten / Walter de la Mare Nachbarn / Friedrich Rückert Den Gärtnern / Paul Bowles Der Garten / Guy de Maupassant Menuett / Johann Wolfgang Goethe Weit und schön ist die Welt / Sergio Corazzini Garten / Barthold Heinrich Brockes Abschied vom Garten.
- Emilia Pardo Bazán: Das Gut von Ulloa. Roman. Aus dem Spanischen übersetzt und mit einem Nachwort von Ute Frackowiak.
- François Pétis de la Croix: Tausendundein Tag. Persische Märchen. Aus dem Französischen übersetzt von Marie-Henriette Müller. Nachwort von Hartmut Fähndrich. Corona-Reihe. Mit 6 Kupferstichen von C. P. Marillier.
- Jonathan Swift: Satiren und Streitschriften. Ausgewählt, aus dem Englischen übersetzt und mit einem Nachwort von Robert Schneebeli.
- Thornton Wilder: Die Brücke von San Luis Rey. Aus dem Amerikanischen übersetzt von Herberth E. Herlitschka. Nachwort von Ines Buhofer.

### 1994
- Joseph Conrad: Der Geheimagent. Roman. Aus dem Englischen übersetzt von Fritz Lorch. Nachwort von Andreas Seiler.
- Gabriele d’Annunzio: Lust. Roman. Aus dem Italienischen übersetzt von Pia Todorović-Strähl. Nachwort von Ute Stempel.
- Deutsche Erzähler des 20. Jahrhunderts. Von Arthur Schnitzler bis Robert Musil. Herausgegeben von Marcel Reich-Ranicki. Inhalt: Arthur Schnitzler Leutnant Gustl / Rainer Maria Rilke Die Turnstunde / Ricarda Huch Das Judengrab / Frank Wedekind Die Schutzimpfung / Jakob Wassermann Der Stationschef / Hermann Hesse Die Verlobung / Emil Strauß Der Laufen / Thomas Mann Das Eisenbahnunglück / Heinrich Mann Gretchen / Hugo von Hofmannsthal Lucidor / Alfred Döblin Die Ermordung einer Butterblume / Arnold Zweig Das Kind / Ludwig Thoma Onkel Peppi / Georg Heym Jonathan / Carl Sternheim Busekow / Robert Walser Sebastian / Gustav Sack Im Heu / Gottfried Benn Gehirne / Franz Werfel Die Geliebte / Klabund Der Flieger / Leonhard Frank Der Vater / Hermann Broch Methodisch konstruiert / Franz Kafka Ein Hungerkünstler / Carl Zuckmayer Geschichte von einer Geburt / Robert Musil Die Portugiesin.
- Deutsche Erzähler des 20. Jahrhunderts. Von Joseph Roth bis Hermann Burger. Herausgegeben von Marcel Reich-Ranicki. Inhalt: Joseph Roth April / Stefan Zweig Episode am Genfer See / Werner Bergengruen Der Kopf / Anna Seghers Bauern von Hruschowo / Ödön von Horváth Ein Kapitel aus den Memoiren des Herrn Hierlinger Ferdinand / Georg Britting Der Major / Gertrud von le Fort Die Opferflamme / Bertolt Brecht Der verwundete Sokrates / Lion Feuchtwanger Der treue Peter / Ernst Penzoldt Mit Kindesaugen / Wolfgang Borchert Das Brot / Elisabeth Langgässer Saisonbeginn / Max Frisch Der andorranische Jude / Heinrich Böll Wanderer, kommst du nach Spa / Ernst Jünger Die Eberjagd / Wolfdietrich Schnurre Das Manöver / Friedrich Dürrenmatt Der Tunnel / Alfred Andersch Mit dem Chef nach Chenonceaux / Heimito von Doderer Ein anderer Kratki-Baschik / Siegfried Lenz Ein Freund der Regierung / Marie Luise Kaschnitz Lange Schatten / Ingeborg Bachmann Alles / Franz Fühmann Das Judenauto / Hans Erich Nossack Begegnung im Vorraum / Günter Kunert Die Waage / Gabriele Wohmann Sonntag bei den Kreisands / Adolf Muschg Der Zusenn oder das Heimat / Martin Walser Selbstporträt als Kriminalroman / Hermann Burger Der Orchesterdiener / Hans J. Fröhlich Plötzlich erleichtert / Jurek Becker Der Verdächtige.
- George Eliot: Daniel Deronda. Roman. Aus dem Englischen übersetzt und mit einem Nachwort von Jörg Drewitz. Corona-Reihe.
- Die Geschichte der ehrenwerten Ochikubo. Ochikubo monogatari. Aus dem alten Japanisch übersetzt von Christoph Langemann und Verena Werner. Nachwort von Christoph Langemann. Mit 10 Farbtafeln.
- Pierre Loti: Roman eines Kindes. Aus dem Französischen übersetzt von Lislott Pfaff. Nachwort von Elise Guignard.
- Manesse Almanach auf das 50. Verlagsjahr. Inhalt: Zum Geleit / Henryk Sienkiewicz Der Leuchtturmwärter / Pu Sung-lin Der närrische Student / Scholem Alejchem Mein erster Roman / Miquel Llor Ein Tintenfleck / Friedrich Christoph Weißer Der seltene Schriftsteller, Das Buch und die Uhr / Max Beerbohm Das Verbrechen / Maxim Gorki Blasen / Voltaire Von der Enzyklopädie / Anonym Die Fehler in den Büchern. Eine Geschichte um Nasreddin Hodscha / Hjalmar Söderberg Eine Tasse Tee / John Galsworthy Gleichnis eines Romanciers / Charles Dickens Doktor Marigolds Rezepte / Italo Calvino Abenteuer eines Lesers / Edith Wharton Xingu / Frigyes Karinthy Legende vom Dichter / Quellennachweis / Manesse-Zeittafel / Chronologisches Verzeichnis 1944–1994 / Alphabetisches Verzeichnis.
- Michail Saltykow-Schtschedrin: Geschichte einer Stadt. Aus dem Russischen übersetzt und mit einem Nachwort von A. und G. Kirchner.
- Arthur Schnitzler: Erzählungen. Auswahl und Nachwort von Burkhard Spinnen. Inhalt: Die kleine Komödie / Reichtum / Sterben / Frau Beate und ihr Sohn / Doktor Gräsler, Badearzt / Flucht in die Finsternis.
- Edith Wharton: Meistererzählungen. Aus dem Amerikanischen übersetzt und mit einem Nachwort von Sabine Kipp. Inhalt: Auf lange Sicht / Der Pelikan / Eine Reise / Der letzte Trumpf / Eine venezianische Nacht / Verspätete Liebe / Kerfol / Die versperrte Tür / Später / Xingu / Eine Flasche Perrier / Autre temps.

### 1995
- Clarín (Leopoldo Alas): Erzählungen. Aus dem Spanischen übersetzt und mit einem Nachwort von Erna Brandenberger. Inhalt: Pipà / Die Erbsünde / Doktor Pertinax / Zwei Gelehrte / Des Pfarrers Hut / Doña Berta / Die Königin Margarita / Das Begräbnis der Sardine / Zurita / Die vollkommene Ehefrau / König Balthasar / Adiós, Cordera! / Boroña / Die unselige Nacht für den Teufel / Ein anderes Licht / Der Hahn des Sokrates / Ein grüner Greis.
- André Gide: Die enge Pforte. Aus dem Französischen übersetzt von Andrea Spingler. Nachwort von Christina Viragh.
- Thomas Hardy: John Loveday, der Stabstrompeter. Roman. Aus dem Englischen übersetzt von Irma Wehrli. Nachwort von Rüdiger Görner.
- Kalila und Dimna. Die Fabeln des Bidpai. Übersetzt von Philipp Wolff nach der arabischen Fassung von Ibn al-Muqaffa’. Nachwort von J. Christoph Bürgel. Und 12 Miniaturen in Farbe.
- Alexander Kielland: Kapitän Worse. Roman. Aus dem Norwegischen übersetzt von C. von Sarauw. Nachwort von Jürg Glauser.
- Luigi Pirandello: Mattia Pascal. Roman. Aus dem Italienischen übersetzt von Sabine Schneider. Nachwort von Federico Hindermann.
- Renaut de Beaujeu: Der schöne Unbekannte. Aus dem Altfranzösischen übersetzt und mit einem Nachwort von Felicitas Olef-Krafft. Mit 8 Miniaturen in Farbe.
- Weihnachtszeit. Texte aus der Weltliteratur. Herausgegeben von Anne Marie Fröhlich. Mit 6 Holzschnitten von Bernhard Salomon. Inhalt: Nikolaj Gogol Die Nacht vor Weihnachten / Seán O’Faoláin Ein feines Pärchen / François Coppée Eine Automobilpanne / Kurt Tucholsky Pariser Weihnachten / Joseph Viktor Widmann Öhmchens Weihnachtsbaum / Cécile Ines Loos Der Weihnachtsengel / Arthur Conan Doyle Der blaue Karfunkel / E. T. A. Hoffmann Nußknacker und Mausekönig / Grazia Deledda Das Weihnachtsfest des Gerichtsrats / O. Henry Weihnacht auf Geheiß / José Ramalho Ortigão Weihnachten am Minho / Jules Verne Herr Dis und Fräulein Es / Francisco Ayala Ein Weihnachtsfest im Land der Ungläubigen oder Sie sind wie die Kinder / Rubén Darío Heilignachtgeschichte / Karl Heinrich Waggerl Der Tanz des Räubers Horrificus / Guy de Maupassant Mademoiselle Perle / Sarah Orne Jewett Mrs. Parkins’ Heiligabend.

### 1996
- Ars moriendi: Die Kunst, gut zu leben und gut zu sterben. Texte von Cicero bis Luther. Auswahl, Übertragung und Vorwort von Jacques Laager. Mit 11 Illustrationen. Inhalt: Marcus Tullius Cicero Gespräche in Tusculum (Erstes Buch 71–118) / Lucilius Annaeus Seneca Briefe an Lucilius (30., 77. und 101. Brief) / Melito von Sardes (Pseudo-Melito) Heimgang Marias / Augustinus Der Tod von Augustins Mutter Monika (‹Bekenntnisse›, IX 17–29) / Gregor der Grosse Der Tod der heiligen Scholastika und Benedikts (‹Dialoge›, II) / Bonaventura Passion und Tod des Franziskus (‹Legenda maior›) / Anselm von Canterbury Die ‹Anselmischen Fragen› / Thomas von Kempen Über die Betrachtung des Todes (‹Nachfolge Christi›, XXIII) / Johannes Gerson Über die Kunst zu sterben (‹Opus tripartitum›, 3. Teil) / Ars Moriendi (‹Bilder-Ars›) / Girolamo Savonarola Über die Kunst, gut zu sterben (Predigt vom 2. November 1496) / Desiderius Erasmus von Rotterdam An Thomas, Graf von Wiltshire und Ormond, Von der Vorbereitung zum Tode / Martin Luther Sermon von der Bereitung zum Sterben.
- Alphonse Daudet: Sappho. Roman. Aus dem Französischen übersetzt von Eveline Passet. Nachwort von Ute Stempel.
- Deutsche Liebesdichtung aus acht Jahrhunderten. Herausgegeben und mit einem Nachwort von Friedhelm Kemp. Der 500. Band der Bibliothek der Weltliteratur.
- Elizabeth Gaskell: Erzählungen. Aus dem Englischen übersetzt von Andrea Ott. Nachwort von Alice Reinhard-Stocker.
- Johann Wolfgang Goethe: Die Wahlverwandtschaften. Nachwort von Peter von Matt.
- Henry James: Vertrauen. Roman. Aus dem Amerikanischen übersetzt von Fritz Lorch. Nachwort von Sigrid Herzog.
- Sinclair Lewis: Main Street. Die Geschichte von Carol Kennicott. Aus dem Amerikanischen übersetzt von Christa E. Seibicke. Nachwort von Andreas Seiler.
- Tobias Smollett: Humphry Clinkers Reise. Roman. Aus dem Englischen übersetzt und mit einem Nachwort von Peter Staengle. Mit 10 Illustrationen.
- Gédéon Tallemant des Réaux: Salongeschichten. Aus dem Französischen übersetzt und mit einem Nachwort von Wolfgang Tschöke. Corona-Reihe.

### 1997
- Alain-Fournier: Der große Meaulnes. Roman. Aus dem Französischen übersetzt von Christina Viragh. Nachwort von Hanno Helbling.
- Einladungen. Kleine und große Feste der Weltliteratur. Herausgegeben von Anne Marie Fröhlich. Mit 12 Illustrationen. Inhalt: Leonid N. Andrejew Bargamot und Garaska / Max Beerbohm Gast und Gastgeber / Albert Camus Der Gast / Lord Dunsany (Edward John Moreton Dunsany) Das doppelte Weihnachtsessen / Francis Scott Fitzgerald Die Kindergesellschaft / Stephen Leacock Das fürchterliche Schicksal des Melpomenus Jones / Thomas Mann Gefallen / Katherine Mansfield Die Gartenparty / Guy de Maupassant Das Scheit / Alberto Moravia Appetit / Dorothy Parker Begegnung zwischen Schwarz und Weiß / Sigismund von Radecki Der Kontakt / Alexej Remisow Der ersehnte Gast / Saki Gäste / Hjalmar Söderberg Die Abendeinladungen des Generalkonsuls / Somerville und Ross Poisson d’avril / Italo Svevo Feuriger Wein / Henry David Thoreau Besuch / Auguste de Villiers de L’Isle-Adam Der Gast der letzten Feste / Robert Walser Dinerabend.
- Elizabeth Gaskell: Frauen und Töchter. Roman. Aus dem Englischen übersetzt von Andrea Ott. Nachwort von Alice Reinhard-Stocker. Corona-Reihe.
- Rainer Maria Rilke: Erzählungen / Die Aufzeichnungen des Malte Laurids Brigge. Auswahl und Nachwort von Rüdiger Görner. Inhalt: Ewald Tragy / König Bohusch / Ein Morgen / Der Kardinal. Eine Biographie / Frau Blaha’s Magd / Auguste Rodin / Fragment von den Einsamen / Die Aufzeichnungen des Malte Laurids Brigge / Erlebnis I–II / Der Brief des jungen Arbeiters.
- Rosen. Texte aus der Weltliteratur. Herausgegeben von Anne Marie Fröhlich. Mit 19 barocken Rosenmotiven. Inhalt: Anakreon Über die Rose / Anonym, chinesisch, 16. Jahrhundert Das Rosenaquarell / Anonym, deutsch, 17. Jahrhundert Die mystische Wurzel, Maria durch ein Dornwald ging / Azorín Rose, Lilie, Nelke / Massimo Bontempelli Mann mit Rose in der Hand / Jorge Luis Borges Die Rose des Paracelsus / William Browne of Travistock Die Rose / Iwan Aleksejewitsch Bunin Die Rose von Jericho / Petros Charis Um einen Rosenstrauch / Sidonie-Gabrielle Colette Rose / Rubén Darío Der Baum König Davids / Grazia Deledda Die blühende Rosenveranda / Marceline Desbordes-Valmore Die Rosen des Saadi / Emily Dickinson Ein Kelch, ein Blütenblatt und ein Dorn / Robert Frost Die Familie der Rosen / Johann Wolfgang Goethe Heidenröslein / Hermann Hesse Heumond / Hugo von Hofmannsthal Die Rose und der Schreibtisch / Jahja Kemal Der Tod der Berauschten / Sarah Orne Jewett Eine einzige Rose / Ben Jonson An Celia / Gottfried Keller Dorotheas Blumenkörbchen / Friedrich Gottlieb Klopstock Das Rosenband / Selma Lagerlöf Die Legende von der Christrose / Walter de la Mare Nachbarn / David Herbert Lawrence Der Schatten im Rosengarten / Nikolaus Lenau Welke Rose / Gotthold Ephraim Lessing Als Amor in den goldnen Zeiten / Miquel Llor Ein Tintenfleck Eduardo Mallea Die Rose von Cernobbio / Eduard Mörike Agnes / Eugenio Montale Die gelben Rosen / Christian Morgenstern Von den heimlichen Rosen / O. Henry Rosen, Ränke und Romanzen / Konstantin Paustowskij Kostbarer Staub / Pierre de Ronsard An Marie / Friedrich Rückert Die Nachtigall sang / William Shakespeare Sonett 54 / Pedro Salinas Die reine Rose / Hjalmar Söderberg Der Schatten / Edith Södergran Die Rose / Carl Spitteler Die Ameisen im Rosengarten / Theodor Storm Späte Rosen / Ümmi Sinan Rosen / Iwan Turgenjew Die Rose / Oscar Wilde Die Nachtigall und die Rose / William Butler Yeats Aus der Rose.
- Adalbert Stifter: Die Mappe meines Urgroßvaters. Letzte Fassung. Nachwort von Alexander Stillmark.
- Edith Wharton: Das Riff. Roman. Aus dem Amerikanischen übersetzt von Renate Orth-Guttmann. Nachwort von David Wells.
- Oscar Wilde: Erzählungen und Märchen. Aus dem Englischen übersetzt von Irma Wehrli. Nachwort von Manfred Pfister. Inhalt: Der Glückliche Prinz / Die Nachtigall und die Rose / Der egoistische Riese / Der ergebene Freund / Die respektable Rakete / Der junge König / Der Geburtstag der Infantin / Der Fischer und seine Seele / Das Sternenkind / Lord Arthur Saviles Tat / Die Sphinx ohne Geheimnis / Das Gespenst von Canterville / Der vorbildliche Millionär.

### 1998
- Willa Cather: Der Tod bittet den Erzbischof. Roman. Aus dem Amerikanischen übersetzt von Irma Wehrli. Nachwort von Stefana Sabin.
- Wilkie Collins: Die Gelbe Maske und andere Erzählungen. Aus dem Englischen übersetzt von Irma Wehrli. Nachwort von Werner Morlang. Inhalt: Geh hoch mit der Brigg! / Die Traumfrau / Die Gelbe Maske / Schwester Rose / Der Polizist und die Köchin / Ein grausiges Bett.
- Benjamin Constant: Adolphe. Aus dem Französischen übersetzt von Eveline Passet. Nachwort von Manfred Gsteiger.
- Francis Scott Fitzgerald: Die Schönen und Verdammten. Roman. Aus dem Amerikanischen übersetzt von Renate Orth-Guttmann. Nachwort von Tilman Höss.
- Paul Heyse: Novellen. Auswahl und Nachwort von Rainer Hillenbrand. Inhalt: L’Arrabbiata / Andrea Delfin / Die Stickerin von Treviso / Der letzte Zentaur / Siechentrost / Himmlische und irdische Liebe / F. V. R. I. A. / Das Haus Zum unglaubigen Thomas oder Des Spirits Rache / Die Nixe.
- Pausanias: Beschreibung Griechenlands. Ein Reise- und Kulturführer aus der Antike. Auswahl, Übersetzung aus dem Griechischen und Nachwort von Jacques Laager. Mit 10 Karten und 5 Plänen.
- Wilhelm Raabe: Meistererzählungen. Auswahl und Nachwort von Rüdiger Görner. Inhalt: Holunderblüte / Zum wilden Mann / Horacker / Frau Salome / Im Siegeskranze / Die Hämelschen Kinder.
- Skandinavische Erzähler. Von Thorstein Stangenhieb bis August Strindberg. Herausgegeben von Aldo Keel. Inhalt: Carl Jonas Love Almqvist Die Kapelle / Hans Christian Andersen Der Schatten / Anonym Die Erzählung von Thorstein Stangenhieb / Jón Árnason Rotkopf / Peter Christian Asbjørnsen Per Gynt / Herman Bang Irene Holm / Victoria Benedictsson Verbrecherblut / Bjørnstjerne Bjørnson Der Vater / Steen Steensen Blicher Bruchstücke aus dem Tagebuch eines Dorfküsters / Arne Garborg Der Lars auf Lia / Meïr Aron Goldschmidt Maser. Eine Episode aus dem Leben des Simon Levi / Bernhard Severin Ingemann Die Nachtwächterfamilie / Jens Peter Jacobsen Ein Schuß im Nebel / Johannes Vilhelm Jensen Kirstens letzte Reise / Alexander Kielland Karen / Gestur Pálsson Die Geschichte vom Bootsführer Sigurd / Henrik Pontoppidan Treu bis zum Tod / Amalie Skram Die rote Gardine / August Strindberg Ein Puppenheim / Karl August Tavaststjerna Ein Mißverständnis.

### 1999
- Apuleius: Amor und Psyche. Aus dem Lateinischen übersetzt von August Rode. Nachwort von Fritz Graf. Pappband mit Schutzumschlag.
- Honoré de Balzac: Die Frau von dreißig Jahren. Roman. Aus dem Französischen übersetzt von Hedwig Lachmann. Nachwort von Manfred Gsteiger.
- Deutsche Erzähler des 19. Jahrhunderts. Von Heinrich von Kleist bis Adalbert Stifter. Auswahl und Nachwort von Rainer Hillenbrand. Inhalt: Christoph Martin Wieland Die Novelle ohne Titel / Heinrich von Kleist Die Verlobung in St. Domingo / E. T. A. Hoffmann Der Sandmann / Clemens Brentano Die Geschichte vom braven Kasperl und dem schönen Annerl / Achim von Arnim Der tolle Invalide auf dem Fort Ratonneau / Johann Wolfgang Goethe Novelle / Joseph von Eichendorff Schloß Dürande / Ludwig Tieck Des Lebens Überfluß / Jeremias Gotthelf Die schwarze Spinne / Annette von Droste-Hülshoff Die Judenbuche / Berthold Auerbach Tonele mit der gebissenen Wange / Adalbert Stifter Brigitta / Franz Grillparzer Der arme Spielmann.
- Arthur Conan Doyle: Der blaue Karfunkel. Erzählung. Aus dem Englischen übersetzt von Trude Fein. Nachwort von Werner Morlang. Pappband mit Schutzumschlag.
- Meister Eckhart: Deutsche Predigten. Herausgegeben und übersetzt von Louise Gnädinger. Mit 16 Illustrationen.
- Henry James: Der Wunderbrunnen. Roman. Aus dem Amerikanischen übersetzt von Fritz Lorch. Nachwort von Iso Camartin.
- Franz Kafka: Die Verwandlung. Erzählung. Nachwort von Peter Staengle. Pappband mit Schutzumschlag.
- Adolph Freiherr Knigge: Über den Umgang mit Menschen. Nachwort von Wolf Lepenies.
- Kálmán Mikszáth: Lapaj, der berühmte Sackpfeifer. Erzählung. Aus dem Ungarischen übersetzt und mit einem Nachwort von Andreas Oplatka. Pappband mit Schutzumschlag.
- Alfred de Musset: Bekenntnis eines jungen Zeitgenossen. Roman. Aus dem Französischen übersetzt von Eveline Passet. Nachwort von Elise Guignard.
- Friedrich Nietzsche: Sämtliche Gedichte. Herausgegeben von Ralph-Rainer Wuthenow.
- Rubinenstaub. Die hundert schönsten Gedichte aus dem Subhāṣitaratnakoṣa. Auswahl, Übersetzung aus dem Sanskrit und Einführung von Albertine Trutmann. Pappband mit Schutzumschlag.
- Skandinavische Erzähler. Von Knut Hamsun bis Lars Gustafsson. Herausgegeben von Aldo Keel. Inhalt: Knut Hamsun Die Königin von Saba / Selma Lagerlöf Das Land von Töreby / Olav Duun Schwester / Hans E. Kinck Der große Mut / Hjalmar Söderberg Ein herrenloser Hund / Runar Schildt Zoja / Halldór Laxness Das gute Fräulein und das herrschaftliche Haus / Hans Christian Branner Isaksen / Jan Fridegård Der ungebetene Gast / Tania Blixen Die Heldin / Eyvind Johnson Aufenthalt im Sumpfgebiet / Torborg Nedreaas Ellen / Mirjam Tuominen Ein Kind wurde mir geboren / Stig Dagerman Ein Kind töten / Lars Ahlin Kommt man nach Hause und ist nett / Villy Sørensen Bloß ein Jugendstreich / Hans Kirk Die drei Finger / Tarjei Vesaas Das Pferd von Hogget / William Heinesen Gamaliels Besessenheit / Klaus Rifbjerg Getroffen von den Schatten der Wolken / Per Olov Enquist Der Mann im Boot / Lars Gustafsson Der Vogel in der Brust / Solveig von Schoultz Sauna am Meer.
- Laurence Sterne: Leben und Meinungen des Tristram Shandy. Roman. Aus dem Englischen übersetzt von Fritz Güttinger aufgrund der Übertragung von J. J. Bode. Nachwort von Rüdiger Görner. Corona-Reihe.
- Italo Svevo: Kurze sentimentale Reise. Erzählung. Aus dem Italienischen übersetzt von Pia Todorović. Nachwort von Ute Stempel. Pappband mit Schutzumschlag.
- Träume in der Weltliteratur. Anthologie. Auswahl und Nachwort von Manfred Gsteiger. Mit 14 Illustrationen. Inhalt: Tschuang Tse Der Schmetterlingstraum / Gaius Petronius Arbiter Träume, die narren den Geist / Lukian Lukians Traum / Ono Komachi Sechs Gedichte vom Träumen / Ibn Scharaf Lang war die Nacht / Jacobus de Voragine Maria Magdalena / Dante Alighieri Dann sah ich viele fürchterliche Dinge / Giovanni Boccaccio Sechste Novelle des vierten Tages / Aus dem ‹Tung Djou Lie Kuo Tse› Die Geburt des Kung Fu-Tse / Joachim du Bellay Traum / William Shakespeare Sonett 43 / Voltaire Platons Traum / William Blake Ein Traum / Jean Paul Rede des toten Christus / Samuel Taylor Coleridge Kubla Khan / Ludwig Tieck Die Freunde / Clemens Brentano Ich träumte hinab in das dunkle Tal / Charles Nodier Smarra oder Die Dämonen der Nacht / John Keats Zu einem Traum / Annette von Droste-Hülshoff Die Verbannten / Heinrich Heine Traumbilder / Giacomo Leopardi Der Traum / Victor Hugo Der Traum, den ich in jener Nacht hatte / Aloysius Bertrand Ein Traum / Gérard de Nerval Der Traum des Polyphilos / Friedrich Hebbel Der Traum / Gottfried Keller Traumbuch, 15. September 1847 / Charles Baudelaire Pariser Traum / Paul Verlaine Mon rêve familier / Wladimir Korolenko Der Traum Makars / Hjalmar Söderberg Der Schatten / Else Lasker-Schüler Traum / Paul Valéry Erwachen / Hugo von Hofmannsthal Ein Traum von großer Magie / Karl Kraus Traum vom Fliegen / Antonio Machado O sag mir, Nacht, befreundete / Thomas Mann Der Kleiderschrank / Robert Walser Das Theater, ein Traum / Guillaume Apollinaire Der gute Schlaf / Franz Kafka Ein Traum / Gottfried Benn Träume, Träume / Georg Trakl Traum des Bösen / Kurt Tucholsky Träume / Nelly Sachs Aus der Maske des Schlafs / Sergej Jessenin Traumgesichte / Eugenio Montale Im Schlafe / Pierre Reverdy Aus dem Traum gestürzt / Jorge Luis Borges Ragnarök / Ludwig Hohl Landschaften / Cesare Pavese Träume im Lager / Dylan Thomas Ich träumte meine Schöpfung / Goffredo Parise Traum / Adonis Der Tag-und-Nacht-Baum.
- Oscar Wilde: Das Bildnis des Dorian Gray. Roman. Aus dem Englischen übersetzt von Angelika Beck.
- Marguerite Yourcenar: Ich zähmte die Wölfin. Die Erinnerungen Hadrians. Roman. Übersetzung aus dem Französischen von Fritz Jaffé. Nachwort von Christina Viragh. Corona-Reihe.

### 2000
- Jane Austen: Lady Susan. Roman. Aus dem Englischen übersetzt von Ilse Leisi. Nachwort von Elfi Bettinger.
- Elizabeth Bowen: Erzählungen. Aus dem Englischen übersetzt von Irma Wehrli. Nachwort von Andreas Ritter. Inhalt: Das Nähkränzchen / Dahergeredet / Gestehen / Das Nadelkästchen / Der frohe Geist / Vereint mit Charles / Die Katze springt / Maria / Stechpalmengrün / Schau doch, all die Rosen / Auf dem Platz / Sonntagsnachmittag / Was mir mein Vater sang.
- Benvenuto Cellini: Mein Leben. Aus dem Italienischen übersetzt und mit einem Nachwort von Jacques Laager. Mit 12 Farbtafeln und 8 einfarbigen Abbildungen.
- Deutsche Erzähler des 19. Jahrhunderts. Von Gottfried Keller bis Gerhart Hauptmann. Auswahl und Nachwort von Christof Laumont. Inhalt: Gottfried Keller Pankraz, der Schmoller / Louise von François Die goldene Hochzeit / Wilhelm Raabe Holunderblüte / Friedrich Halm Die Freundinnen / Ernst von Wildenbruch Brunhilde / Conrad Ferdinand Meyer Die Richterin / Marie von Ebner-Eschenbach Er laßt die Hand küssen / Theodor Storm Ein Doppelgänger / Gerhart Hauptmann Bahnwärter Thiel / Ferdinand von Saar Schloß Kostenitz / Isolde Kurz Schuster und Schneider / Paul Heyse Die Nixe.
- Frauengeschichten. Texte aus der Weltliteratur. Herausgegeben von Anne Marie Fröhlich. Inhalt: Ana María Matute Das Mädchen, das nirgendwo mehr war / Marie Luise Kaschnitz Lange Schatten / Maria Jotuni Wenn man Gefühle hat / Gabrielle Roy Um eine Heirat zu verhindern / Tania Blixen Der Ring / Claire Sainte-Soline Nocturno / Gabriele Wohmann Wiedersehen in Venedig / Eudora Welty Der versteinerte Mann / Katherine Anne Porter María Concepcíon / Emilia Pardo Bazán Die Feministin / Dorothy Parker Der Lebensstandard / Anna Banti Arabella / Doris Lessing Lucy Grange / Edith Wharton Xingu / Natalia Ginzburg Die Mutter / Assia Djebar Annie und Fatima / Ljudmila Petruschewskaja Der Schatten des Lebens / Elsa Morante Die Großmutter / Solveig von Schoultz Der blaue Fisch / Mabel Dove-Danquah Erwartung / Sidonie-Gabrielle Colette Die verhüllte Frau / Katherine Mansfield Die schwarze Mütze.
- Erich Fromm: Was anzieht, ist immer das Lebendige. Sentenzen und Einsichten. Auswahl von Rainer Funk. Pappband mit Schutzumschlag.
- André Gide: Die Falschmünzer. Roman. Aus dem Französischen übersetzt von Christine Stemmermann. Nachwort von Peter Schnyder.
- Wilhelm Heinse: Ardinghello und die glückseligen Inseln. Roman. Nachwort von Rüdiger Görner.
- Hugo von Hofmannsthal: Erzählungen und Prosa. Auswahl und Nachwort von Rüdiger Görner. Inhalt: Das Märchen der 672. Nacht / Geschichte der beiden Liebespaare / Erlebnis des Marschalls von Bassompierre / Das Märchen von der verschleierten Frau / Ein Brief / Die Wege und die Begegnungen / Erinnerungen schöner Tage / Lucidor / Augenblicke in Griechenland / Andreas / Die Frau ohne Schatten / Reise im nördlichen Afrika.
- Sarah Kirsch: Katzen sprangen am Rande und lachten. Gedichte und Prosa. Auswahl von Franz-Heinrich Hackel. Pappband mit Schutzumschlag.
- Friedrich Nietzsche: Also sprach Zarathustra. Ein Buch für Alle und Keinen. Nachwort von Annemarie Piper.
- Schmetterlinge in der Weltliteratur. Anthologie. Auswahl und Nachwort von Charitas Jenny-Ebeling. Mit 17 Schwarzweiß-Abbildungen. Inhalt: Anonymus: aus der Sammlung ‹Thang-schi-yie-tsai› Schmetterlinge / Johann Gottfried Herder Das Lied vom Schmetterlinge / Alphonse de Lamartine Der Schmetterling / Ludwig Tieck Blumen sind uns / Paul Claudel Die Schmetterlinge / Vladimir Nabokov Vanessa antiopa, Schmetterlinge / Juan Ramón Jiménez Als ein schimmernder Falter, Malvenfarbener Schmetterling / Georg Christian Raff Naturgeschichte für Kinder: Die Geschichte der Schmetterlinge / Walter Benjamin Schmetterlingsjagd / Hermann Hesse Blauer Schmetterling, Das Nachtpfauenauge / Sarah Kirsch Schmetterlinge / Gustav Januš Der Schmetterling / Guido Gozzano Aus der Epistel VIII vom Parnassius Apollo / Ludwig Uhland An Apollo, den Schmetterling / Jean Paul Wallet nur hin / Salomon Gessner Als ich Daphnen auf dem Spaziergang erwartete / Gérard de Nerval Die Falter / Eduard Mörike Zitronenfalter im April / Emily Dickinson Komm nicht zu nah dem Haus der Rose / Gabriele d’Annunzio Der Schmetterling und die Blume / Rainer Maria Rilke Falter und Rose / Hans Christian Andersen Der Schmetterling / Paul Scheerbart Du, Falter, sag an / Rudyard Kipling Der Schmetterling, der aufstampfte / Victor Hugo Vere Novo / Marcel Proust Leibhaftige Gegenwart / Théophile Gautier Die Falter / Georg von der Vring Grüner Falter / Jules Renard Der Schmetterling / Eugenio Montale Schmetterling von Dinard / Robert Musil Heimweh / S. Corinna Bille Falter / Christoph Wilhelm Aigner Im Querschnitt zeigt / Matsuo Bashō Wenn du singen könntest, Schmetterling, Hörst du mich, träumender Schmetterling / Dschuang Dsi Schmetterlingstraum / Teresa de Jesús Das Gleichnis von der Seidenraupe / Emilie von Berlepsch Berglied / Justinus Kerner Aus Dintenflecken ganz gering / Conrad Ferdinand Meyer Das Seelchen / Georg Christoph Lichtenberg Vergleichung der Malerei auf einem Schmetterlingsflügel / Johann Wolfgang Goethe Über Metamorphose der Schmetterlinge am Beispiel der Wolfsmilchraupe / Carl Spitteler Gemeiner Weißling / Guillaume Apollinaire Die Raupe / Abe Kōbō Der rote Kokon / Pier Paolo Pasolini Scheusal oder Schmetterling? / Otto von Taube Der blaue Falter / Friedrich Hebbel Sommerbild / Inger Christensen Das Schmetterlingstal. Ein Requiem (XV) / William Goyen Das Pferd und der Tagfalter / Federico García Lorca Das Unheil des Schmetterlings / Gottfried Keller Aus dem Traumbuch / Wilhelm Busch Der Traum / Rafik Schami Fatima oder Die Befreiung der Träume / Albin Zollinger Falter / Francesco Petrarca Wie einem in den warmen Sommertagen (141. Sonett) / Leonardo da Vinci Der Schmetterling und das Licht / Johann Wolfgang Goethe Selige Sehnsucht / Silja Walter Müder Falter / Rainer Maria Rilke Farfallettina / Eugenio Montale Alte Verse / Nikolaus Lenau Der Schmetterling / Robert Walser Reigen / William Carlos Williams Vorspiel zum Winter / Gerhart Hauptmann Falter im Schnee / Virginia Woolf Der Tod des Falters / Joseph Brodsky Schmetterling / Georg Heym Was kommt ihr, weiße Falter, so oft zu mir? / Friedrich Schnack Der Falter des heiligen Antonius / Nelly Sachs Schmetterling / Friedrich Rückert Ihr waret Schmetterlinge / Else Lasker-Schüler Der Schmetterling. Eine wahre Geschichte / Hilde Domin Indischer Falter / Karl Kraus Wiedersehn mit Schmetterlingen.
- Lew Tolstoj: Hadschi Murat. Roman. Aus dem Russischen übersetzt von Werner Bergengruen. Nachwort von Andreas Guski. Mit 1 Karte.
- Charles Dudley Warner: Mein Sommer in einem Garten. Aus dem Amerikanischen übersetzt von Herbert Allgeier. Nachwort von Stefana Sabin. Pappband mit Schutzumschlag.
- Émile Zola: Die Muscheln von Monsieur Chabre. Aus dem Französischen übersetzt von Trude Fein. Nachwort von Albert Gier. Pappband mit Schutzumschlag.

### 2001
- Charlotte Brontë: Jane Eyre. Roman. Aus dem Englischen übersetzt von Andrea Ott. Nachwort von Elfi Bettinger.
- Charles Dickens: Das Geheimnis des Edwin Drood. Roman. Aus dem Englischen übersetzt und mit einem Nachwort von Burkhart Kroeber. Fortschreibung von Ulrike Leonhardt. Mit den Illustrationen der Erstausgabe.
- Johann Wolfgang Goethe: Maximen und Reflexionen / Sprüche. Nachwort von Rüdiger Görner. Mit Stichwortregister.
- Knut Hamsun: Die Königin von Saba. Erzählungen. Aus dem Norwegischen übersetzt und mit einem Nachwort von Aldo Keel. Inhalt: Die Königin von Saba / Auf Tournee / Eine ganz gewöhnliche Fliege mittlerer Größe / Übers Meer / Frauensieg / Heimliches Weh / Stimme des Lebens / Schwärmer.
- DuBose Heyward: Porgy. Roman. Aus dem Amerikanischen übersetzt von Renate Orth-Guttmann. Nachwort von Michael Naura.
- Guy de Maupassant: Stark wie der Tod. Roman. Aus dem Französischen übersetzt von Caroline Vollmann. Nachwort von Hermann Lindner.
- Stratis Myrivilis: Die Madonna mit dem Fischleib. Roman. Aus dem Neugriechischen übersetzt von Helmut von den Steinen, überarbeitet von Isabella Schwaderer. Nachwort von Helmut von den Steinen.
- Charles-Louis Philippe: Bubu vom Montparnasse / Croquignole. Zwei Romane. Aus dem Französischen übersetzt von Caroline Vollmann. Nachwort von Ralph-Rainer Wuthenow.
- Schiffe in der Weltliteratur. Anthologie. Auswahl und Nachwort von Manfred Gsteiger. Mit 16 Illustrationen. Inhalt: Genesis Die Arche Noah / Homerische Hymne Auf Dionysos / Alkaios Das lecke Staatsschiff / Apollonios Rhodios Ausfahrt der Argonauten / Gaius Valerius Catullus Auf sein Schiffchen / Quintus Horatius Flaccus An ein Schiff / Anonym Wie Conaing ertrank / Anonym St. Columba’s Abschied / Anonym Sankt Brendans wundersame Seefahrt / Anonym Das Schwanschiff am Rhein / Anonym Das kupferne kleine Boot / Wang We Für Tschau, als er nach Japan zurückkehrte / Wang Tschang-ling Das Boot der Lotussammlerinnen / Su Shih Das Blumenschiff / Kabîr Die Welt ist ein Fährboot / Francesco Petrarca Es wird mein Schiff / Gaspara Stampa Mein Leben ist ein Meer / Théodore Agrippa d’Aubigné Mit scharfer Ruder Schlag / Luis de Góngora Das schiffende Brautpaar / Tristan L’Hermite Das Schiff / Johann Wolfgang Goethe Diese Gondel / Friedrich Schiller Kolumbus / Joseph von Eichendorff Schiffergruß / Alphonse de Lamartine Reise in den Orient / Franz Grillparzer Tagebuch auf der Reise nach Konstantinopel und Griechenland, 1843 / Heinrich Heine Mit schwarzen Segeln / Wilhelm Hauff Die Geschichte von dem Gespensterschiff / Thomas Lovell Beddoes Seemannslied / José de Espronceda Sang der Piraten / Oliver Wendell Holmes Vom Rudern / Michail Lermontow Das Segel / Walt Whitman In Kajütenschiffen auf See / Charles Baudelaire Das schöne Schiff / Conrad Ferdinand Meyer Zwei Segel / Henrik Ibsen Verbrannte Schiffe / José-María de Hérédia Für das Schiff Virgils / József Kiss Auf dem Schiffe / Friedrich Nietzsche Nach neuen Meeren / Carl Spitteler Das Leuchtschiff / Candelario Obeso Ruderlied / Arthur Rimbaud Das trunkene Schiff / Émile Verhaeren Die Barke / Joseph Conrad Jugend / Andrzej Niemojewski Der Steuermann / Stephen Crane Das offene Boot / Christian Morgenstern Schiff ‹Erde› / Charles Péguy Das Lastschiff Paris / Rainer Maria Rilke Das Auswanderer-Schiff / Robert Walser Kahnfahrt / Heinrich Lautensack Ballade einer Kahnfahrt auf einem märkischen See / Joachim Ringelnatz Schiff 1931 / Oskar Loerke Das Korsarenschiff / Dino Campana Schiff unterwegs / Egon Erwin Kisch Bei den Heizern des Riesendampfers / Georg Heym Die Dampfer auf der Havel / Blaise Cendrars An Bord der ‹Formosa› / Fernando Pessoa Meeresode / Giuseppe Ungaretti Sich gleich / Eugenio Montale Boote auf der Marne / Bertolt Brecht Das Schiff / Elisabeth Langgässer Die Bootstaufe / Ernest Hemingway Nach dem Sturm / Pablo Neruda Das Gespenst des Frachtschiffs / Rolf Jacobsen Dem Meer entgegen / Mario Tobino Die Eifersucht des Seemanns / Max Frisch Beim Segeln / Orhan Veli Galatabrücke / Loys Masson Der Segler Nord / Gerhard Meier Traumschiffe / Silja Walter Segellied / Paul Celan Auf hoher See / Ingeborg Bachmann Ausfahrt / Nicolas Bouvier Ulysses / Hans Magnus Enzensberger Der Untergang der ‹Titanic›: Sechzehnter Gesang und Siebzehnter Gesang / Walter Helmut Fritz Komm. Runar Schildt: Zoja und andere Erzählungen.
- Geschichten aus Finnland. Aus dem Schwedischen übersetzt von Gisbert Jänicke. Auswahl und Nachwort von Aldo Keel. Inhalt: Armas Fager / Der Hexenwald / Der Schwächere / Der Fleischwolf / Zoja.
- Christoph Martin Wieland: Geschichte des Agathon. Roman. Herausgegeben und mit einem Nachwort von Rolf Vollmann.
- Das schöne Mädchen Yingying: Erotische Novellen aus China. Anthologie. Aus dem Chinesischen übersetzt und mit einem Nachwort von Martin Gimm. Mit 34 zeitgenössischen Holzschnitten. Inhalt: Bo Xingjian Die Geschichte von dem schönen Mädchen Li / Yuan Zhen Die Geschichte von der schönen Yingying oder Begegnung mit einem Feenmädchen / Anonym Episode eines Frühlingstraumes / Li Yu Das Haus der zehn Hochzeitspokale / Nalan Xingde, Auswahl seiner Gedichte.

### 2002
- Louis Couperus: Die langen Linien der Allmählichkeit. Roman. Aus dem Niederländischen übersetzt von Gregor Seferens. Nachwort von Carel ter Haar.
- Erasmus von Rotterdam: Das Lob der Torheit. Aus dem Lateinischen übersetzt und mit einem Nachwort von Kurt Steinmann. Mit 30 Zeichnungen von Hans Holbein d. J.
- Jean Paul: Der Komet. Roman. Mit einem Nachwort von Ralph-Rainer Wuthenow.
- David Herbert Lawrence: Liebende Frauen. Roman. Aus dem Englischen übersetzt von Petra-Susanne Räbel. Nachwort von Dieter Mehl.
- Pierre Louÿs: Dieses obskure Objekt der Begierde / Aphrodite. Zwei Romane. Aus dem Französischen übersetzt und mit einem Nachwort von Vincenzo Orlando.
- Pferde in der Weltliteratur. Anthologie. Auswahl und Nachwort von Armin Eidherr. Mit 16 Illustrationen. Inhalt: Das Buch Hiob Die Rede des Herrn aus dem Wettersturm / Mimnermos Helios / Theognis Pferde und Knaben / Anakreon Thrakisch Füllen / Plutarch Alexander und die Zähmung des Bukephalos / Der Koran 100. Sure / Du Fu Das weiße Pferd / Tausendundeine Nacht Geschichte vom Zauberpferde / Anonym Die Geschichte von den zwei Grauschimmelhengsten des Tschingis Khan / Anonym Das Pferd und die Meerkatzen / Martin Buber Die Pferde / Jörg Wickram Von zwei Roßtäuschern, die Schelmen tauschten / Jean de La Fontaine Das Pferd und der Esel / Abraham a Sancta Clara Pferd-Narr / Jonathan Swift Gulliver im Land der Houyhnhnms / Kelemen Mikes Aus den Briefen aus der Türkei / Gokason, Tessenka, Issa, Kijō, Bashō Fünf Pferde-Haikus / Gotthold Ephraim Lessing Zeus und das Pferd / Tomás de Iriarte Das Eichhörnchen und das Pferd / Friedrich Schiller Pegasus in der Dienstbarkeit / Heinrich von Kleist Korrespondenz-Nachricht / Achim von Arnim, Clemens Brentano Reiterlied / Adelbert von Chamisso Das Dampfroß / Joseph von Eichendorff Das Flügelroß / Gustav Schwab Der Reiter und der Bodensee / Heinrich Heine Alter Karrengaul und Esel, den Dampfwagen vorbeirollen sehend / Fritz Reuter Memoiren eines alten Fliegenschimmels in Briefen an seinen Urenkel / Walt Whitman Der Hengst / Friedrich Hebbel Zu Pferd! Zu Pferd! / Lew Tolstoj Der Leinwandmesser. Die Geschichte eines Pferdes / Mark Twain Ein Satanspferd / Guy de Maupassant Hoch zu Roß / José-María de Hérédia Die Kentaurin / Paul Verlaine Karussellpferde / José Martí Borstige Mähne / Giovanni Pascoli Die Grauschimmelstute / Scholem Alejchem Methusalem (Ein jüdisches Pferd) / Cyriell Buysse Das Pferd / Sebastiano Satta Der Bräutigam / Christian Morgenstern Der Droschkengaul / Michail Prischwin Der schwarze Araber / Hugo von Hofmannsthal Reitergeschichte / Rainer Maria Rilke Der Schimmel / Theodor Däubler Die Droschke / Robert Musil Kann ein Pferd lachen? / Franz Kafka Zum Nachdenken für Herrenreiter / Berthold Viertel Pferderennen / Alfonso Reyes Die Pferde / Melech Rawitsch Pferde / Isaak Babel Argamak / Sergej A. Jessenin Die Pferde / Ernst Waldinger Ein Pferd in der 47. Straße / Georg Kulka Für ein Pferd / Tarjei Vesaas Das Pferd von Hogget / Federico García Lorca Reiterlied / Silvina Ocampo Der Grauschimmel / Pablo Neruda Pferd der Träume / Johannes Bobrowski Pferde / Robert Gernhardt Indianergedicht.
- Girolamo Savonarola: O Florenz! O Rom! O Italien! Predigten, Schriften, Briefe. Aus dem Lateinischen und Italienischen übersetzt und mit einem Nachwort von Jacques Laager.
- Scholem Alejchem: Tewje, der Milchmann. Aus dem Jiddischen übersetzt und mit einem Nachwort von Armin Eidherr.
- Italo Svevo: Senilità. Roman. Aus dem Italienischen übersetzt von Barbara Kleiner. Nachwort von Ute Stempel.
- Anthony Trollope: Septimus Harding, Spitalvorsteher. Roman. Aus dem Englischen übersetzt von Andrea Ott. Nachwort von Doris Feldmann.
- Émile Zola: Germinal. Roman. Aus dem Französischen übersetzt von Caroline Vollmann. Nachwort von Manfred Gstreiger.

### 2003
- Jane Austen: Stolz und Vorurteil. Roman. Aus dem Englischen übersetzt von Andrea Ott. Nachwort von Elfi Bettinger.
- Francisco Ayala: Der Kopf des Lammes. Erzählungen. Aus dem Spanischen übersetzt und mit einem Nachwort von Erna Brandenberger. Inhalt: Der Hahn in der Passionsgeschichte / Susanna steigt aus dem Bade / Jasminduft. Huldigung an Espronceda / Der Bernini-Engel, mein Engel / Eine Affengeschichte / Auch so ein blauer Vogel / Keine Literatur / An den Pforten Edens / Mehr über Engel / Nachahmung und Vergeltung / Der unbekannte Kollege / Ein Weihnachtsfest im Land der Ungläubigen oder Sie sind wie die Kinder / Ein Fisch / Die Entführung / Unser Garten / Die Schwalben vom Vorjahr / Der Kopf des Lammes.
- Arnold Bennett: Hotel Grand Babylon. Roman. Aus dem Englischen übersetzt von Renate Orth-Guttmann. Nachwort von Armin Eidherr.
- Otto Flake: Hortense oder Die Rückkehr nach Baden-Baden. Roman. Nachwort von Gert Ueding.
- Anatole France: Die rote Lilie. Roman. Aus dem Französischen übersetzt von Caroline Vollmann. Nachwort von Albert Gier.
- Max Frisch: Stiller. Roman. Nachwort von Peter von Matt.
- Joaquim Maria Machado de Assis: Die nachträglichen Memoiren des Bras Cubas. Roman. Aus dem Portugiesischen übersetzt von Wolfgang Kayser. Nachwort von Susan Sontag.
- Pharao Cheops und der Magier. Altägyptische Märchen und Erzählungen. Aus dem Hieroglyphischen, Demotischen und Altgriechischen übersetzt und mit einem Nachwort von Karlheinz Schüssler. Mit 8 farbigen Bildtafeln.
- Logan Pearsall Smith: Trivia. Prosastücke und Aphorismen. Aus dem Englischen übersetzt und mit einem Nachwort von Friedhelm Kemp.
- Lew Tolstoi: Anna Karenina. Roman. Aus dem Russischen übersetzt von Bruno Goetz. Nachwort von Dieter Wellershoff. 2 Bände.
- Émile Zola: Das Glück der Familie Rougon. Roman. Aus dem Französischen übersetzt von Caroline Vollmann. Nachwort von Manfred Gsteiger.

### 2004
- Benjamin Disraeli: Tancred oder Der neue Kreuzzug. Roman. Aus dem Englischen übersetzt von Ingrid Rein. Nachwort von Norbert Miller.
- Friedrich Dürrenmatt: In den Verliesen der Wirklichkeit. Erzählungen. Herausgegeben von Daniel Keel und Peter von Matt. Nachwort von Peter von Matt. Inhalt: Der Hund / Pilatus / Der Tunnel / Die Panne / Der Brudermord im Hause Kyburg / Abu Chanifa und Anan ben David / Das Sterben der Pythia / Der Auftrag / Der Tod des Sokrates / Selbstgespräch.
- Henry Fielding: Tom Jones. Roman. Aus dem Englischen übersetzt von Eike Schönfeld. Nachwort von Werner von Koppenfels. Der 600. Band der Bibliothek der Weltliteratur. 2 Bände.
- Nathaniel Hawthorne: Das Haus mit den sieben Giebeln. Roman. Aus dem Amerikanischen übersetzt von Irma Wehrli. Nachwort von Hanjo Kesting.
- Thomas Morus: Utopia. Roman. Aus dem Lateinischen übersetzt und mit einem Nachwort von Jacques Laager.
- Petronius: Satyricon. Roman. Aus dem Lateinischen übersetzt und mit einem Nachwort von Kurt Steinmann.
- Marcel Proust: Der gewendete Tag Auf der Suche nach der verlorenen Zeit in den Vorabdrucken. Herausgegeben und aus dem Französischen übersetzt von Christina Viragh und Hanno Helbling. Nachwort von Christina Viragh. Inhalt: Vorfrühling / Sonnenstrahl auf dem Balkon / Die Dorfkirche / Osterferien / Balbec / Im Schatten der Guermantes / Kleine Skizze des Kummers über eine Trennung, und wie das Vergessen unregelmäßig fortschreitet / In Venedig / Ein Todeskampf / Ein Kuß / Ein nebliger Abend / Das Aussetzen des Herzens / Im Bähnchen bis zur Raspelière / Seltsamer und schmerzlicher Grund eines Heiratsprojekts / Ein Abend bei den Verdurins / Die Schlafende anschauen / Mein Aufwachen / Eine Matinee im Trocadéro / Bergottes Tod.
- Ivan Turgenev: Aufzeichnungen eines Jägers Samt drei Jäger-Skizzen aus dem Umkreis. Aus dem Russischen übersetzt und mit einem Nachwort von Peter Urban.
- Auguste de Villiers de L’Isle-Adam: Die künftige Eva. Roman. Aus dem Französischen übersetzt und mit einem Nachwort von Manfred Gsteiger.
- Robert Walser: Der Gehülfe. Roman. Nachwort von Wilhelm Genazino.
- Virginia Woolf: Mrs Dalloway. Roman. Aus dem Englischen übersetzt von Walter Boehlich. Nachwort von Sibylle Lewitscharoff.
- Vom Glück des Lesens und Gelesenwerdens. Manesse Almanach auf das 60. Verlagsjahr. Mit 20 Illustrationen. Inhalt: Zum Geleit / 600 Aphorismen von Börne, Canetti, Čechov, Chamfort, Cioran, Ebner-Eschenbach, Erasmus, Goethe, Hofmannsthal, Jean Paul, Kafka, Kraus, Lessing, Lichtenberg, Machado de Assis, Márai, Montaigne, Nietzsche, Pascal, Raabe, F. Schlegel, Schnitzler, Schopenhauer, Smith, Sterne, Tucholsky, Valéry, R. Walser, Wilde, V. Woolf / Quellennachweis / Manesse-Zeittafel / Chronologisches Verzeichnis 1944–2004 / Alphabetisches Verzeichnis.

### 2005
- Hans Christian Andersen: Peer im Glück / Fußreise / Tante Zahnweh. Ein Roman und zwei Erzählungen. Aus dem Dänischen übersetzt von Renate Bleibtreu und Gisela Perlet. Nachwort von Rüdiger Görner.
- Herman Bang: Stuck. Roman. Aus dem Dänischen übersetzt von Aldo und Ingeborg Keel. Nachwort von Aldo Keel.
- Giorgio Bassani: Die Gärten der Finzi-Contini. Roman. Aus dem Italienischen übersetzt von Herbert Schlüter. Nachwort von Ute Stempel.
- Jerome K. Jerome: Drei Männer auf Bummelfahrt. Roman. Aus dem Englischen übersetzt von Renate Orth-Guttmann. Nachwort von Felicitas von Lovenberg.
- Eduard von Keyserling: Schwüle Tage. Erzählungen. Nachwort von Martin Mosebach. Inhalt: Schwüle Tage / Bunte Herzen / Nicky / Am Südhang.
- Ippolito Nievo: Bekenntnisse eines Italieners. Roman. Aus dem Italienischen übersetzt von Barbara Kleiner. Nachwort von Klaus Harpprecht. 2 Bände.
- Henryk Sienkiewicz: Wirren. Roman. Aus dem Polnischen übersetzt von Karin Wolff. Nachwort von Olga Tokarczuk.
- Robert Louis Stevenson: Emigrant aus Leidenschaft. Ein literarischer Reisebericht. Aus dem Englischen übersetzt von Axel Monte. Nachwort von Joachim Kalka.
- Anthony Trollope: Die Türme von Barchester. Roman. Aus dem Englischen übersetzt von Andrea Ott. Nachwort von Doris Feldmann.
- Und wärst du doch bei mir. Ex epistolis duorum amantium. Eine mittelalterliche Liebesgeschichte in Briefen. Aus dem Lateinischen übersetzt und mit einem Nachwort von Eva Cescutti und Philipp Steger.

### 2006
- Francisco Ayala: Wie Hunde sterben. Roman. Aus dem Spanischen übersetzt von Erna Brandenberger. Nachwort von Hanjo Kesting.
- Herman Bang: Am Weg. Roman. Aus dem Dänischen übersetzt von Ingeborg und Aldo Keel. Nachwort von Aldo Keel.
- Dandin: Die Abenteuer der zehn Prinzen. Ein altindischer Roman. Aus dem Sanskrit von Sven Sellmer. Nachwort von Jens-Uwe Hartmann.
- Theodor Fontane: Cécile. Roman. Nachwort von Ijoma Mangold.
- Eduard von Keyserling: Im stillen Winkel. Erzählungen. Nachwort von Tilman Krause. Inhalt: Harmonie / Seine Liebeserfahrung / Im stillen Winkel.
- Rudyard Kipling: Indische Erzählungen. Aus dem Englischen übersetzt von Irma Wehrli. Nachwort von Roger Shatulin. Inhalt: Die Geschichte von Muhammad Din / Das Wunder des Purun Bhagat / Ohne kirchlichen Segen / Die Brückenbauer / Der Bisara von Poiree / Das Tor der hundert Sorgen / Dray Wara Yow Dee / Die Geisterrikscha.
- Premtschand: Godan oder Das Opfer. Roman. Aus dem Hindi übersetzt von Irene Zahra. Nachwort von Annemarie Etter.
- Kurt Tucholsky: Schloss Gripsholm. Eine Sommergeschichte. Nachwort von Fritz J. Raddatz.
- Richard Yates: Zeiten des Aufruhrs. Roman. Aus dem Amerikanischen übersetzt von Hans Wolf. Nachwort von Eva Menasse.

### 2007
- Peter Altenberg: Wie ich es sehe. Herausgegeben und mit einem Nachwort von Burkhard Spinnen.
- Herman Bang: Sommerfreuden. Erzählungen. Aus dem Dänischen übersetzt von Ingeborg und Aldo Keel. Nachwort von Aldo Keel. Inhalt: Sommerfreuden / Die Raben / Fräulein Caja.
- Alexandre Dumas: Kapitän Pamphile. Roman. Aus dem Französischen übersetzt von Jörg Trobitius. Nachwort von Alex Capus.
- Desző Kosztolányi: Lerche. Roman. Aus dem Ungarischen übersetzt von Christina Viragh. Nachwort von Péter Esterházy.
- Lob der Ehe. Ein weltliterarisches Treuebuch. Herausgegeben von Rafik Schami. Inhalt: Mark Twain, Nach dem Sündenfall / Astrid Lindgren, Geschichte einer Ehe / Guy de Maupassant, Im Wald / Joyce Carol Oates, Die Ehebrecherin / Martin Buber, Erwidrung im Streit / Anton Tschechow, Die Ehe in 10–15 Jahren: Ein ernster Schritt / Lena Bach, Trotzdem / Tonino Guerra, Drei Teller: Das Schachspiel: Nie direkt / Frank Wedekind, Die Schutzimpfung / Margarete von Navarra, Die Versagung: Die Reue / Wilhelm und Jacob Grimm, Die kluge Bauerntochter / Arthur Schnitzler, Ehediskurs / Michel de Montaigne, Die Liebe / Inge Merkel, Das Gewebe / John Updike, Werben um die eigene Frau / Hermann Kinder, Glückliche Entfernung / Laurence Sterne, Ehegespräch zu nachtschlafender Stunde / Root Leeb, Das Wichtigste / Francisco Ayala, Die Schwalben vom Vorjahr / Otto Flake, Das Bild / Heinrich von Kleist, Anekdote / Clarice Lispector, Familienbande / Sidonie-Gabrielle Colette, Geheimnisse / Sulchan-Saba Orbeliani, Die liebenden Ehegatten / Miriam Loewy, Abrechnung mit Sechzig / Marcel Prévost, Gegenseitige Diskretion in der Ehe / Rafik Schami, Erinnerst du dich? / Emilia Pardo Bazán, Die Feministin / Alfred Döblin, Der Dritte / Sei Shonagon, Aus dem Kopfkissenbuch einer Hofdame / William Somerset Maugham, Eine Vernunftehe / August Strindberg, Ein Puppenheim / Mullah Nasrudin Hodscha, Wer füttert den Esel?: Aber meine Frau ...: Zwei Paare im Ehebett / Ian McEwan, Ein Vierteljahrhundert später / Gabrielle Roy, Um eine Heirat zu verhindern / Jean Giraudoux, Der anonyme Brief / Friederike Mayröcker, Ernst Jandl und seine Götterpflicht / Jules Supervielle, Das Vorbild der Ehegatten / Peter Altenberg, Ehebruch / Emmanouil Roidis, Geschichte eines Hühnerhofs / Katherine Mansfield, Die schwarze Mütze / Goffredo Parise, Zuneigung / André Maurois, Im Zickzack / Anonym, Eine delikate Episode / Álvaro de Laiglesia, Strategie der Ehe / Anonym, Wie der Bauer statt der Bäuerin das Haus versorgte / Die Sage von Philemon und Baukis / Friedrich Nietzsche, Also sprach Zarathustra / Anonym, Die Geschichte vom verliebten Philosophen / Heinrich Heine, Moral
- René Maran: Batouala. Roman. Aus dem Französischen übersetzt von Caroline Vollmann. Nachwort von Jürgen von Stackelberg.
- George Meredith: Die tragischen Komödianten. Roman. Aus dem Englischen übersetzt von Irma Wehrli. Nachwort von Hanjo Kesting.
- Arthur van Schendel: Fregattschiff Johanna Maria. Roman. Aus dem Niederländischen übersetzt von Gregor Seferens. Nachwort von Maarten ’t Hart.
- Walter Serner: Letzte Lockerung. Ein Handbrevier für Hochstapler und solche, die es werden wollen. Herausgegeben von Andreas Puff-Trojan. Nachwort von Georg M. Oswald.
- Italo Svevo: Ein Leben. Roman. Aus dem Italienischen übersetzt von Barbara Kleiner. Nachwort von Edgar Sallager.
- Anthony Trollope: Die Claverings. Roman. Aus dem Englischen übersetzt von Andrea Ott. Nachwort von Manfred Pfister.

### 2008
- Halide Edip Adıvar: Die Tochter des Schattenspielers. Roman. Aus dem Englischen von Renate Orth-Guttmann. Nachwort von Sara Heigl.
- Bettina und Gisela von Arnim: Das Leben der Hochgräfin Gritta von Rattenzuhausbeiuns Märchenroman. Nachwort von Rolf Vollmann.
- Jane Austen: Northanger Abbey. Roman. Aus dem Englischen übersetzt von Andrea Ott. Nachwort von Hans Pleschinski.
- Willa Cather: Lucy Gayheart. Aus dem Amerikanischen von Elisabeth Schnack. Nachwort von Alexa Hennig von Lange.
- Colette: Erwachende Herzen. Roman. Mit den Prosaskizzen Atempause und Mir ist heiß. Aus dem Französischen übersetzt von Stefanie Neumann, Roseli und Saskia Bontjes van Beek. Nachwort von Meike Feßmann.
- Higuchi Ichiyo: Mond überm Dachfirst. Erzählungen. Aus dem Japanischen übersetzt und mit einem Nachwort von Michael Stein. Inhalt: Kirschblüten in der Finsternis / Mond überm Dachfirst / Solange sie ein Kind war / Eine leere Zikadenhülle / Am Scheideweg / Meister Bitter / Ein Schneetag.
- Doris Lessing: Das fünfte Kind. Roman. Aus dem Englischen übersetzt von Eva Schönfeld. Nachwort von Annette Mingels.
- Katherine Mansfield: Rosabels Tagtraum. Erzählungen. Aus dem Englischen übersetzt und mit einem Nachwort von Ruth Schirmer. Inhalt: Rosabels Tagtraum / Die Gartenparty / Die Seereise / Die Frau von der Theke / Psychologie / Frühlingsbilder / Die Fliege / Glück / Eine Gewürzgurke / Der Fremde / Miss Brill / Sixpence / Eine ideale Familie / In der Bucht / Über Pat / Das Puppenhaus / Die schwarze Mütze / Der Kanarienvogel.
- Inge Merkel: Das große Spektakel. Roman. Nachwort von Ernst-Wilhelm Händler.
- Teresa de la Parra: Tagebuch einer jungen Dame, die sich langweilt. Roman. Aus dem Spanischen von Petra Strien-Bourmer. Nachwort von Maike Albath.
- Sofja Tolstaja: Eine Frage der Schuld. Roman. Mit der Kurzen Autobiographie der Gräfin S. A. Tolstaja. Aus dem Russischen übersetzt von Alfred Frank und Ursula Keller. Nachwort von Ursula Keller.
- Gabriela Zapolska: Sommerliebe. Roman. Aus dem Polnischen übersetzt von Karin Wolff. Nachwort von Hannelore Schlaffer.

### 2009
- Abraham a Sancta Clara: Hui und Pfui der Welt. Heilsames Gemisch-Gemasch aus Predigten und Schriften. Nachwort von Franz Schuh.
- Honoré de Balzac: Modeste Mignon. Roman. Aus dem Französischen übersetzt von Caroline Vollmann. Nachwort von Johannes Willms.
- Willa Cather: Schatten auf dem Fels. Roman. Aus dem Amerikanischen übersetzt von Elisabeth Schnack. Nachwort von Sabina Lietzmann.
- Antonio Di Benedetto: Zama wartet. Roman. Aus dem Spanischen übersetzt von Maria Bamberg. Nachwort von Roland Spiller.
- Ennio Flaiano: Alles hat seine Zeit. Roman. Aus dem Italienischen übersetzt von Susanne Hurni. Nachwort von Elke Heidenreich.
- Knut Hamsun: Pan. Roman. Aus dem Norwegischen übersetzt von Ingeborg und Aldo Keel. Nachwort von Aldo Keel.
- Henry James: Benvolio. Erzählungen. Aus dem Amerikanischen übersetzt von Ingrid Rein. Nachwort von Elmar Krekeler. Inhalt: Ein Landschaftsmaler / Longstaffs Heirat / Der Weg der Pflicht / Benvolio / Vier Begegnungen.
- Raymond Queneau: Odile. Roman. Aus dem Französischen übersetzt von Eugen Helmlé. Nachwort von Tilman Spreckelsen.
- Worte Jesu. Gebete und Reden, Gespräche und Sprüche aus den Evangelien. Nach der Zusammenstellung von Friedrich Streicher überarbeitet und in der Übersetzung der Zürcher Bibel neu herausgegeben von Werner Stauffache
- Marguerite Yourcenar: Ich zähmte die Wölfin. Die Erinnerungen Hadrians. Roman. Aus dem Französischen übersetzt von Fritz Jaffé. Nachwort von Christina Viragh. Mit Glossar.
- Stefan Zweig: Novellen. Nachwort von Rüdiger Görner. Inhalt: Brennendes Geheimnis / Praterfrühling / Widerstand der Wirklichkeit / Die Frau und die Landschaft / Vierundzwanzig Stunden aus dem Leben einer Frau / Unvermutete Bekanntschaft mit einem Handwerk / Schachnovelle.

### 2010
- Elizabeth Gaskell: Mr. Harrisons Bekenntnisse. Erzählungen. Aus dem Englischen übersetzt von Andrea Ott. Nachwort von Alice Reinhard-Stocker. Inhalt: Schafscherer in Cumberland / Cousine Phillis / Mr. Harrisons Bekenntnisse.
- Henry James: Die Drehung der Schraube. Novelle. Aus dem Englischen von Ingrid Rein. Nachwort von Paul Ingendaay.
- Ippolito Nievo: Ein Engel an Güte. Roman. Aus dem Italienischen von Barbara Kleiner. Nachwort von Lothar Müller.
- Wilhelm Raabe: Stopfkuchen. Eine See- und Mordgeschichte. Nachwort von Arno Geiger.
- Emmanouil Roidis: Der Ehemann erfährt’s zuletzt. Erzählungen. Herausgegeben von Andrea Schellinger. Aus dem Griechischen übersetzt von Gerhard Blümlein und Sigrid Willer. Nachwort von Tilman Spengler. Inhalt: Monolog eines Empfindsamen / Die Klage des Totengräbers / Geschichte eines Hühnerhofs / Geschichte eines Hundes / Seelenleben eines Gatten aus Syros / Die Eintagsfliegen / Geschichte einer Erschießung / Geschichte eines Pferdes / Orest und Pylades / Sie bezwang alle, nicht aber die Zeit / Von der Schlacht der Hunde gegen die Ratten / Geschichte einer Katze / Lob der Krankheit / Der Ehemann erfährt’s zuletzt.
- Joseph Roth: Radetzkymarsch. Roman. Nachwort von Eva Demski.
- Sofja Tolstaja: Lied ohne Worte. Roman. Aus dem Russischen übersetzt von Ursula Keller. Nachwort von Natalja Sharandak.
- Lew Tolstoi / Sofja Tolstaja: Kreutzersonate / Eine Frage der Schuld. Aus dem Russischen von Olga Radetzkaja und Alfred Frank. Nachworte von Olga Martynova und Oleg Jurjew.
- Mark Twain: Knallkopf Wilson. Roman. Aus dem Amerikanischen übersetzt von Reinhild Böhnke. Nachwort von Manfred Pfister.

### 2011
- Jane Austen: Lady Susan und andere Erzählungen. Aus dem Englischen übersetzt von Ilse Leisi und Renate Orth-Guttmann. Nachwort von Katharina Hagena. Inhalt: Lady Susan / Liebe und Freundschaft / Drei Schwestern / Catharine.
- Herman Bang: Tine. Roman. Aus dem Dänischen übersetzt von Ingeborg und Aldo Keel. Nachwort von Aldo Keel.
- Emily Brontë: Sturmhöhe. Roman. Aus dem Englischen übersetzt von Ingrid Rein. Nachwort von Susanne Ostwald.
- Gilbert Keith Chesterton: Der Mann, der zu viel wusste. Kriminalgeschichten. Aus dem Englischen übersetzt von Renate Orth-Guttmann. Nachwort von Elmar Schenkel.
- Théophile Gautier: Mademoiselle de Maupin. Roman. Aus dem Französischen von Caroline Vollmann. Nachwort von Dolf Oehler.
- Eduard von Keyserling: Wellen. Roman. Nachwort von Florian Illies.
- Madame de La Fayette: Die Prinzessin von Clèves. Roman. Aus dem Französischen übersetzt von Ferdinand Hardekopf. Nachwort von Alexander Kluge.
- Italo Svevo: Zenos Gewissen. Roman. Aus dem Italienischen übersetzt von Barbara Kleiner. Nachwort von Maike Albath.
- William Makepeace Thackeray: Das Buch der Snobs. Aus dem Englischen übersetzt von Gisbert Haefs. Nachwort von Asfa-Wossen Asserate.

### 2012
- Sait Faik Abasıyanık: Geschichten aus Istanbul. Erzählungen. Aus dem Türkischen übersetzt und mit einem Nachwort von Gerhard Meier.
- Tania Blixen: Jenseits von Afrika. Roman. Aus dem Dänischen von Gisela Perlet. Nachwort von Ulrike Draesner.
- Baltasar Gracián: Handorakel und Kunst der Weltklugheit. Aus dem Spanischen übersetzt von Arthur Schopenhauer. Nachwort von Adam Soboczynski.
- Henry James: Wie alles kam. Erzählungen. Aus dem Englischen übersetzt von Ingrid Rein. Nachwort von Angela Schader. Inhalt: Georginas Gründe / M. Briseux’ Liebchen / Wie alles kam / Augengläser / Kollaboration.
- Mori Ōgai: Die Wildgans. Roman. Aus dem Japanischen übersetzt und mit einem Nachwort von Fritz Vogelgsang.
- Hjalmar Söderberg: Doktor Glas. Roman. Aus dem Schwedischen übersetzt von Verena Reichel. Nachwort von Antje Rávic Strubel.
- Robert Louis Stevenson: Die Ebbe. Roman. Aus dem Englischen übersetzt und mit einem Nachwort von Klaus Modick.
- August Strindberg: Das Rote Zimmer. Roman. Aus dem Schwedischen übersetzt von Renate Bleibtreu. Nachwort von Peter Henning.
- Hermann Ungar: Die Klasse. Roman. Nachwort von Ulrich Weinzierl.
- Die Zauberflöte. Ein literarischer Opernbegleiter. Mit dem Libretto Emanuel Schikaneders und verwandten Märchendichtungen. Herausgegeben von Jan Assmann. Mit Abbildungen. Leinen mit Goldprägung.

### 2013
- Edmondo de Amicis: Liebe und Gymnastik. Roman. Aus dem Italienischen übersetzt von Barbara Kleiner. Nachwort von Manfred Pfister.
- Ambrose Bierce: Des Teufels Wörterbuch. Aus dem Amerikanischen übersetzt und mit einem Nachwort von Gisbert Haefs. Samtbezug mit Folienprägung.
- Élémir Bourges: Götterdämmerung. Roman. Aus dem Französischen übersetzt von Alexandra Beilharz. Nachwort von Albert Gier.
- Eduard von Keyserling: Beate und Mareile. Roman. Nachwort von Uwe Timm.
- Søren Kierkegaard: Tagebuch des Verführers. Aus dem Dänischen übersetzt von Gisela Perlet. Nachwort von Elmar Krekeler.
- Joaquim Maria Machado de Assis: Dom Casmurro. Roman. Aus dem Portugiesischen übersetzt von Marianne Gareis. Nachwort von Kersten Knipp.
- Robert Musil: Die Verwirrungen des Zöglings Törleß. Roman, in der Fassung der Erstausgabe von 1906. Nachwort von Peter Henning.
- Vladimir Odoevskij: Der schwarze Handschuh. Erzählungen. Aus dem Russischen übersetzt und mit einem Nachwort von Peter Urban. Inhalt: Der schwarze Handschuh / Das Gespenst / Folgen eines satirischen Artikels / Märchen vom toten Körper, unbekannt, wem gehörig / Die Sylphide / Prinzessin Mimi / Prinzessin Zizi
- Abbé Prévost: Manon Lescaut. Roman. Aus dem Französischen übersetzt von Jörg Trobitius. Nachwort von Kristina Maidt-Zinke.
- Stille Nacht. Die schönsten Weihnachtsgeschichten aus aller Welt. Leinenbezug mit Goldfolienprägung. Inhalt: O. Henry, Dick der Pfeifer und der Weihnachtsstrumpf / Giovanni Verga, Der Esel des heiligen Josef / Emilia Pardo Bazán, Die Heilige Nacht des Spielers / Alexander L. Kielland, Else. Eine Weihnachtsgeschichte / Rudolf G. Binding, Das Peitschchen. Eine Weihnachtsgeschichte, drei Kindern erzählt / Fjodor M. Dostojewskij, Der Knabe am Weihnachtsabend beim Herrn Jesu / Guy de Maupassant, Ein Weihnachtsabend / Frigyes Karinthy, Weihnachtsnummer / Arthur Conan Doyle, Der blaue Karfunkel / Nikolaj Gogol, Die Nacht vor Weihnachten / Guillaume Apollinaire, Das Weihnachtsfest der Milords / Emilia Pardo Bazán, Der weiße Stern / Bret Harte, Der Weihnachtsmann kommt nach Simpsons Bar / Camillo Boito, Weihnachtsabend.
- William Makepeace Thackeray: Die Memoiren des Barry Lyndon. Roman. Aus dem Englischen übersetzt von Gisbert Haefs. Nachwort von Hanjo Kesting.

### 2014
- Abaelard und Heloïse: Liebesbriefe. Aus dem Lateinischen übersetzt von Hans-Wolfgang Krautz. Nachwort von Georges Duby.
- Herman Bang: Ludvigshöhe. Roman. Aus dem Dänischen von Ingeborg und Aldo Keel. Nachwort von Aldo Keel.
- Hjalmar Bergman: Skandal in Wadköping. Roman. Aus dem Schwedischen von Günter Dallmann. Nachwort von Peter Urban-Halle.
- Nathaniel Hawthorne: Das Haus mit den sieben Giebeln. Roman. Aus dem Englischen von Irma Wehrli.
- Eduard von Keyserling: Dumala. Roman. Nachwort von Philipp Haibach.
- Runar Schildt: Zoja. Geschichten aus Finnland. Aus dem Schwedischen übersetzt von Gisbert Jänicke. Auswahl und Nachwort von Aldo Keel. Inhalt: Armas Fager / Der Hexenwald / Der Schwächere / Der Fleischwolf / Zoja.
- Italo Svevo: Ein gelungener Streich. Erzählungen. Aus dem Italienischen übersetzt von Barbara Kleiner. Nachwort von Hans-Ulrich Treichel. Inhalt: Reichlich Wein / Ein gelungener Streich / Die Geschichte vom guten alten Herrn und vom schönen Mädchen / Meuchlings / Kurze sentimentale Reise.

### 2015
- Fjodor Dostojewski: Das Krokodil. Erzählungen. Übersetzt von Christiane Pöhlmann. Nachwort von Eckhard Henscheid.
- Eduard von Keyserling: Fräulein Rosa Herz. Roman. Nachwort von Wiebke Porombka.
- Luigi Pirandello: Angst vor dem Glück. Erzählungen. Aus dem italienischen übersetzt von Hans Hinterhäuser. Nachwort von Matthias Weichelt.
- Walter Serner: Der rote Strich. Kriminalgeschichten, hrsg. u. komm. v. Andreas Puff-Trojan. Nachwort von Xaver Bayer.
- Anthony Trollope: Septimus Harding, Spitalvorsteher. Roman. Aus dem Englischen übersetzt von Andrea Ott. Nachwort von Doris Feldmann.
- Edith Wharton: Zeit der Unschuld. Roman. Aus dem Englischen von Andrea Ott.
- Stefan Zweig: Ungeduld des Herzens. Roman. Nachwort von Andreas Isenschmid.

### 2016
- Honoré de Balzac (Hrsg.): Von Edelfedern, Phrasendreschern und Schmierfinken. Die schrägen Typen der Journaille. Aus dem Französischen von Rudolf von Bitter.
- Charlotte Brontë: Jane Eyre. Roman. Aus dem Englischen von Andrea Ott.
- Marie von Ebner-Eschenbach: Unsühnbar. Roman. Nachwort von Sigrid Löffler.
- Zelda Fitzgerald: Himbeeren mit Sahne im Ritz. Erzählungen. Aus dem Englischen von Eva Bonné.
- Sōseki Natsume: Kokoro. Roman. Aus dem Japanischen übersetzt und mit einem Nachwort von Oscar Benl.
- Jakob Wassermann: Faber oder Die verlorenen Jahre. Roman. Nachwort von Insa Wilke.

### 2017
- Charles Baudelaire: Wein und Haschisch. Essays. Aus dem Französischen von Melanie Walz. Nachwort von Tilman Krause.
- Eduard von Keyserling: Fürstinnen. Roman. Nachwort von Jens Malte Fischer.

### Manesse Bibliothek
| Nr. | Autor                     | Titel                                                         | Übersetzer           | Vor- oder Nachwort     | Jahr | Seiten | ISBN                   |
| --- | ------------------------- | ------------------------------------------------------------- | -------------------- | ---------------------- | ---- | ------ | ---------------------- |
| 1   | Sinclair Lewis            | Babbitt                                                       | Bernhard Robben      | Michael Köhlmeier      | 2017 | 784    | ISBN 978-3-7175-2384-0 |
| 2   | Tania Blixen              | Jenseits von Afrika                                           | Gisela Perlet        | Ulrike Draesner        | 2017 | 688    | ISBN 978-3-7175-2438-0 |
| 3   | Mary Shelley              | Frankenstein                                                  | Alexander Pechmann   | Georg Klein            | 2017 | 464    | ISBN 978-3-7175-2370-3 |
| 4   | Jerome K. Jerome          | Drei Mann in einem Boot                                       | Gisbert Haefs        | Harald Martenstein     | 2017 | 384    | ISBN 978-3-7175-2440-3 |
| 5   | Jonathan Swift            | Gullivers Reisen                                              | Christa Schuenke     | Dieter Mehl            | 2017 | 704    | ISBN 978-3-7175-2078-8 |
| 6   | Sinclair Lewis            | Main Street                                                   | Christa E. Seibicke  | Heinrich Steinfest     | 2018 | 1008   | ISBN 978-3-7175-2454-0 |
| 7   | Jean Cocteau              | Thomas der Schwindler                                         | Claudia Kalscheuer   | Iris Radisch           | 2018 | 192    | ISBN 978-3-7175-2420-5 |
| 8   | Franz Kafka               | Das Schloss                                                   | -                    | Norbert Gstrein        | 2018 | 608    | ISBN 978-3-7175-2458-8 |
| 9   | Machado de Assis          | Das babylonische Wörterbuch                                   | Marianne Gareis      | Manfred Pfister        | 2018 | 256    | ISBN 978-3-7175-2422-9 |
| 10  | Katherine Mansfield       | Fliegen, tanzen, wirbeln, beben                               | Irma Wehrli          | Dörte Hansen           | 2018 | 384    | ISBN 978-3-7175-2482-3 |
| 11  | John Steinbeck            | Der Winter unseres Missvergnügens                             | Bernhard Robben      | Ingo Schulze           | 2018 | 608    | ISBN 978-3-7175-2432-8 |
| 12  | Thomas Morus              | Utopia                                                        | Jacques Laager       | Peter Sloterdijk       | 2018 | 320    | ISBN 978-3-7175-2456-4 |
| 13  | Iwan Turgenjew            | Das Adelsgut                                                  | Christiane Pöhlmann  | Michail Schischkin     | 2018 | 384    | ISBN 978-3-7175-2448-9 |
| 14  | Sei Shōnagon              | Kopfkissenbuch                                                | Michael Stein        | Michael Stein          | 2019 | 736    | ISBN 978-3-7175-2488-5 |
| 15  | Longos                    | Daphnis und Chloe                                             | Kurt Steinmann       | Kurt Steinmann         | 2019 | 192    | ISBN 978-3-7175-2486-1 |
| 16  | Earl of Chesterfield      | Über die Kunst, ein Gentleman zu sein                         | Gisbert Haefs        | Eva Gesine Baur        | 2019 | 320    | ISBN 978-3-7175-2484-7 |
| 17  | James Joyce               | Dubliner                                                      | Friedhelm Rathjen    | Ijoma Mangold          | 2019 | 448    | ISBN 978-3-7175-2472-4 |
| 18  | Lao Zi                    | Dao De Jing                                                   | Michael Hammes       | Michael Hammes         | 2019 | 480    | ISBN 978-3-7175-2478-6 |
| 19  | Henry D. Thoreau          | Walden                                                        | Fritz Güttinger      | Susanne Ostwald        | 2020 | 608    | ISBN 978-3-7175-2508-0 |
| 20  | Giorgio Vasari            | Lebensläufe der berühmtesten Maler, Bildhauer und Architekten | Trude Fein           | Robert Steiner         | 2020 | 768    | ISBN 978-3-7175-2510-3 |
| 21  | Olive Schreiner           | Die Geschichte einer afrikanischen Farm                       | Viola Siegemund      | Doris Lessing          | 2020 | 608    | ISBN 978-3-7175-2512-7 |
| 22  | Grazia Deledda            | Schilf im Wind                                                | Bruno Goetz          | Federico Hindermann    | 2021 | 448    | ISBN 978-3-7175-2524-0 |
| 23  | Marcel Proust             | Der gewendete Tag                                             | Christina Viragh     | -                      | 2021 | 704    | ISBN 978-3-7175-2530-1 |
| 24  | Edgar Allan Poe           | Die Erzählungen des Folio Club                                | Rainer Bunz          | -                      | 2021 | 320    | ISBN 978-3-7175-2480-9 |
| 25  | Fjodor M. Dostojewski     | Aufzeichnungen aus dem Untergrund                             | Ursula Keller        | Ursula Keller          | 2021 | 320    | ISBN 978-3-7175-2536-3 |
| 26  | Virginia Woolf            | Mrs. Dalloway                                                 | Melanie Walz         | Vea Kaiser             | 2022 | 400    | ISBN 978-3-7175-2556-1 |
| 27  | Clarice Lispector         | Ich und Jimmy                                                 | Luis Ruby            | Teresa Präauer         | 2022 | 416    | ISBN 978-3-7175-2555-4 |
| 28  | Selma Lagerlöf            | Charlotte Löwensköld                                          | Paul Berf            | Mareike Fallwickl      | 2022 | 480    | ISBN 978-3-7175-2534-9 |
| 29  | Katherine Mansfield       | Die Gartenparty                                               | Irma Wehrli          | -                      | 2022 | 544    | ISBN 978-3-7175-2532-5 |
| 30  | Michel de Montaigne       | Essais                                                        | Herbert Lüthy        | Herbert Lüthy          | 2023 | 912    | ISBN 978-3-7175-2565-3 |
| 31  | Willa Cather              | Lucy Gayheart                                                 | Elisabeth Schnack    | Alexa Hennig von Lange | 2023 | 304    | ISBN 978-3-7175-2567-7 |
| 32  | Platon                    | Apologie des Sokrates                                         | Kurt Steinmann       | Otto Schily            | 2023 | 192    | ISBN 978-3-7175-2568-4 |
| 33  | G. E. Trevelyan           | Appius und Virginia                                           | Renate Haen          | Ann Cotten             | 2024 | 400    | ISBN 978-3-7175-2557-8 |
| 34  | Mark Twain                | Ein Yankee aus Connecticut am Hof von König Artus             | Viola Siegemund      | Philipp Haibach        | 2024 | 640    | ISBN 978-3-7175-2492-2 |
| 35  | Jane Austen               | Stolz und Vorurteil                                           | Andrea Ott           | Elfi Bettinger         | 2024 | 628    | ISBN 978-3-7175-2578-3 |
| 36  | Sidonie-Gabrielle Colette | Chéri                                                         | Patricia Klobusiczky | Dana Grigorcea         | 2025 | 264    | ISBN 978-3-7175-2575-2 |
| 37  | Jane Austen               | Vernunft und Gefühl                                           | Andrea Ott           | Denis Scheck           | 2025 | 656    | ISBN 978-3-7175-2584-4 |
| 38  | Jane Austen               | Überredung                                                    | Andrea Ott           | Barbara Vinken         | 2025 | 464    | ISBN 978-3-7175-2588-2 |
| 39  | Giovanni Boccaccio        | Die Klage der Madonna Fiammetta                               | Franziska Meier      | Franziska Meier        | 2025 | 352    | ISBN 978-3-7175-2589-9 |
| 40  | Rainer Maria Rilke        | Alles ist mir lieb                                            | -                    | -                      | 2025 | 208    | ISBN 978-3-7175-2590-5 |